# Algeciras
Algeciras es una ciudad y municipio español de la provincia de Cádiz, en la comunidad autónoma de Andalucía. Es la mayor ciudad del Campo de Gibraltar y la sede de la mancomunidad de municipios de dicha comarca, junto con los cuales forma su área metropolitana. Está situada en la bahía de Algeciras, un enclave geográfico estratégico por hallarse en el estrecho de Gibraltar, lugar de contacto entre el mar Mediterráneo y el océano Atlántico. Esta situación ha permitido que la ciudad posea el puerto marítimo con mayor tránsito de mercancías de España.
Tiene una población de 124 978 habitantes (INE 2024) y una densidad de población de 1384,40 hab./km² en un término municipal con una superficie de 85,9 km² a una altitud media de 20 m sobre el nivel del mar. Por su población Algeciras es el décimo municipio de Andalucía y segundo de la provincia tras Jerez de la Frontera.
Cuenta con una economía basada en su situación de nodo de comunicaciones con África y las industrias existentes en la comarca. El tejido industrial químico-metalúrgico del Campo de Gibraltar constituye el núcleo industrial más importante de Andalucía, y segundo de España. El motor económico de la ciudad es sin embargo su puerto, uno de los más importantes de España y de mayor crecimiento del mundo, pues ocupa el primer puesto de tráfico de contenedores y buques del mar Mediterráneo.
El primer asentamiento del que se tiene constancia en la ciudad es el de la ciudad romana de Iulia Traducta poblada al menos desde el siglo I y con una importante industria relacionada con la elaboración de productos del mar que le permite mantener relaciones comerciales con diversos puertos mediterráneos. Algeciras pierde parte de su importancia durante el siglo IV para ser refundada en 712, con el nombre de Al-Yazirat Al-Hadra, la primera ciudad fundada en la península ibérica por los musulmanes.
La Edad Media marca la etapa en la que la ciudad adquiere el mayor protagonismo histórico al ser puerta de entrada desde África para las sucesivas invasiones acaecidas en al-Ándalus. De este modo almorávides, almohades y benimerines utilizan la ciudad como cabeza de puente para su entrada en Europa. Esta circunstancia provoca también que la ciudad sufra tres asedios por parte de Castilla hasta su conquista en 1344. Años más tarde Algeciras será de nuevo conquistada por nazaríes granadinos y destruida totalmente en 1379.
La ciudad renace en 1704 cuando refugiados procedentes de Gibraltar se asientan en la antigua medina. Desde la adquisición de la municipalidad en 1755 hasta la actualidad la ciudad ha participado en varios de los más importantes acontecimientos de la historia de España, los asedios a Gibraltar, la guerra de la Independencia, la Revolución Cantonal o la guerra de África albergando en 1906 la Conferencia Internacional sobre Marruecos donde se trataría la repartición de Marruecos. El siglo XX ha supuesto la transformación de Algeciras de un pequeño pueblo dedicado a la pesca a una de las principales ciudades portuarias del Mediterráneo y un nexo de unión entre Europa y África.

## Toponimia
Desde su fundación en el siglo I a. C. la ciudad situada al sur del río de la Miel, en la actual Villa Vieja, fue llamada Iulia Traducta («Iulia la transportada»). Según Estrabón este nombre, en su forma púnica Iulia Ioza, hace referencia a que fue poblada con disidentes al imperio romano procedentes de Tánger y Zilis «transportados» a la península como medida de castigo. En la obra De Chorographia del historiador romano del siglo I Pomponio Mela, oriundo de la ciudad, la ciudad es llamada Tingentera, interpretada como Tingis altera o «la otra Tánger».

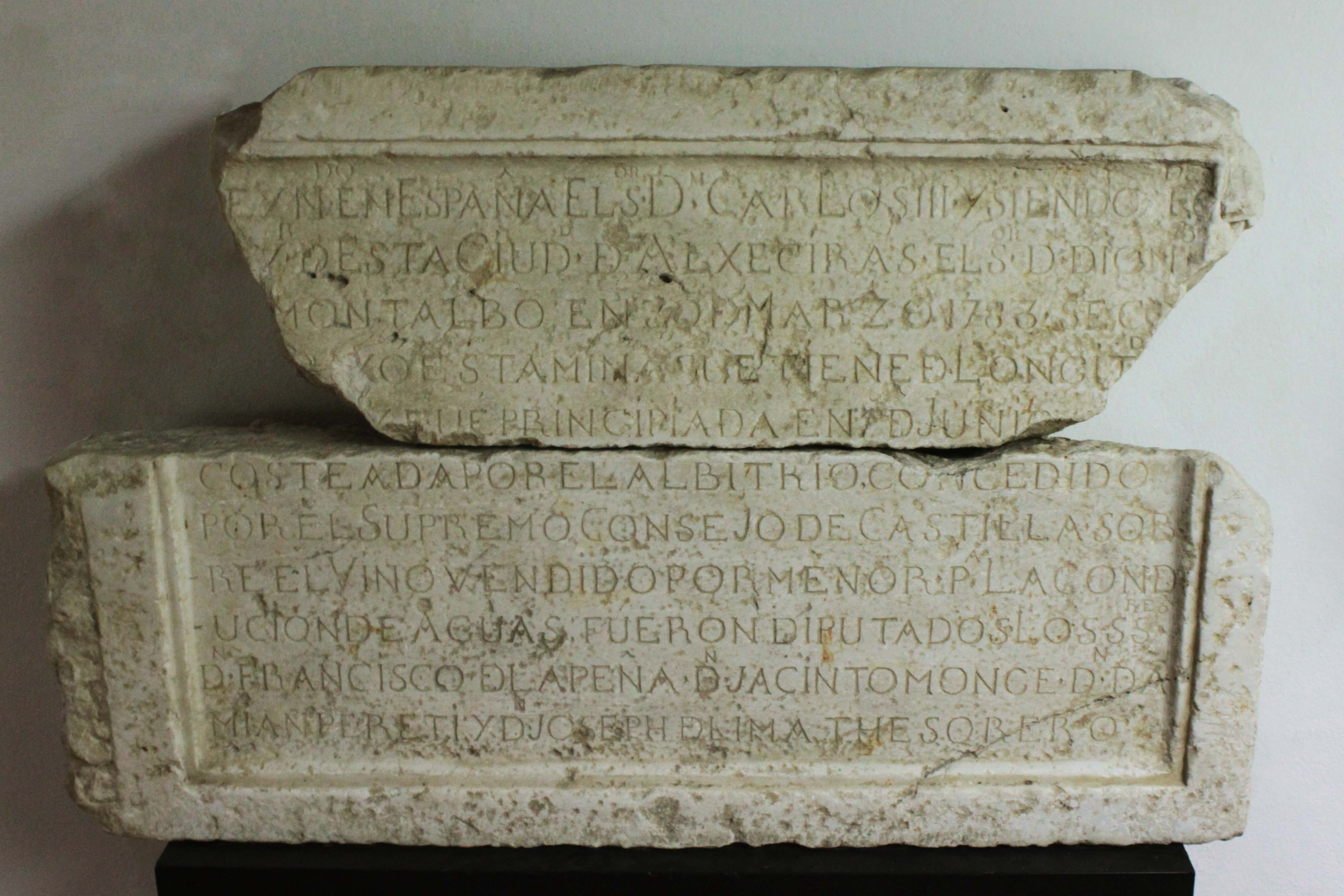
Placa conmemorativa de la construcción de la Fuente Nueva en 1783. Obsérvese el uso del topónimo Alxeciras para la ciudad

Con la forma reducida de Traducta aparece nombrada aún en el siglo V en la Historia de los francos de Gregorio de Tours y como Traducta y Transducta en el Anónimo de Rávena de mediados del siglo VII. No se tiene constancia de si este nombre perduró con variaciones hasta la conquista árabe de la ciudad pues la Crónica Mozárabe de 754 aún se refiere a los montes situados a espaldas de la ciudad como montes Transductinos (Transductinis promonturiis) pero llama a la ciudad Messulam ciuitatem. Este topónimo Messulam o Messaulam es para algunos autores una corrupción del nombre que la ciudad tomó durante la presencia bizantina, la Mesopotamenoi (Μεσοποταµηνοὶ) o «ciudad entre ríos» nombrada por Jorge de Chipre en Descriptio Orbis Romani.
El nombre dado por los primeros musulmanes llegados a la península ibérica en el año 711 fue Al-Yazira al-Jadrā' (del árabe الجزيرة الخضراء), topónimo que significa «la isla verde» o «la península verde» y que hace referencia a las características hidrográficas de la ciudad al encontrarse situada entre varios cursos de agua y no tanto a la isla que se encontraba frente a su costa antes de ser anexionada al puerto que fue denominada Al-Yazira Umm Hakim. La ciudad fue desde época muy temprana conocida simplemente como Al-Yazira y a pesar de que a finales del siglo X Almanzor, nacido en una alquería de la ciudad, impuso la antigua denominación de Al-Yazira al-Jadrā el nombre popular no se perdió.
El nombre actual y su gentilicio «algecireño, -a» proceden del nombre castellano, Algeciras, surgido de la evolución del nombre original árabe. En los portulanos medievales de los siglos XIV al XV, escritos en castellano, portugués y catalán, se utilizaron para la ciudad denominaciones muy variadas como Içola, Yallaz o Zizera, si bien la mayoría de las fuentes escritas de la Edad Media utilizan topónimos más similares al actual (Algecira, Alxecira, Aljacira y Algeçira) o al original árabe (Algecirat Aladra o Giziratalhadra). Será a partir de 1275, momento en el que se construye la Villa Nueva de la localidad y la ciudad queda conformada por dos medinas independientes con murallas propias, cuando comienza a aparecer entre las fuentes castellanas el nombre de la ciudad en plural siendo muy usual la denominación «las Algeciras».
Tratamiento
Desde su refundación en 1704, Algeciras ha recibido los siguientes tratamientos:
- Muy Ilustre Ciudad, con motivo de la consecución de la municipalidad, concedida el 6 de septiembre de 1755.[20]
- Muy Patriótica, por la defensa del reinado de Isabel II de España concedida el 9 de octubre de 1843.[21]
- Excelentísima Ciudad, concedida por la reina regente María Cristina en nombre de Alfonso XIII el 2 de julio de 1892 con motivo de la adhesión de la ciudad a la Monarquía constitucional.[22][23]

## Símbolos

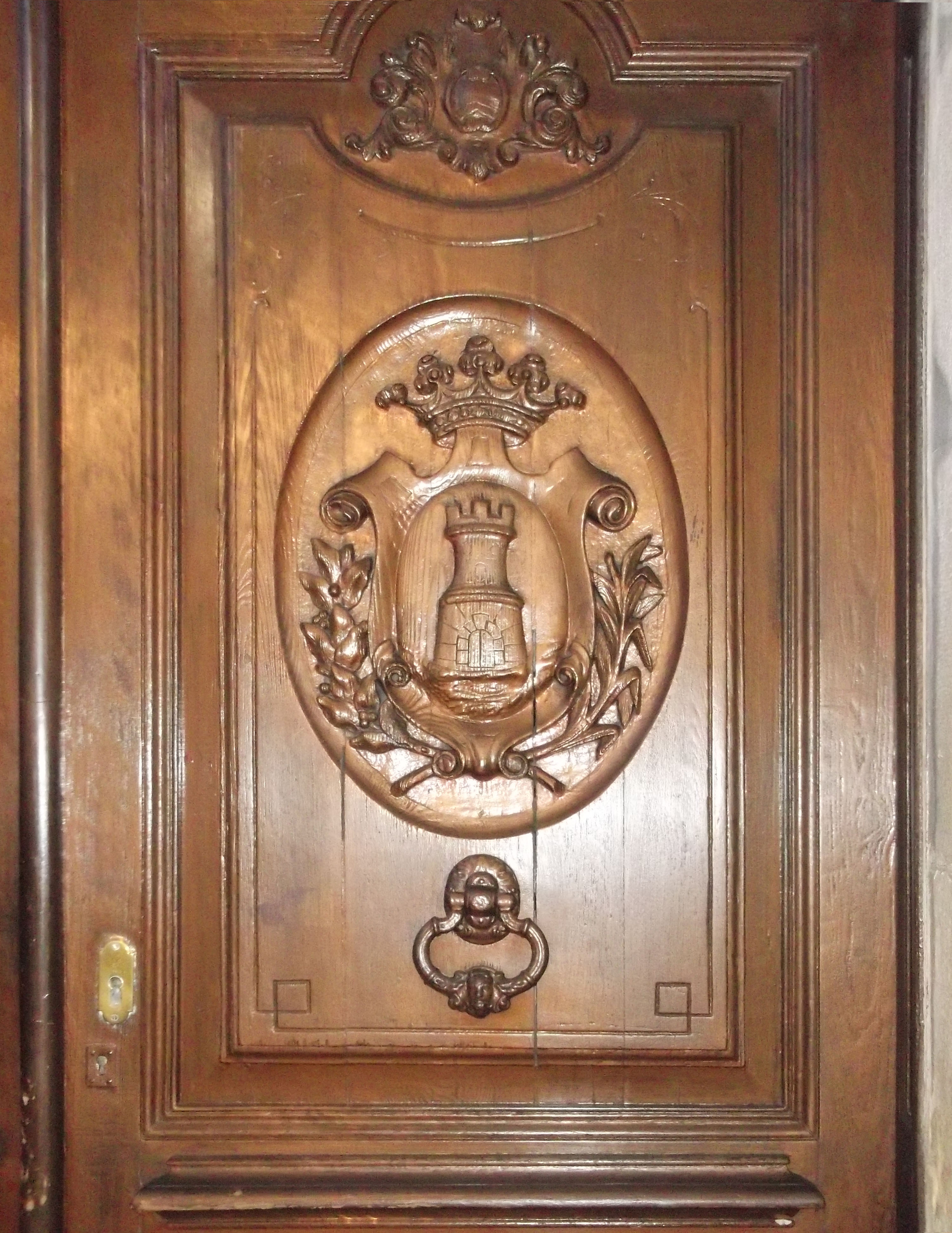
Escudo de Algeciras en la puerta de la casa consistorial

El escudo de Algeciras se encuentra inscrito en el registro de símbolos de las entidades locales de Andalucía desde el 12 de enero de 2015. Hasta su regulación en 2015 la única descripción oficial de sus armas era la que aparece en el escudo de la provincia de Cádiz donde el de Algeciras ocupa el primer cuartel, «de gules, un castillo de oro, aclarado de azur sobre ondas de azur y plata, acostado de dos palmas de oro», aunque la representación clásica de estas armas mantenía las ramas de olivo y palma en el exterior del escudo, la corona real que hace referencia al título patrimonial de rey de Algeciras de la Corona española.
Tras el trabajo realizado por una comisión de investigación coordinada por el cronista de la localidad Luis Alberto del Castillo desde 2007 la descripción del escudo es:

Escudo ovalado, en campo de gules, un castillo de oro con su puerta y ventanas aclaradas de azur, almenado, mazonado de sable y donjonado de tres torres, siendo la del centro más alta que las otras dos. A la diestra del mismo una rama de olivo, y una rama de palma a la siniestra. En punta tres ondas de azur. Contorno apergaminado con la inscripción latina Civitas Condita Ex Lethaeo Bis Restavrata. Al timbre corona real cerrada.

El lema en latín incluido en el escudo significa «Ciudad fundada sobre el olvido, dos veces restaurada» y fue creada por la comisión. Hace referencia al pasado de la localidad y a las dos reconstrucciones documentadas en ella (la fundación de Tarik en 711 y la de los exiliados de Gibraltar en 1704).
La bandera de Algeciras es rectangular, de una longitud igual a tres medios de su ancho y dividida en dos franjas horizontales iguales, amarilla la superior, y azul la inferior. Su origen es la bandera de la provincia marítima de Algeciras.

## Geografía

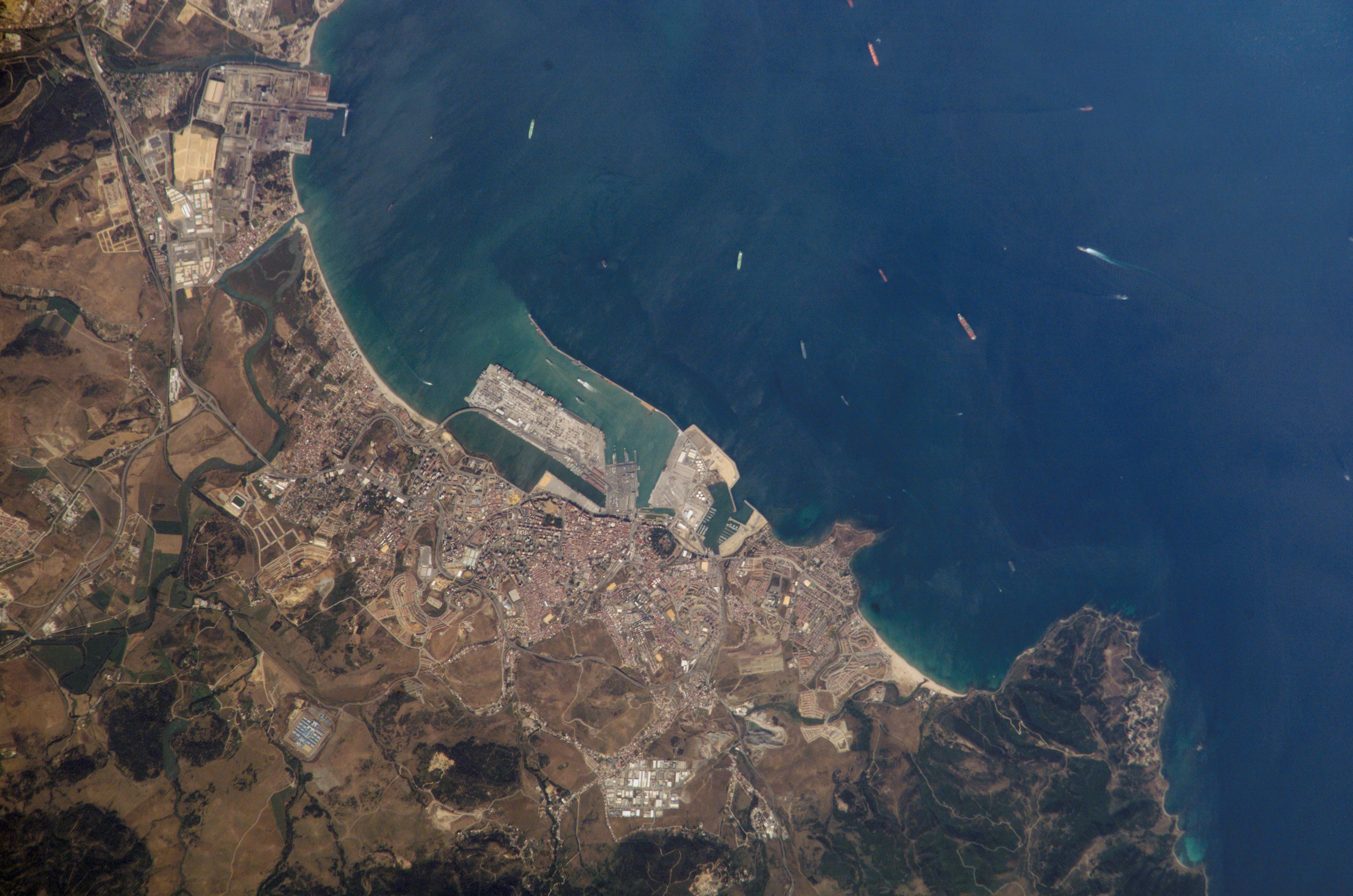
Vista de satélite de Algeciras

La ciudad de Algeciras se encuentra situada en el extremo sur de la península ibérica en el interior de una amplia bahía que toma su nombre. El término municipal está delimitado por el río Palmones que lo separa del municipio de Los Barrios al norte y el Arroyo del Pilar que lo separa del municipio de Tarifa al sur. El frente marítimo de la ciudad está en contacto con las aguas de la bahía de Algeciras y las del estrecho de Gibraltar.
| Noroeste: Los Barrios       | Norte: Los Barrios         | Noreste: bahía de Algeciras |
| Oeste: Tarifa y Los Barrios |                            | Este: bahía de Algeciras    |
| Suroeste: Tarifa            | Sur: estrecho de Gibraltar | Sureste: bahía de Algeciras |

### Geología

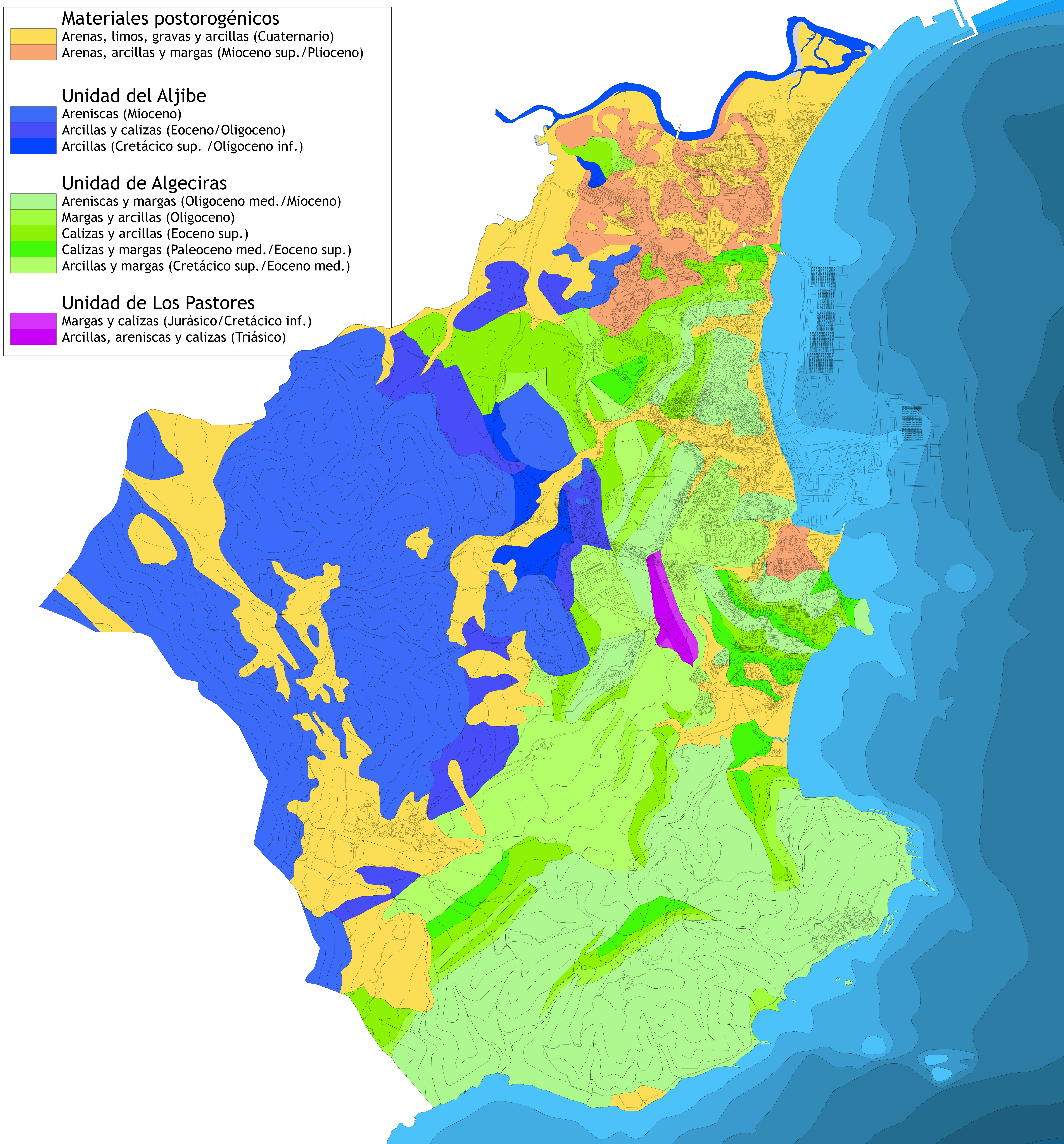
Mapa de las unidades geológicas del término municipal de Algeciras

Como toda el área del estrecho de Gibraltar, el término municipal de Algeciras es tremendamente complejo en lo que a su geología se refiere. Los entornos de la ciudad se enmarcan dentro de las llamadas unidades del Campo de Gibraltar pertenecientes a la cordillera Prebética. Dentro de ellas aparecen afloramientos de las unidades de Algeciras-Los Nogales, Almarchal, Algibe, y Gibraltar-Los Pastores. Las unidades de Algeciras-Los Nogales y Aljibe son similares en cuanto a su composición, un estrato superior de areniscas miocénicas y secuencia inferior de margas y arcillas si bien en la unidad de Algeciras destacan especialmente las formaciones de flysch margo-areniscoso-micáceo con estratos superpuestos de materiales blandos y duros que dan lugar a típicas formaciones en zonas próximas a la costa.
La unidad de Almarchal, muy poco representada, tiene una facies típica con margas esquistosas de color gris-amarillento. La unidad Gibraltar-Los Pastores es la más antigua de las presentes datada en el triásico y presenta un único afloramiento en Los Pastores y la cantera de Los Guijos con un fuerte contenido en fósiles de gran interés. Aparte de estas series estratigráficas destacan en el municipio los materiales postorogénicos representados principalmente en las cuencas aluviales y de colmatación alrededor de los ríos de la Miel y Palmones. Estos materiales cuaternarios, de muy reciente sedimentación, conforman las llanuras de inundación de estos cauces.

### Orografía

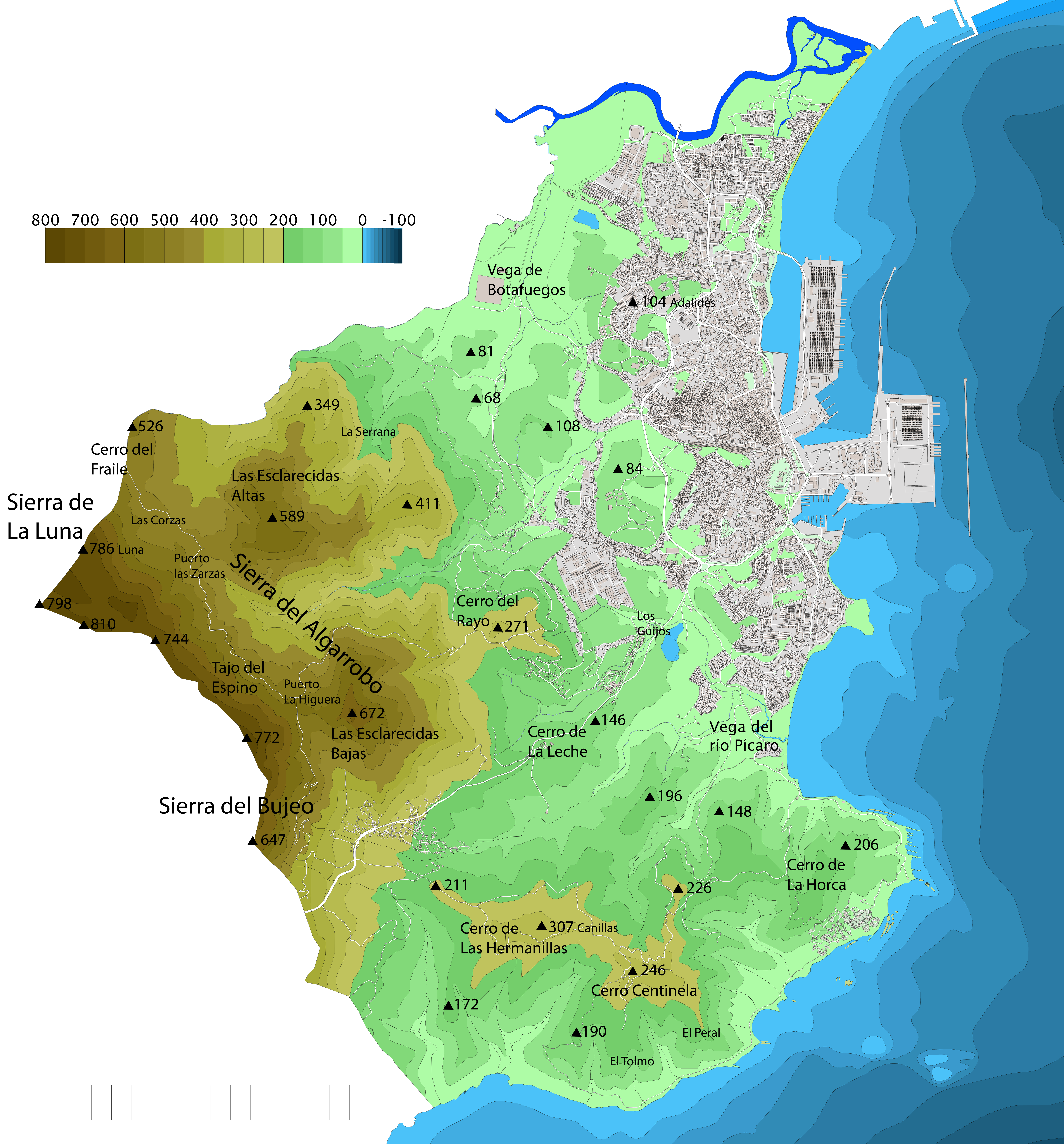
Plano de relieve

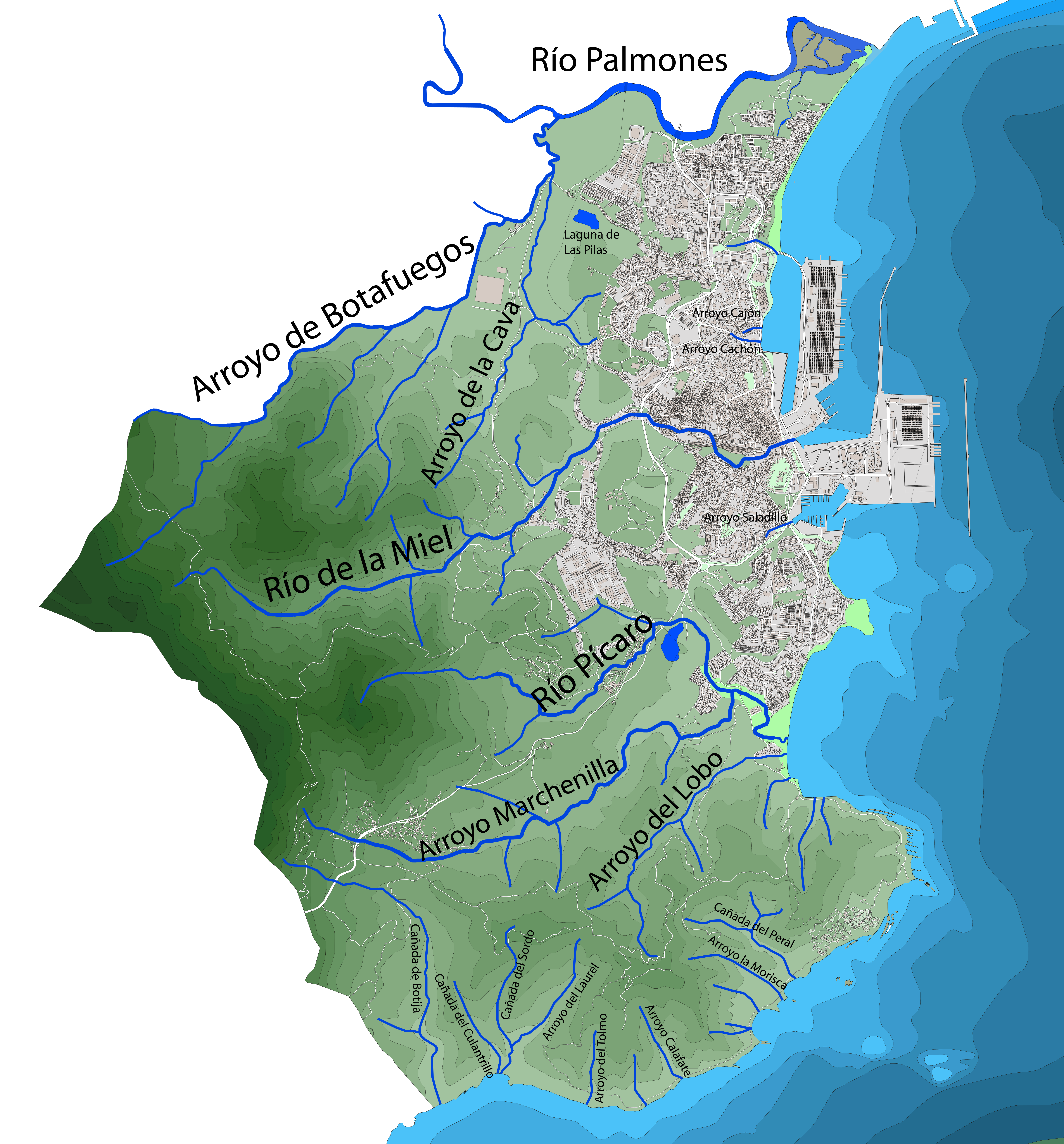
Plano hidrológico

La ciudad se encuentra construida en una zona de colinas de baja elevación, de norte a sur desde El Rinconcillo hasta San García que condicionan el crecimiento de la ciudad, en estas colinas se asientan diversas urbanizaciones de moderna construcción, así ocurre en el cerro de los Adalides o el cerro del Algarrobo. Al interior se encuentra la sierra de Algeciras con una alineación noreste-sudeste donde aparecen varias formaciones orográficas delimitadas por los valles de los ríos y arroyos. Destacan en el conjunto de las sierras de la ciudad la de Las Esclarecidas con 610 m de altitud, del Algarrobo con 668 m y de la Luna con 735 m sobre el nivel del mar con una exuberante vegetación caracterizada por bosques de alcornoque y bosques de ribera en los valles. En la zona cercana al estrecho se encuentra el paisaje conocido como Cerros del Estrecho de escasa elevación pero cercanos al mar con una muy acusada pendiente que llega en ocasiones a superar el 30 % formando abruptos acantilados. Destacan especialmente los cerros del Centinela y de la Horca en los alrededores de Punta Carnero.

### Hidrografía
El término municipal de Algeciras se encuentra cruzado por los ríos de la Miel, Palmones y Pícaro y por numerosos arroyos de corto recorrido y acusado estiaje. El río de la Miel tiene una longitud total de 7 km y nace en la garganta de El Tesorillo. Su curso alto discurre por bosques galería pertenecientes al parque natural de Los Alcornocales. En su tramo medio el río de la Miel penetra en suelo urbano y es encauzado y ocultado para desembocar frente a los muelles del puerto. El río Palmones o de las Cañas de 37 km de longitud delimita el término municipal por el norte y dos de sus afluentes, el Botafuegos y La Cava, discurren por su interior tras nacer en la sierra de Las Esclarecidas. La desembocadura del río se encuentra actualmente protegida bajo el nombre de paraje natural de las marismas del Río Palmones. En su desembocadura el río Palmones forma una extensa flecha dunar que conforma la actual playa de El Rinconcillo. El río Pícaro, de 7,7 km de longitud, nace en la zona denominada Altos del Guijo y confluye cerca de su desembocadura con el arroyo Marchenilla formando meandros hasta verter sus aguas en la ensenada de Getares.

### Costa

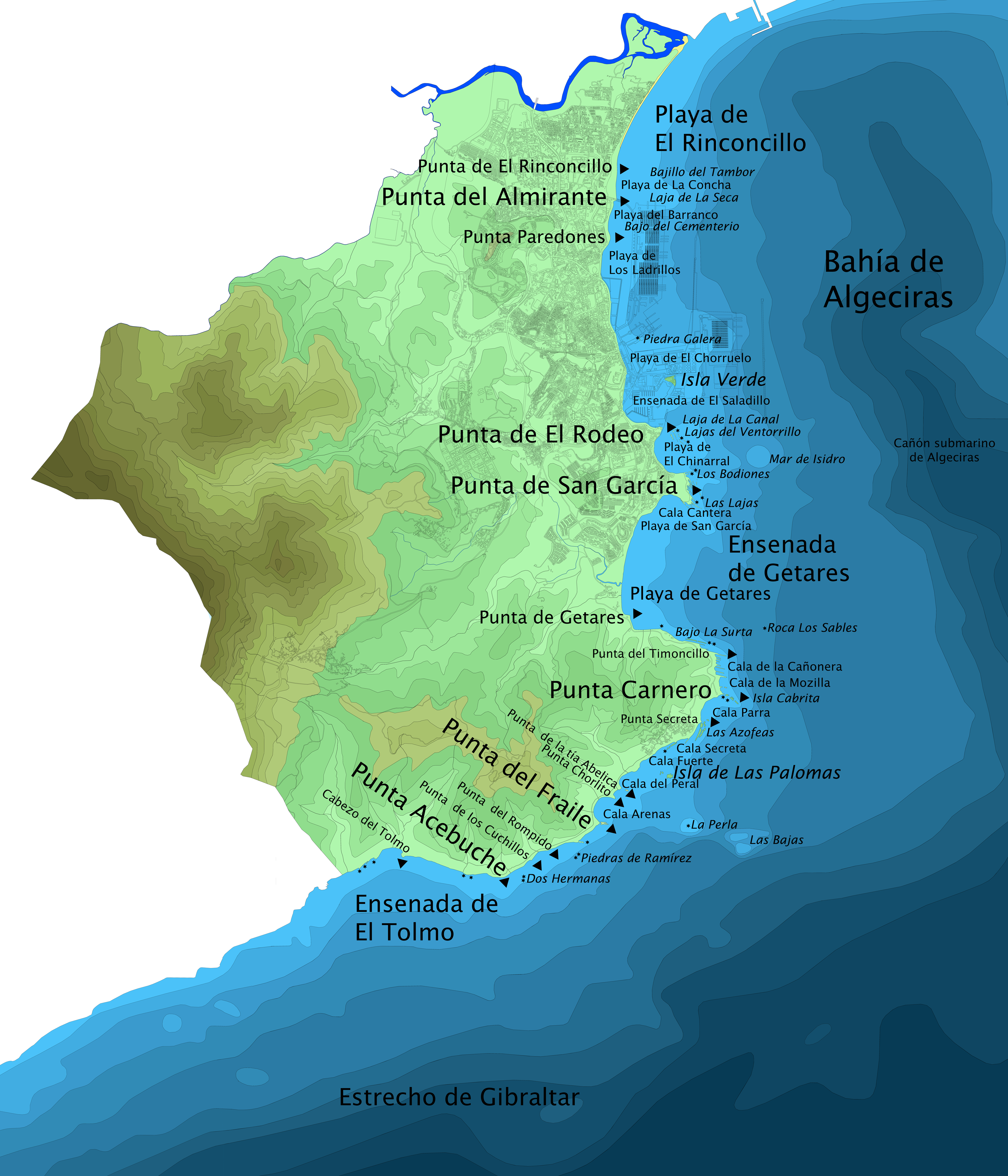
Principales accidentes costeros del término municipal

En el frente litoral de Algeciras pueden diferenciarse dos zonas. El área del estrecho, desde los límites con el término municipal de Tarifa hasta la playa de Getares, posee zonas alternas de acantilados sin urbanizar y calas de pequeño tamaño, donde destacan los accidentes geográficos de punta Carnero, punta del Fraile o punta Acebuche. El resto del área, desde la playa de Getares hasta el río Palmones, posee zonas de costa baja salvo en zonas puntuales como punta de San García, La Cornisa o el propio frente de las Villas Vieja y Nueva donde el terreno asciende abruptamente. El litoral del término municipal tiene unos 7 km de playas, casi 6 km de acantilados, principalmente en punta Carnero, 6.5 km de costa baja sobre todo en las calas de la zona del estrecho y casi 3 km pertenecientes al frente de la ciudad.
La ciudad posee actualmente cinco playas de uso recreativo, El Rinconcillo, La Concha, El Chinarral, San García y Getares. La playa de El Rinconcillo se encuentra al norte de la ciudad y se extiende desde el Puente de Acceso Norte del puerto hasta la desembocadura del río Palmones con una longitud total de 2,8 km. Posee dos tramos, uno totalmente urbanizado junto a la barriada de El Rinconcillo y otro más cercano a la desembocadura del río que está completamente rodeado por las marismas del río Palmones y por las dunas del antiguo cordón litoral. Al sur de la ciudad se encuentra la playa de Getares de 1500 m de longitud. Todo el norte de la playa se encuentra rodeado por urbanizaciones y posee un paseo marítimo mientras que el sur posee un interesante sistema dunar junto a la desembocadura del río Pícaro. Por último la playa de El Chinarral es una pequeña cala de 250 m situada entre las puntas de San García y de El Rodeo, es una zona poco visitada debido a su pequeño tamaño y a su difícil acceso al estar totalmente rodeada por casas privadas que apenas dejan un pequeño paso.

### Entorno natural

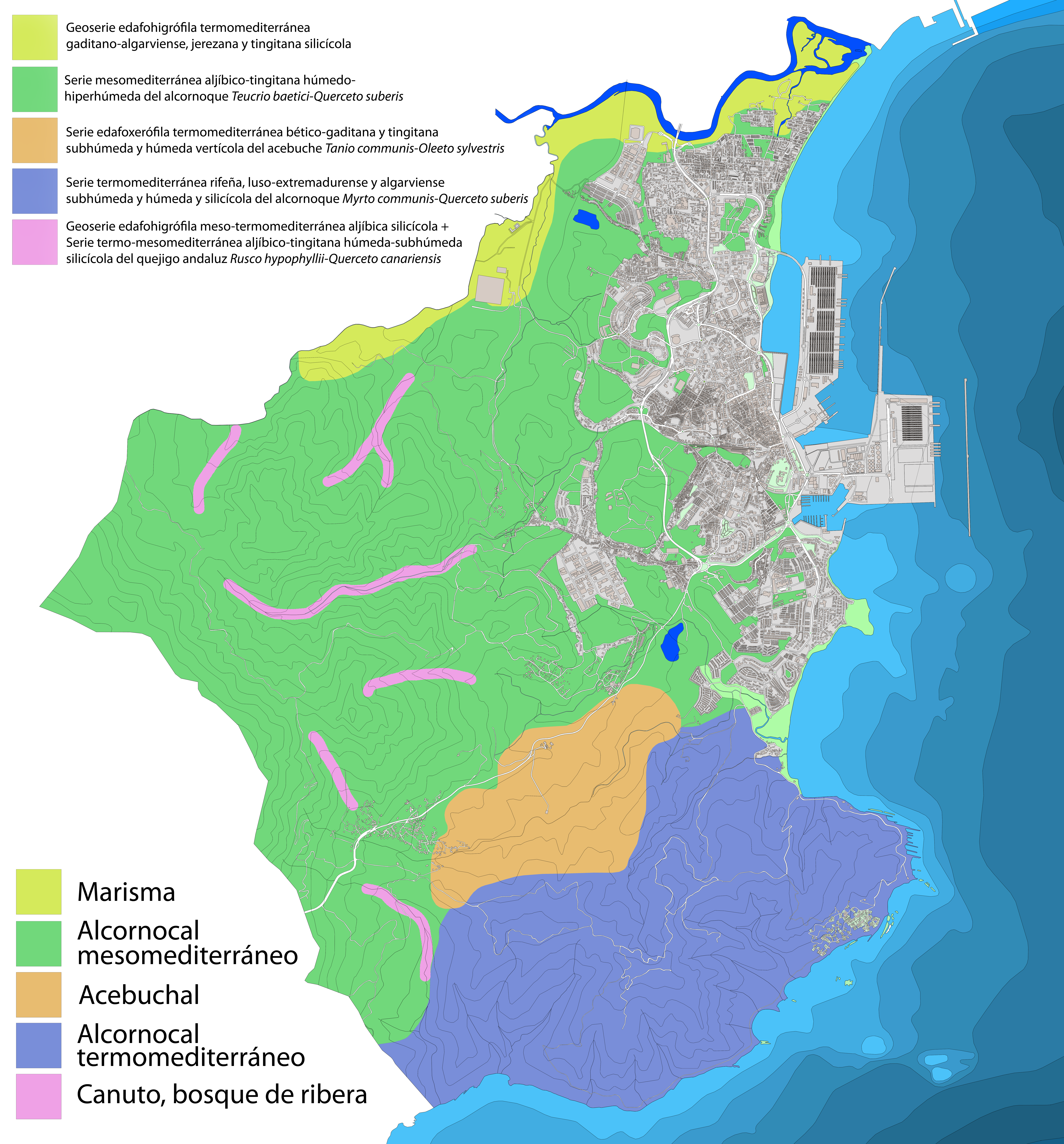
Series de vegetación presentes en el término

Más del 80 % del término municipal es superficie forestal y natural, gran parte bajo alguna figura de protección oficial. De ese modo, un 21 % del término, unas 1872 hectáreas, pertenece al parque natural de Los Alcornocales; un 27 %, unas 2316 hectáreas, al parque natural del Estrecho, y unas 58 hectáreas protegidas entre los términos de Algeciras y Los Barrios pertenecen al Paraje natural de las marismas del Río Palmones.
Entre su flora encontramos biotopos muy singulares como los bosques de galería llamados localmente canutos o los bosques de niebla; estos valles conservaron durante las glaciaciones parte de la flora tropical europea de la era terciaria. Esta flora típica de la región macaronésica se encuentra hoy día en peligro de extinción debido a la pérdida de sus hábitats y a la antropización del medio. El bosque en el que se conserva es principalmente del tipo laurisilva y está compuesto por árboles y arbustos como el ojaranzo (Rhododendron ponticum) o el avellanillo (Frangula alnus), y por varios tipos de helechos como Psilotum nudum, Davalia canariensis o Cheilanthes guanchica. En los valles también es posible encontrar plantas endémicas como el quejigo andaluz (Quercus canariensis).
El bosque mediterráneo de alcornoques (Quercus suber) con matorral bajo xerófito ocupa las más amplias extensiones dentro de las áreas naturales del municipio. Entre las zonas que ocupa es posible advertir todas las diferentes etapas de regresión de esta serie de vegetación, desde el bosque cerrado de las zonas altas de la sierra hasta los pastizales de gramíneas cercanos a la ciudad.
Entre su fauna destaca el paso masivo de aves por el estrecho de Gibraltar durante la migraciones. En las sierras es posible observar varios tipos de mamíferos como corzos (Capreolus capreolus), jabalíes (Sus scrofa), ginetas (Genetta genetta) y meloncillos (Herpestes ichneumon) entre otros, y en su costa es usual la presencia de diversas especies de cetáceos como rorcuales (Balaenoptera physalus), delfines mulares (Tursiops truncatus), orcas (Orcinus orca) y cachalotes (Physeter macrocephalus).

### Clima
En general, el clima de la zona del Campo de Gibraltar se puede definir como una transición entre el mediterráneo y el oceánico, caracterizado por unas condiciones de temperaturas suaves y regulares y por precipitaciones irregulares y de carácter torrencial con una media anual situada en los 1000 mm. Como toda la zona del estrecho es muy importante la influencia del viento; de entre los vientos predominantes destacan el viento de levante y poniente, casi exclusivos de la zona, la distribución temporal de éstos es similar en invierno, sin embargo en verano el viento de levante es mayoritario en general. La humedad media de la ciudad es del 80 %. La amplitud térmica de la ciudad es la más baja de cuantas se registran en Andalucía.
| Parámetros climáticos promedio de Algeciras, España | Parámetros climáticos promedio de Algeciras, España | Parámetros climáticos promedio de Algeciras, España | Parámetros climáticos promedio de Algeciras, España | Parámetros climáticos promedio de Algeciras, España | Parámetros climáticos promedio de Algeciras, España | Parámetros climáticos promedio de Algeciras, España | Parámetros climáticos promedio de Algeciras, España | Parámetros climáticos promedio de Algeciras, España | Parámetros climáticos promedio de Algeciras, España | Parámetros climáticos promedio de Algeciras, España | Parámetros climáticos promedio de Algeciras, España | Parámetros climáticos promedio de Algeciras, España | Parámetros climáticos promedio de Algeciras, España |
| Mes                                                 | Ene.                                                | Feb.                                                | Mar.                                                | Abr.                                                | May.                                                | Jun.                                                | Jul.                                                | Ago.                                                | Sep.                                                | Oct.                                                | Nov.                                                | Dic.                                                | Anual                                               |
| --------------------------------------------------- | --------------------------------------------------- | --------------------------------------------------- | --------------------------------------------------- | --------------------------------------------------- | --------------------------------------------------- | --------------------------------------------------- | --------------------------------------------------- | --------------------------------------------------- | --------------------------------------------------- | --------------------------------------------------- | --------------------------------------------------- | --------------------------------------------------- | --------------------------------------------------- |
| Temp. máx. media (°C)                               | 16.1                                                | 16.7                                                | 17.8                                                | 18.9                                                | 21.7                                                | 24.4                                                | 27.2                                                | 27.8                                                | 26.1                                                | 21.7                                                | 18.9                                                | 16.7                                                | 21.2                                                |
| Temp. mín. media (°C)                               | 11.1                                                | 11.1                                                | 12.2                                                | 13.3                                                | 15.6                                                | 17.8                                                | 20.0                                                | 20.6                                                | 20.0                                                | 16.7                                                | 13.9                                                | 12.2                                                | 15.4                                                |
| Precipitación total (mm)                            | 121.9                                               | 106.7                                               | 106.7                                               | 66.0                                                | 38.1                                                | 10.2                                                | 0.0                                                 | 2.5                                                 | 25.4                                                | 76.2                                                | 149.9                                               | 132.1                                               | 835.7                                               |
| [cita requerida]                                    |                                                     |                                                     |                                                     |                                                     |                                                     |                                                     |                                                     |                                                     |                                                     |                                                     |                                                     |                                                     |                                                     |

### Urbanismo

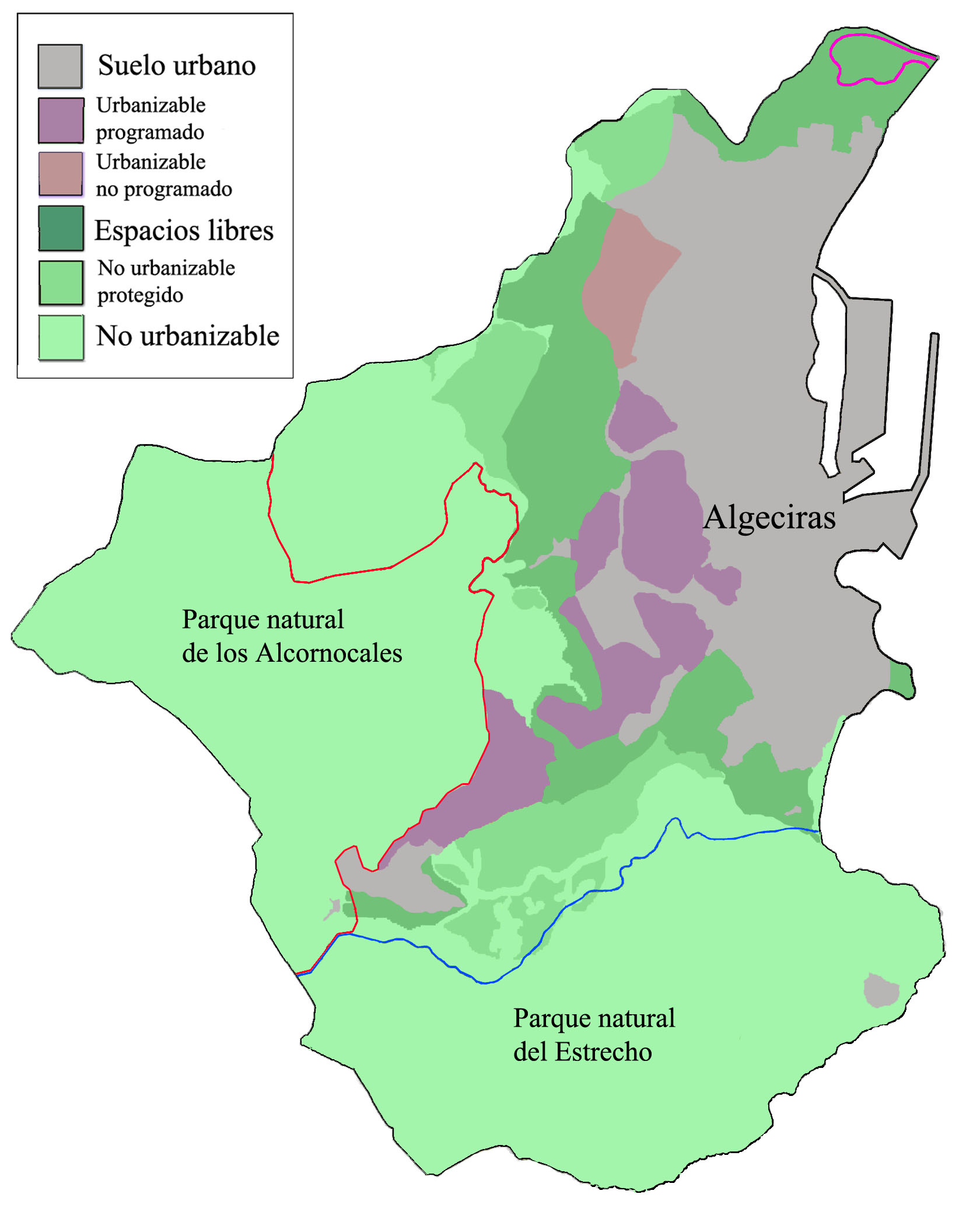
Plano de los usos del suelo contemplados en el PGOU

Algeciras quedó despoblada tras la destrucción de la ciudad a mano de los granadinos de Muhammad V en 1369 hasta la pérdida de Gibraltar. En mapas del siglo XVII Algeciras aparece designada como «Vieja Gibraltar» y aparecen varios caserones en la antigua Villa Norte perteneciente con muy posiblemente a ciudadanos gibraltareños que mantenían cultivos en las riveras del río de la Miel, no en vano los términos de Algeciras fueron concedidos a la ciudad de Gibraltar en 1462. En 1704 parte de los refugiados huidos tras la toma británica de Gibraltar se asentaron en torno a la ermita de San Bernardo, que desde entonces empezó a llamarse de Nuestra Señora de Europa, en el cortijo de los Gálvez, comenzando el resurgir de la ciudad.
Las primeras descripciones de la naciente Algeciras las hace el ingeniero Jorge Próspero de Verboom a partir de 1721, quien, al mando de un Cuerpo de Ingenieros, comienza a levantar planos de la ciudad, donde destacan los restos de la fortificación árabe y el castillo al tiempo que levanta un plano con una propuesta de urbanización de la ciudad a base de calles rectas con manzanas en cuadrícula. Estos proyectos nunca llegan a cumplirse y en mapas posteriores la ciudad sigue apareciendo con trazado urbano desordenado.

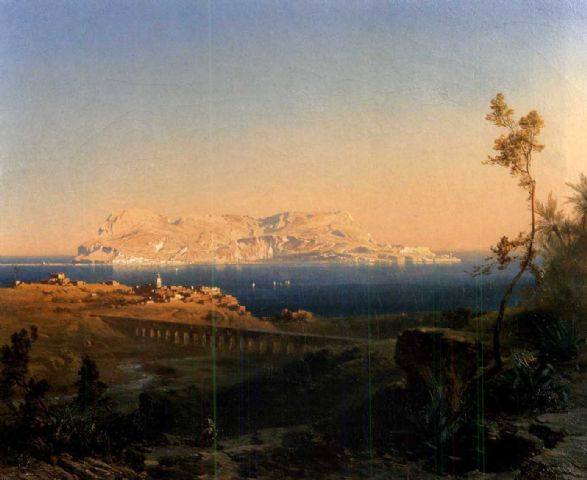
La ciudad de Algeciras en 1864, óleo de Fritz Bamberger

Durante el siglo XIX el crecimiento de la ciudad en extensión no fue notable, de este modo en un plano levantado en 1857 puede apreciarse que aún no se había rebasado el perímetro de la ciudad medieval y que la Villa Vieja apenas se encuentra ocupada.
En estos años la población británica en la ciudad es especialmente influyente contribuyendo en gran medida a la economía local, de este modo en 1892 son inversores británicos los que construyen la línea de ferrocarril Bobadilla-Algeciras y poco después el Hotel Cristina.
En el siglo XX el aumento de población y de extensión de la ciudad se produce de forma desmedida. En los años cincuenta se rebasa el límite norte de la ciudad medieval y se urbaniza la cuesta del Rayo y la barriada de La Bajadilla mientras que se esboza el barrio de El Saladillo, La Piñera y la barriada de Los Toreros. Los barrios del norte de la ciudad aparecen a partir de 1970, de este modo Las Colinas y El Rinconcillo y más tarde San José Artesano y La Granja ocupan ya gran extensión en los años ochenta, cuando comienzan a aparecer nuevas barriadas como Los Pinos, Huerta de la Pilas, San García o Getares.

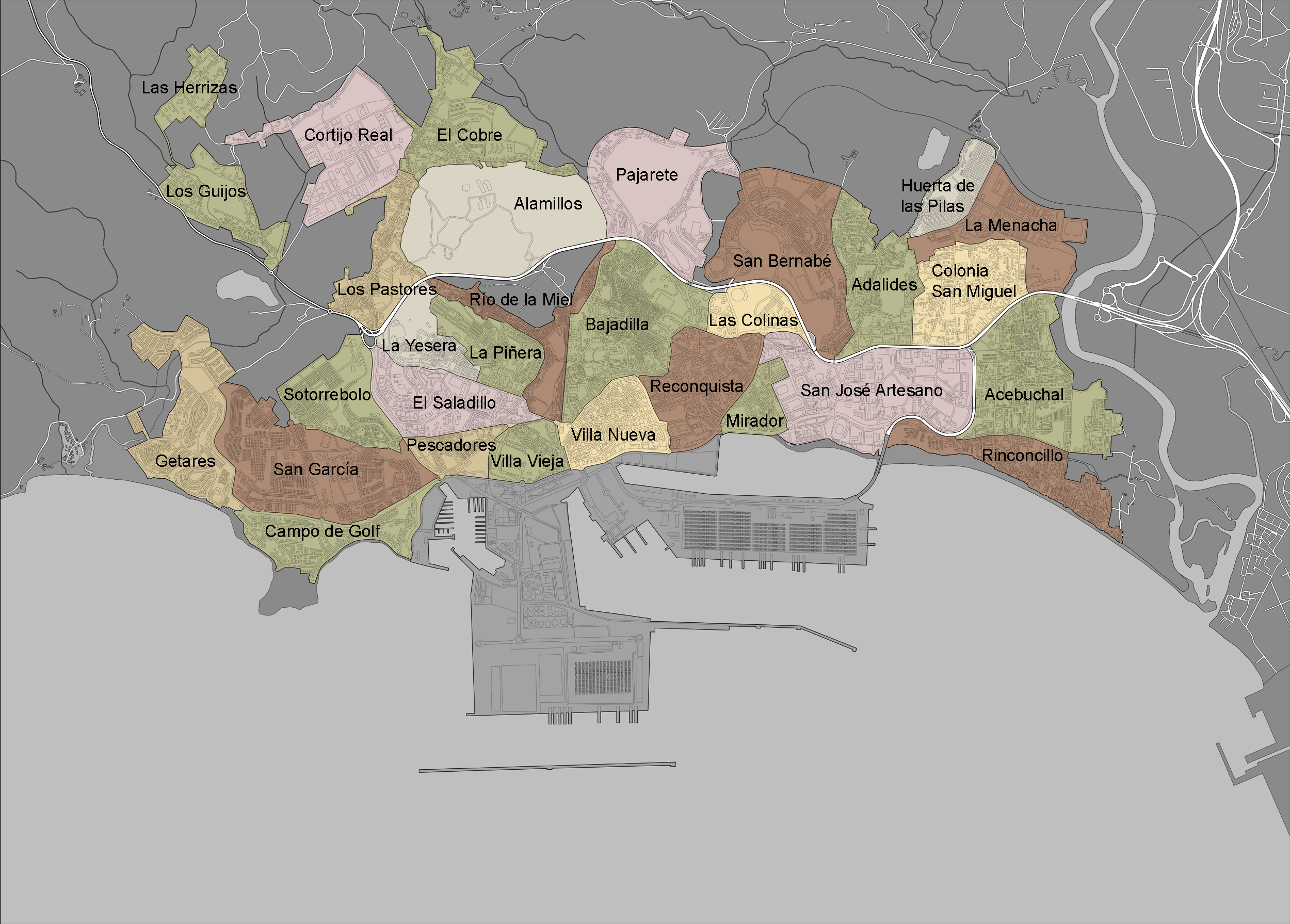
Barrios del núcleo principal de Algeciras

La expansión de la ciudad durante los primeros años del siglo XXI se viene centrando en la zona oeste de la circunvalación, de este modo las zonas de Sotorebolo, Los Alamillos o San Bernabé están hoy día en pleno proceso urbanizador. Según el Plan General de Ordenación Urbana de Algeciras (PGOU) la expansión en esta zona de la ciudad está planeada hasta la carretera de Botafuegos por encontrarse próximo el parque natural de Los Alcornocales.
La tradicional división en barrios de Algeciras se mantiene hoy día por motivos urbanísticos y de ordenación del territorio, encontrándose el origen de éstos en las sucesivas etapas de expansión de la ciudad. Desde su publicación en 2003, Algeciras podrá acogerse a la Ley de Grandes Ciudades y entre otras cosas habrá de dividir su término en distritos. Éstos serán delimitados tanto por razones geográficas como históricas, manteniendo muchos de los actuales barrios como distritos propios o englobando otros por proximidad. Actualmente se han sentado las bases de esta división con la creación del reglamento que regulará las Juntas municipales de distrito que poseerán la función de realizar informes sobre los problemas o necesidades de cada una de las zonas a las que representen.

## Historia

### Prehistoria
Los yacimientos del embarcadero del río Palmones, perteneciente al Paleolítico y Neolítico, de Torrealmirante pertenecientes al periodo achelense y otros situados en Punta Carnero y en la Villa Vieja permiten situar sociedades de cazadores-recolectores asentadas junto a ríos y en zonas costeras en el término municipal.

### Edad Antigua

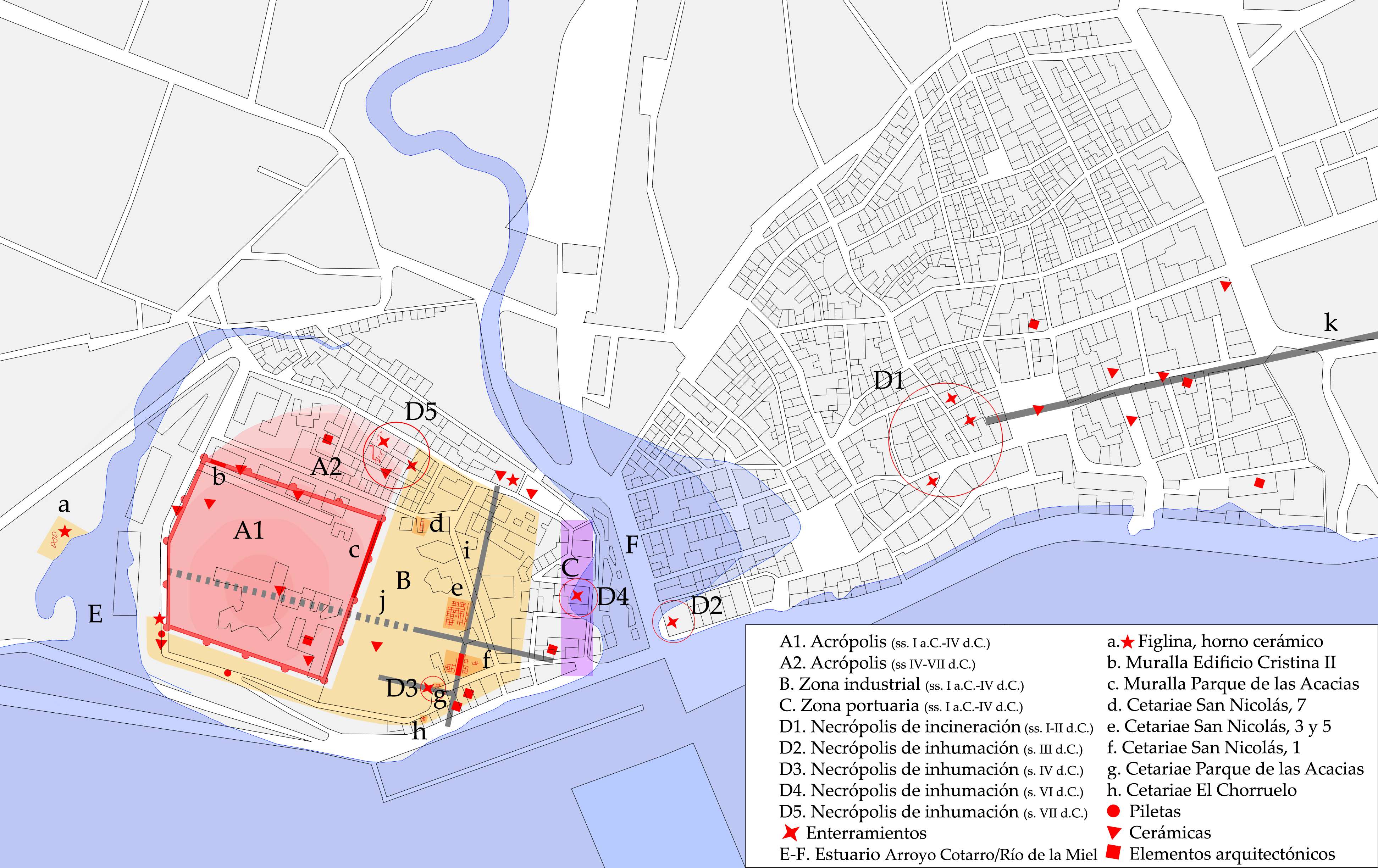
Principales yacimientos de época romana en la ciudad

A pesar de algunas referencias escritas, el registro arqueológico aún no ha dado pruebas de la existencia de población púnica en Algeciras, aunque se han localizado en Cala Arenas y zonas limítrofes varios asentamientos cartagineses, todos de pequeña entidad, y cerámica relacionada con esta época en la Villa Nueva. Es a partir del siglo I cuando aparecen los primeros asentamientos, esta vez de época romana, en los términos de Algeciras. Bajo lo que hoy es el Hotel Cristina, en la Villa Vieja, se localizaron a mediados del siglo XX varias construcciones romanas. El reciente descubrimiento de un complejo industrial para la elaboración de garum en la calle San Nicolás permiten situar en la ciudad la villa de Iulia Traducta que, según las crónicas, es poblada en época romana con ciudadanos procedentes de Tingis significando por ello su nombre Transportada. Al sur, en la barriada de Getares, se han localizado restos de construcciones y piletas para la fabricación de garum pertenecientes a la ciudad de Caetaria, Cetaria o Cetraria, nombre que designaba una fábrica de salazones de pescado.

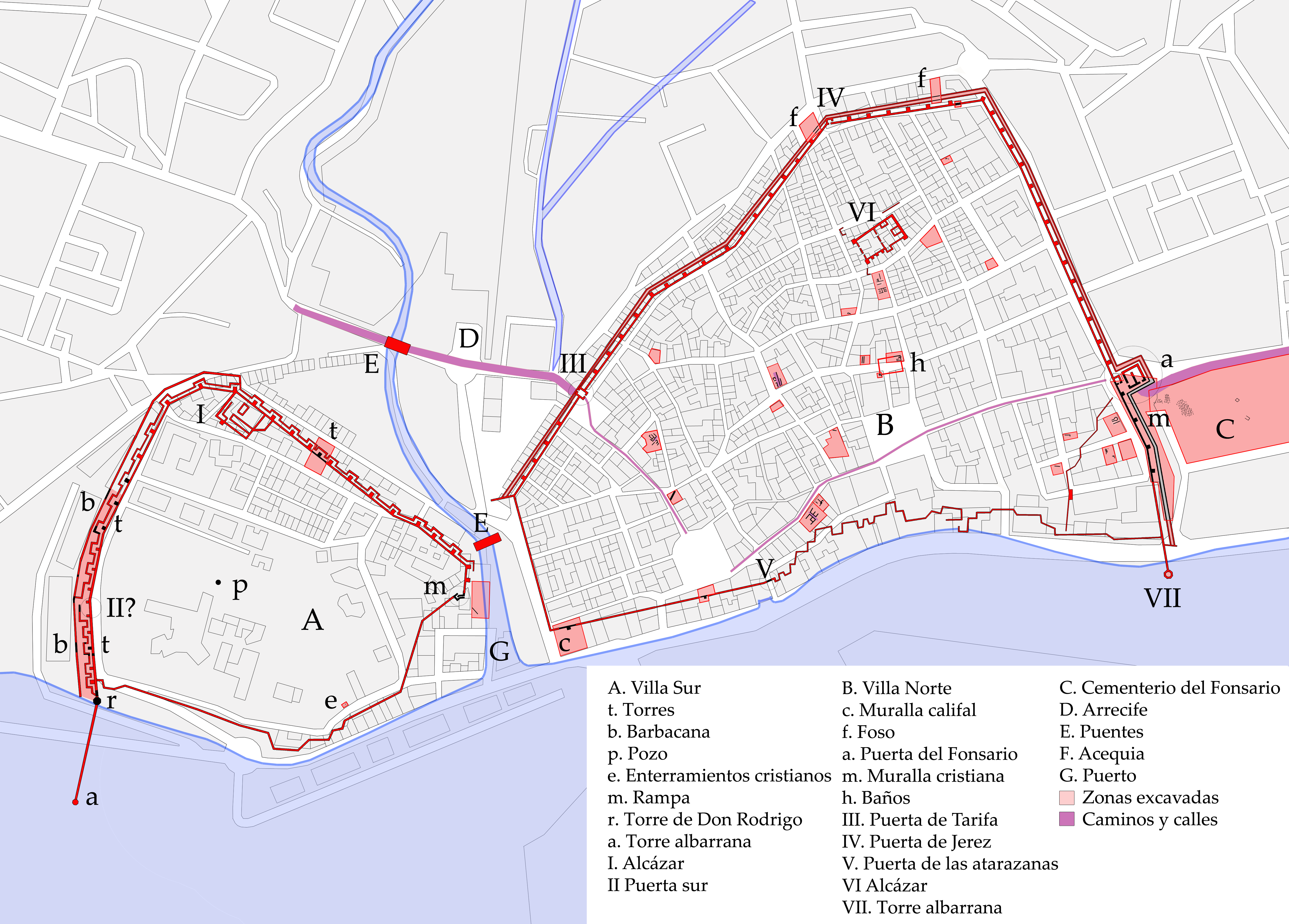
Principales yacimientos de época medieval en la ciudad

La ciudad pierde parte de su importancia durante la Antigüedad tardía hasta que en 429 se produce el paso de los vándalos, en un número de 80 000 según las fuentes de la época, a través del estrecho de Gibraltar, utilizando los puertos de Iulia Traducta, Carteia, Baelo Claudia y Mellaria para asentarse en los territorios de la antigua Cartago. Años después, en los alrededores de la ciudad se producen en la zona enfrentamientos entre los visigodos de Walia y los vándalos silingos, por este entonces tiene lugar un parcial abandono de Algeciras y la destrucción de gran parte de sus edificios. Con posterioridad, ya en el siglo VI, se sabe de la presencia en la ciudad de un enclave bizantino por el descubrimiento de un cementerio en el estuario del río de la Miel y varios objetos descontextualizados en la Villa Vieja pero no se conoce la envergadura de la ciudad.

### La época árabe y la fundación de la ciudad

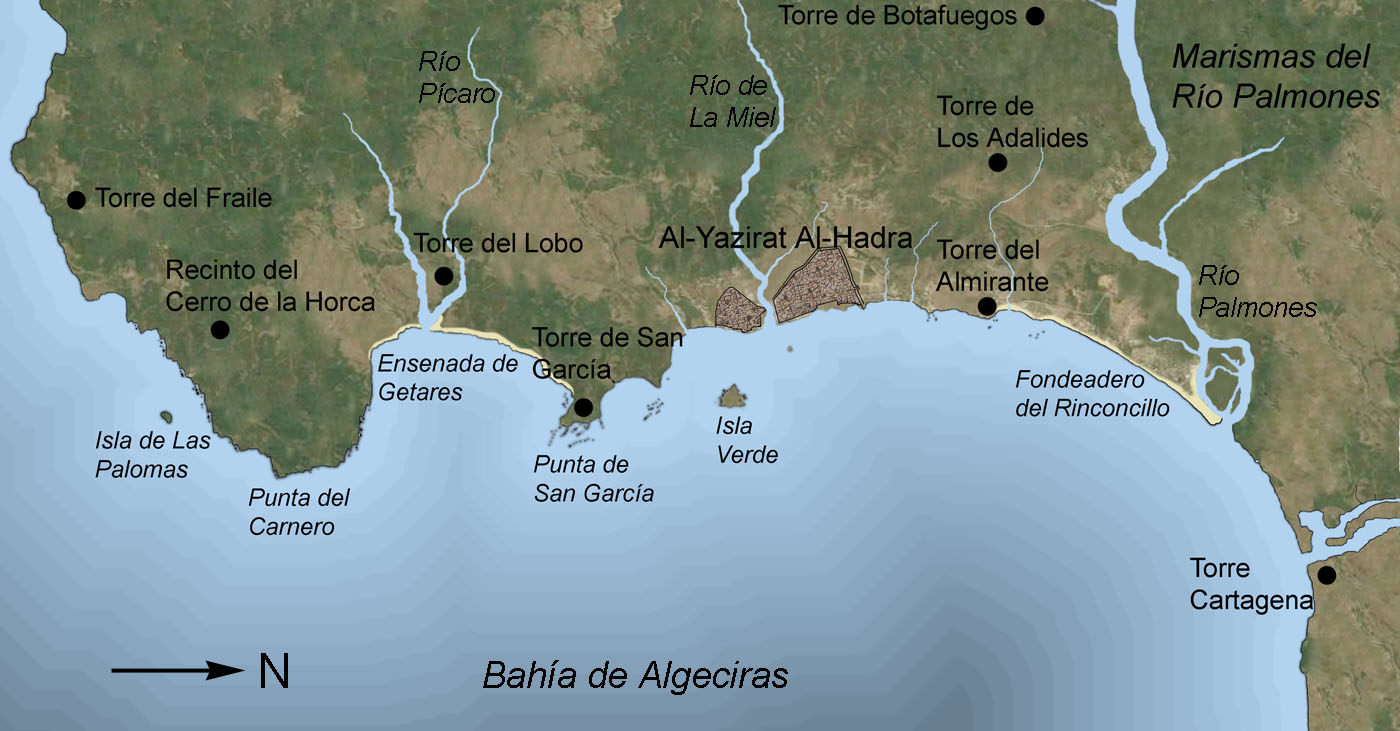
Al-Yazirat Al-Hadra y alrededores en el

Algeciras es la primera ciudad fundada por los árabes en su conquista de la península ibérica con el nombre de Al-Yazirat Al-Hadra en 711, que propiamente designaba una pequeña isla actualmente incorporada al puerto de Algeciras La ciudad musulmana se convierte en la principal vía de comunicación entre Europa y África, circunstancia esta que marcará toda su historia.
En el año 859 los vikingos al mando de los caudillos Hasting y Björn Ragnarsson asediaron la ciudad durante tres días, asaltándola e incendiando la mezquita Aljama y la mezquita de las Banderas. Una vez reorganizados, los yaziríes hicieron huir a los invasores capturando dos de sus barcos. Tras este asalto, las mezquitas y las murallas de la medina fueron reconstruidas.

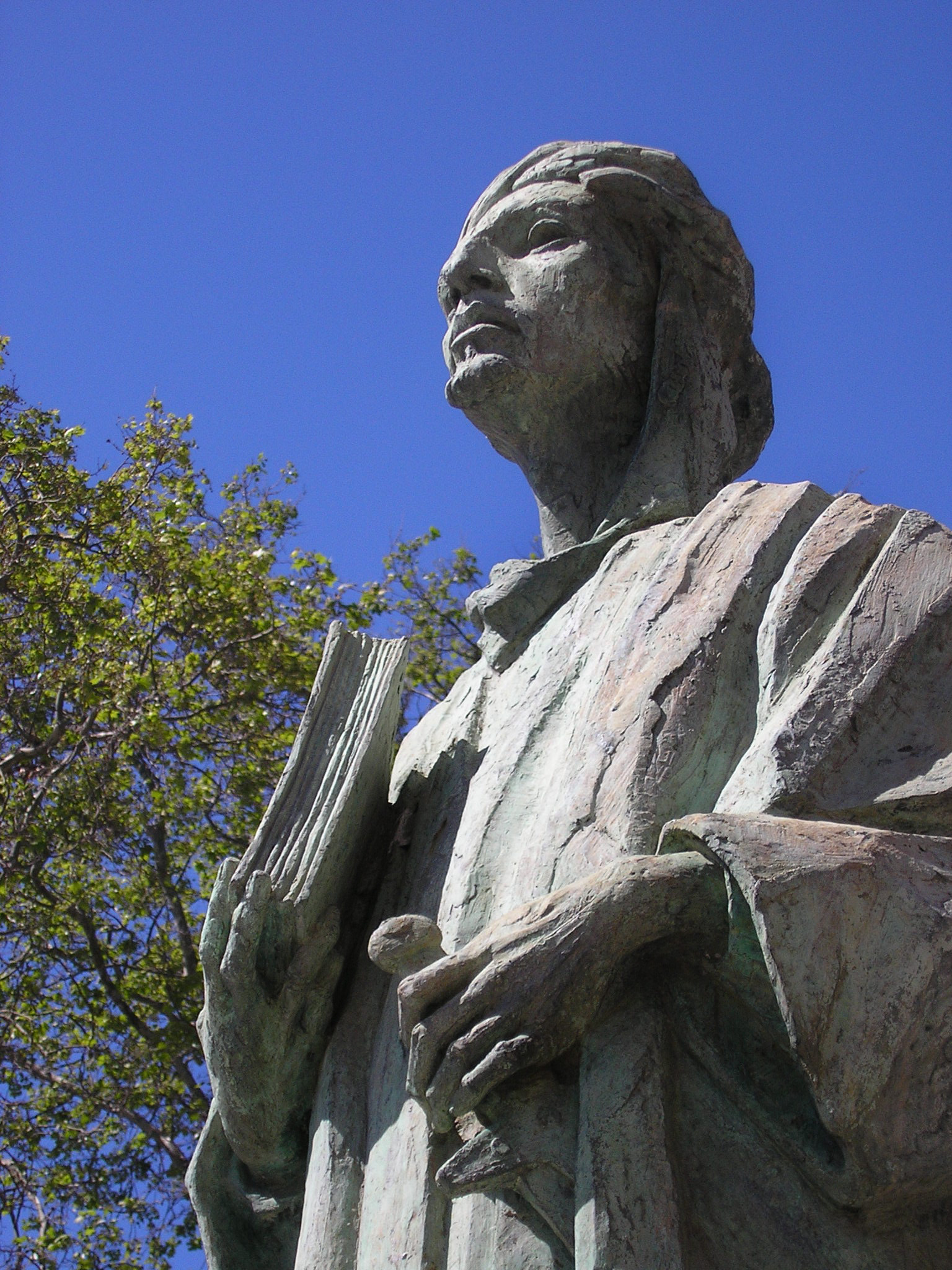
Almanzor. Muḥammad ibn ʿAbd-Allah ibn Abū ʿĀmir (en árabe محمد بن عبد الله بن ابو عامر), llamado Al-Manṣūr (المنصور), el Victorioso de Dios. Escultura de Mariano Roldán Estudillo

En 976, Hisam II, tercer califa omeya de Córdoba, nombra al frente del gobierno a su primer ministro Muhammad Ibn Abi Amir Al-Maafií nacido en una villa cercana a Algeciras y perteneciente a su cora o provincia y conocido por todos como Al-Mansur o Almanzor («el victorioso de Dios»). Tras su muerte el 10 de agosto de 1002, el califato se desmembró en multitud de reinos de taifas. Cuando Sulaimán al-Mustaín llega al trono de Córdoba y reparte los territorios entre sus aliados, entrega la cora de Algeciras a al-Qasim y años más tarde se proclama el reino hammudí de Algeciras gobernado por Muhammad al-Qasim y que permanecerá hasta que en 1055 es conquistada por el reino de Sevilla de Al-Mutamid. Cuando en 1085 este rey pide ayuda a los almorávides de Yusuf ibn Tašufin para detener la reconquista cristiana, entrega la plaza de Algeciras como base de operaciones con la obligación de devolverla. Yusuf, sin embargo, tiene otros planes y conquista los reinos de Granada y Sevilla. Tras el declive de los almorávides aparece en el norte de África una nueva fuerza militar, el Imperio almohade. Los almohades ponen cerco a la ciudad en 1147 y tras la huida de los gobernantes almorávides y la rendición emprenden la conquista de al-Ándalus hasta ser derrotados en 1212 en las Navas de Tolosa.

### La batalla del estrecho y la conquista de Alfonso XI
El empuje de la reconquista es especialmente fuerte en el siglo XIII de modo que los nazaríes han de pedir ayuda a los benimerines del norte de África que desembarcan en Algeciras en 1275 convirtiendo la ciudad en la capital de sus dominios europeos. El peligro benimerín en la frontera sur de Castilla hace que en 1278 Alfonso X ponga cerco a la ciudad con la intención de tomarla. Así bloquea su puerto y ordena al infante don Pedro que haga lo mismo por tierra. Tras más de un año de asedio castellano Abu Yusuf, rey de Marruecos, manda una escuadra que derrota a la cristiana y manda degollar a todos los soldados obligando a levantar el sitio. En el lugar donde se habían asentado los cristianos frente a la Villa Vieja se manda edificar una nueva villa conocida cono Al-Binya, o Villa Nueva en las crónicas cristianas, finalizada en 1285 y separada de la Villa Vieja o Al-Madina por el Río de la Miel. El peligro benimerín continúa en los años siguientes y por ello el 30 de julio de 1309 Fernando IV de Castilla pone cerco terrestre a Algeciras. Pocos meses después de comenzar el asedio la enfermedad hace mella en el campo castellano y a principios de 1310 el rey de Castilla levanta el cerco a la ciudad tras la promesa del rey nazarí de entregarle Bedmar y Quesada.

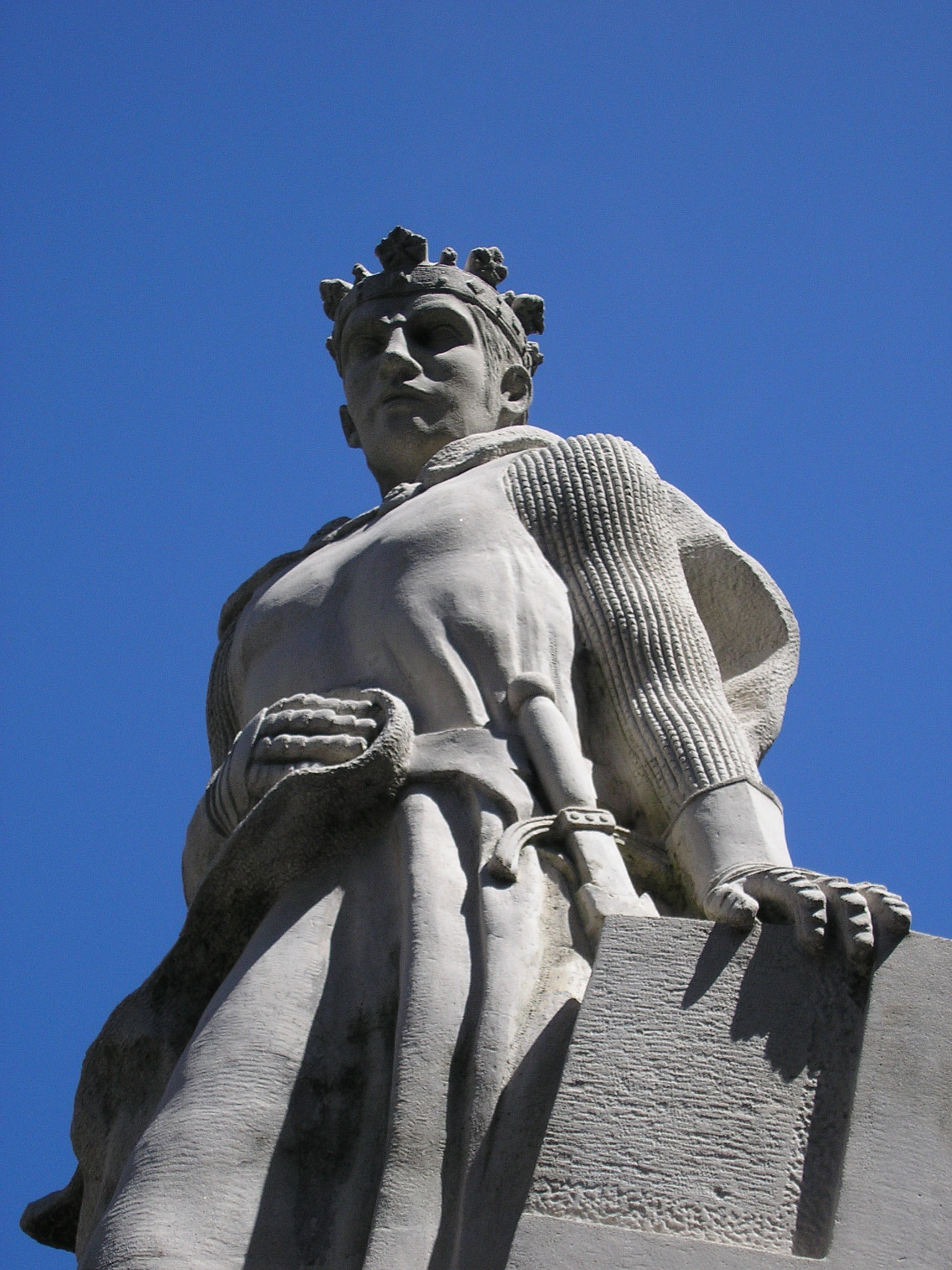
Alfonso XI, el Justiciero, escultura realizada por Carlos Gómez de Avellaneda en 1971

Fue definitivamente Alfonso XI de Castilla quien pone cerco a la ciudad y la conquista tras el ataque en 1339 de Abd-al-Málik, rey de Algeciras y Ronda a territorios cristianos. En 1342 llegan a la ciudad las tropas de Castilla, Aragón y Génova junto a cruzados europeos y con el apoyo del rey de Inglaterra, de Francia y de la Santa Sede para poner sitio a Algeciras. Durante más de veinte meses la ciudad resiste el asedio mientras podía ser apoyada vía marítima por los meriníes de Gibraltar. El establecimiento en los últimos meses de sitio de un potente cerco marítimo obliga a una coalición de granadinos y meriníes a entablar batalla con las tropas mandadas por Castilla en las proximidades del río Palmones. Tras la victoria de Alfonso XI Algeciras se ve obligada a capitular el 26 de marzo de 1344. A partir de ese día el rey castellano añade a sus títulos el de Rey de las Algeciras.

### Reconquista árabe y destrucción de la ciudad
En 1369 Muhammed V de Granada reconquista Algeciras que apenas se hallaba protegida por una pequeña guarnición y pretende que recupere su antiguo esplendor. Pero diez años después el rey nazarí comprende que no podrá mantener la plaza mucho tiempo y decide destruirla en 1379 para evitar que vuelva a caer en manos cristianas. La ciudad es completamente arrasada y todos sus habitantes han de marcharse de ese peligroso territorio de frontera. En 1462, conquistada Gibraltar, los antiguos términos de las Algeciras pasan a esta ciudad tras haber sido reclamados por Tarifa y Jerez.

### Edad Moderna y Contemporánea
La ciudad permanece destruida hasta 1704 cuando un grupo de personas huidas de Gibraltar tras la ocupación de las tropas anglo-holandesas aliadas con el archiduque Carlos se asientan en las ruinas de la medina árabe, alrededor de la capilla de San Bernardo que desde entonces se llamaría de Nuestra Señora de Europa al convertirse en la morada de la imagen de la virgen de Europa que hasta entonces se encontraba en la ermita gibraltareña situada en Punta Europa y que había sido profanada por las tropas anglo-holandesas. Esta fundación es, en un principio, provisional pues los gibraltareños confían en que Gibraltar será pronto conquistada por el rey Felipe V. Sin embargo, al no cumplirse este anhelo comienzan a construir una nueva Algeciras. Desde 1721 a manos del ingeniero Jorge Próspero de Verboom se lleva a cabo la ordenación de la nueva ciudad a base de manzanas reticulares de las que se conserva solo la zona norte de la Villa Nueva. En estos momentos Algeciras depende administrativamente de la vecina ciudad de San Roque y desde 1726 se solicita la devolución de los antiguos términos de Algeciras a la nueva ciudad a lo que los gobernantes sanroqueños se niegan como sucederá cuatro años más tarde y en 1734.

### Independencia de San Roque

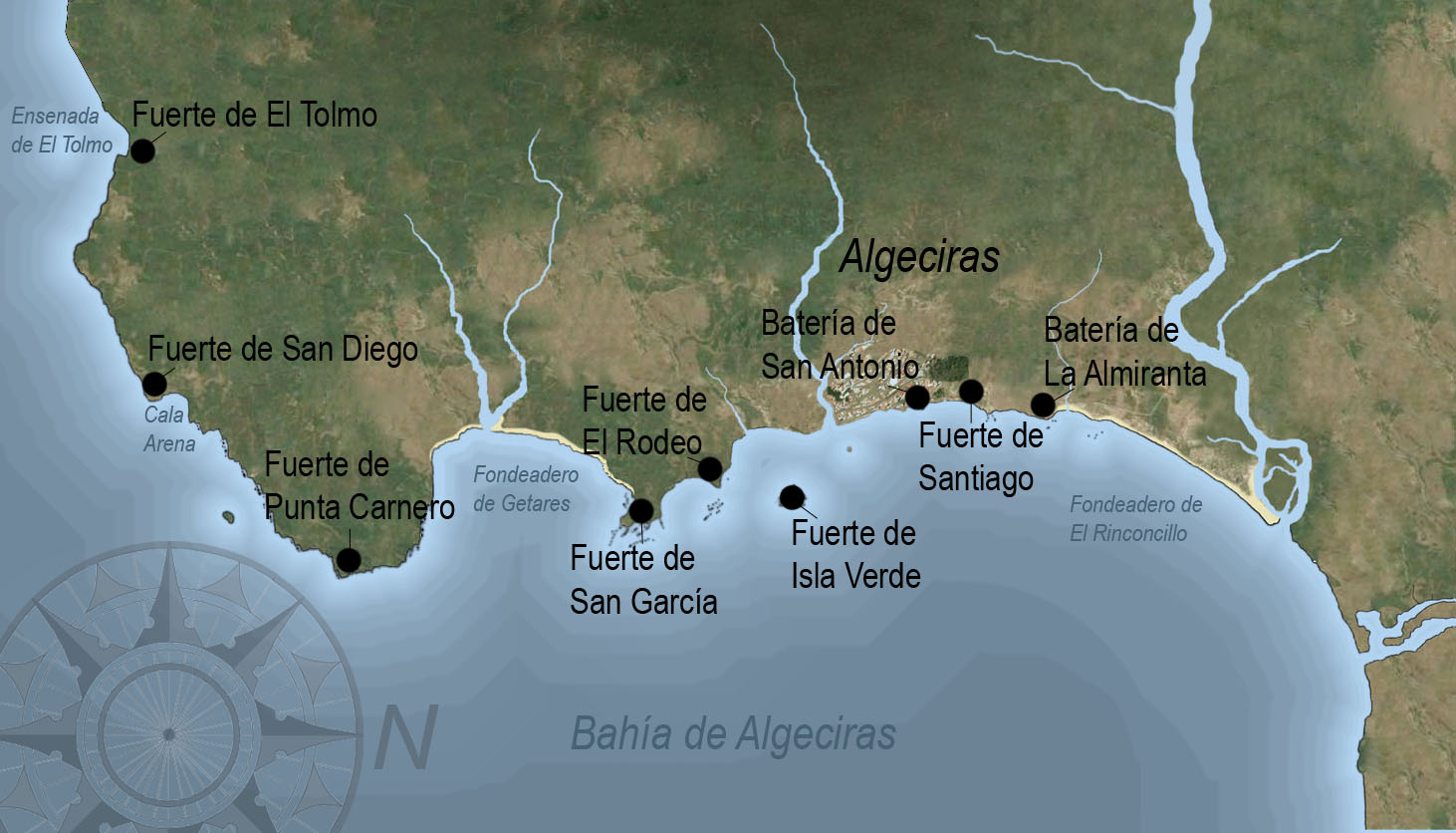
Situación de los fuertes y baterías del término de Algeciras

Finalmente por Cédula de 6 de septiembre de 1755 se concede a Algeciras el título de ciudad siendo su primer alcalde Francisco Bermúdez Salcedo. En la división territorial de los antiguos términos de Gibraltar, donde también entra la ciudad de Los Barrios se decide dar a Algeciras el territorio más pequeño debido a que su incipiente puerto supone una ventaja sobre las otras dos ciudades. En junio de 1779 establecido el tercer asedio a Gibraltar Algeciras se convierte en base de operaciones de la escuadra española capitaneada por Antonio Barceló. La protección de los barcos de guerra es en este tiempo llevada a cabo por las baterías de Santiago, San Antonio e Isla Verde. Estas mismas baterías participan en 1801 defendiendo a una escuadra francesa en la llamada batalla de Algeciras. Francisco Javier Castaños es nombrado en 1802 teniente general de la Comandancia Militar del Campo de Gibraltar trasladando su sede a Algeciras desde San Roque por considerar a la ciudad un lugar más propicio para dirigir operaciones militares y realizando numerosas obras civiles como la remodelación de la plaza Alta.

### ElsigloXIXy principios delXX

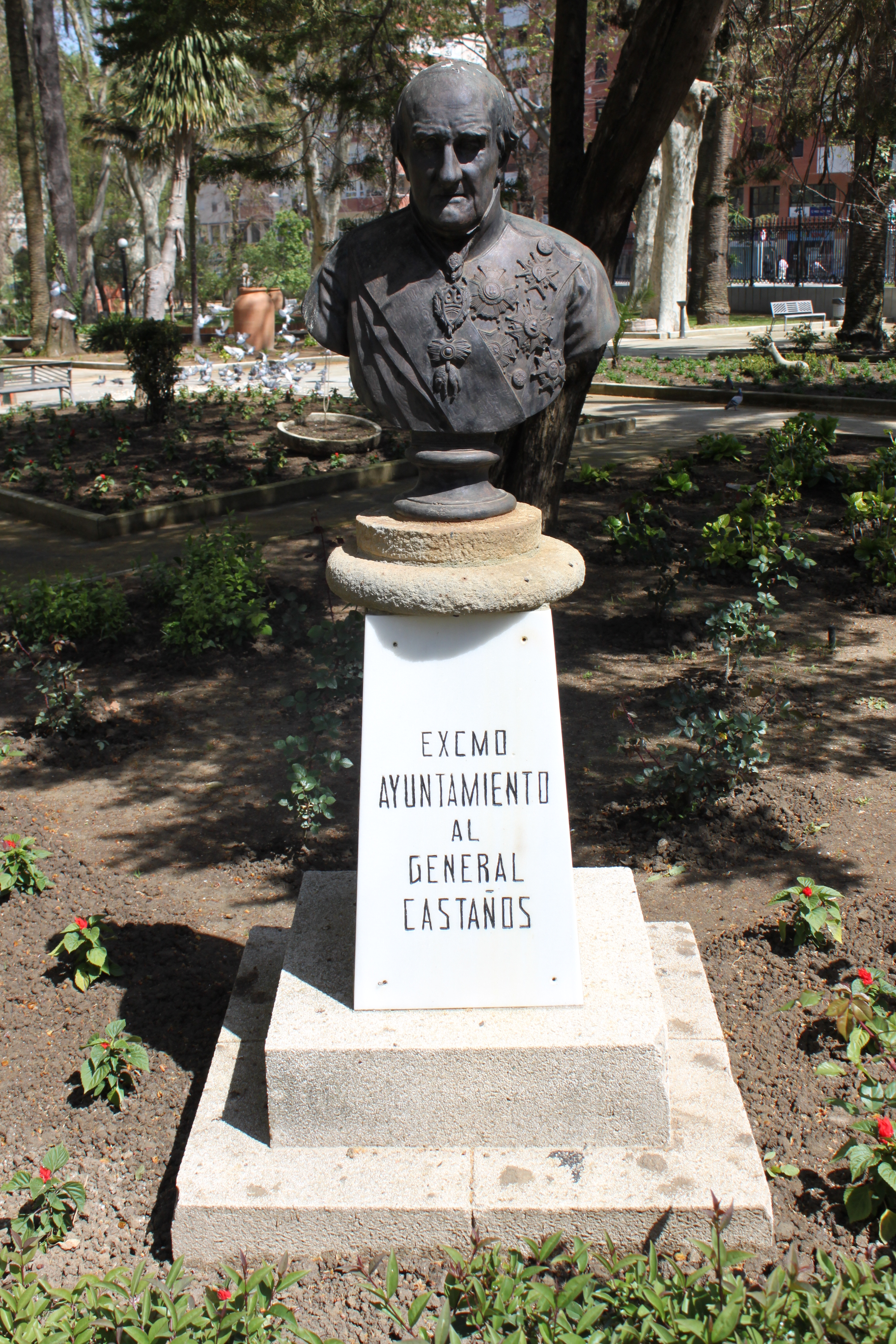
Busto del General Castaños de la avenida Voluntarios de Algeciras en la Batalla de Bailén, parque María Cristina

Tras la invasión francesa de la península ibérica en 1808 el general Castaños acompañado de la guarnición del Campo de Gibraltar, voluntarios de Algeciras, San Roque y Gibraltar sale hacia el norte para impedir la entrada de los franceses en Andalucía; esta expedición acaba en la célebre batalla de Bailén con la derrota francesa. La guerra de la Independencia no tiene demasiada repercusión en la ciudad pero tropas locales pertenecientes a la Compañía de Escopeteros de Getares comandadas por el general Ballesteros derrotan en 1811 a las tropas de Napoleón en Jimena de la Frontera alejando el peligro francés de la región.

Algeciras en 1928

Años más tarde aprovechando el desconcierto creado en el Gobierno Central tras la proclamación de la Primera República en 1873 se proclama Algeciras como un cantón independiente al poseer la ciudad una gran influencia federalista. El cantón de Algeciras permanece hasta el 8 de agosto del mismo año cuando las tropas procedentes de Cádiz disuelven el Batallón de Voluntarios de Algeciras. El ferrocarril llega a la ciudad en 1892 de mano de inversores anglosajones llegando este hasta el mismo muelle de madera usado para el atraque de los vapores que cruzaban la bahía con destino a Gibraltar.
En 1906 se celebra en esta ciudad la Conferencia de Algeciras tratando sobre repartos de la superficie de África. Este acontecimiento llena Algeciras de corresponsales de prensa de todo el mundo que ayudan a mostrar las bondades de la ciudad. Ese mismo año se crea la Junta de Obras del Puerto, precedente de la actual Autoridad Portuaria de la Bahía de Algeciras.

### Guerra Civil
En 1936, tras el estallido de la guerra civil española Algeciras se convierte en el puerto de desembarco de las tropas sublevadas del norte de África y embarcadas en Ceuta. El 5 de agosto a las 8 de la tarde llega a la ciudad el llamado convoy de la victoria, transportando las tropas norteafricanas sublevadas. Tres días después el acorazado republicano Jaime I abre fuego contra el Dato atracado en el puerto, provocando su incendio para luego abrir fuego contra la ciudad destruyendo el frente marítimo y obligando a la población a huir a los montes cercanos.

### Desde mediados delsigloXXhasta la actualidad
En 1966 mediante el Decreto 1325 de 28 de mayo se declara al Campo de Gibraltar como Zona de Preferente Localización Industrial y se lleva a cabo el Plan de Desarrollo del Campo de Gibraltar que dota a la comarca y a la ciudad de Algeciras de un importante complejo industrial. Era la época del milagro económico español (1959-1973). La industria y el desarrollo del puerto han dado a la ciudad un fuerte crecimiento que se ha traducido en una rápida expansión demográfica. Desde su creación en 1906 el puerto de Algeciras ha crecido hasta convertir prácticamente todo el litoral del casco urbano en un macro-puerto que, por su localización geográfica, es parada casi obligada para los buques cargueros que se disponen a adentrarse en el Atlántico o que vienen del oeste y van a penetrar en el mar Mediterráneo. Más de cien barcos cruzan diariamente de este a oeste y viceversa el estrecho de Gibraltar que separa Algeciras del norte de Marruecos. Además cada año Algeciras es protagonista de la Operación Paso del Estrecho en la que miles de ciudadanos norteafricanos residentes en Europa toman un barco destino a Ceuta o Tánger para pasar las vacaciones en su país de origen. El 25 de enero de 2023 tuvo lugar el atentado a las parroquias de San Isidro y La Palma.
Algeciras es hoy la ciudad más poblada de la comarca del Campo de Gibraltar y de su área metropolitana, la de la bahía de Algeciras. Es también sede de la Mancomunidad de Municipios del Campo de Gibraltar, contando con un Subdelegado del Gobierno de la Junta de Andalucía y un coordinador de la Administración General del Estado descritos abajo.

## Administración y política
La ciudad es sede de organismos y entidades dependientes de todos los niveles de la administración pública española, tanto locales como autonómicos y estatales.

### Gobierno municipal
El gobierno y la administración del municipio de Algeciras la lleva a cabo su ayuntamiento, el cual, de acuerdo con la Ley de Bases de Régimen Local se compone de alcalde y concejales. Los concejales son elegidos cada cuatro años por sufragio universal. El alcalde es elegido por los concejales. El censo electoral está compuesto por todos los residentes empadronados en Algeciras mayores de 18 años y nacionales de España y de los otros países miembros de la Unión Europea. Según lo dispuesto en la Ley del Régimen Electoral General, que establece el número de concejales elegibles en función de la población del municipio, el ayuntamiento de Algeciras está compuesto por 27 concejales.

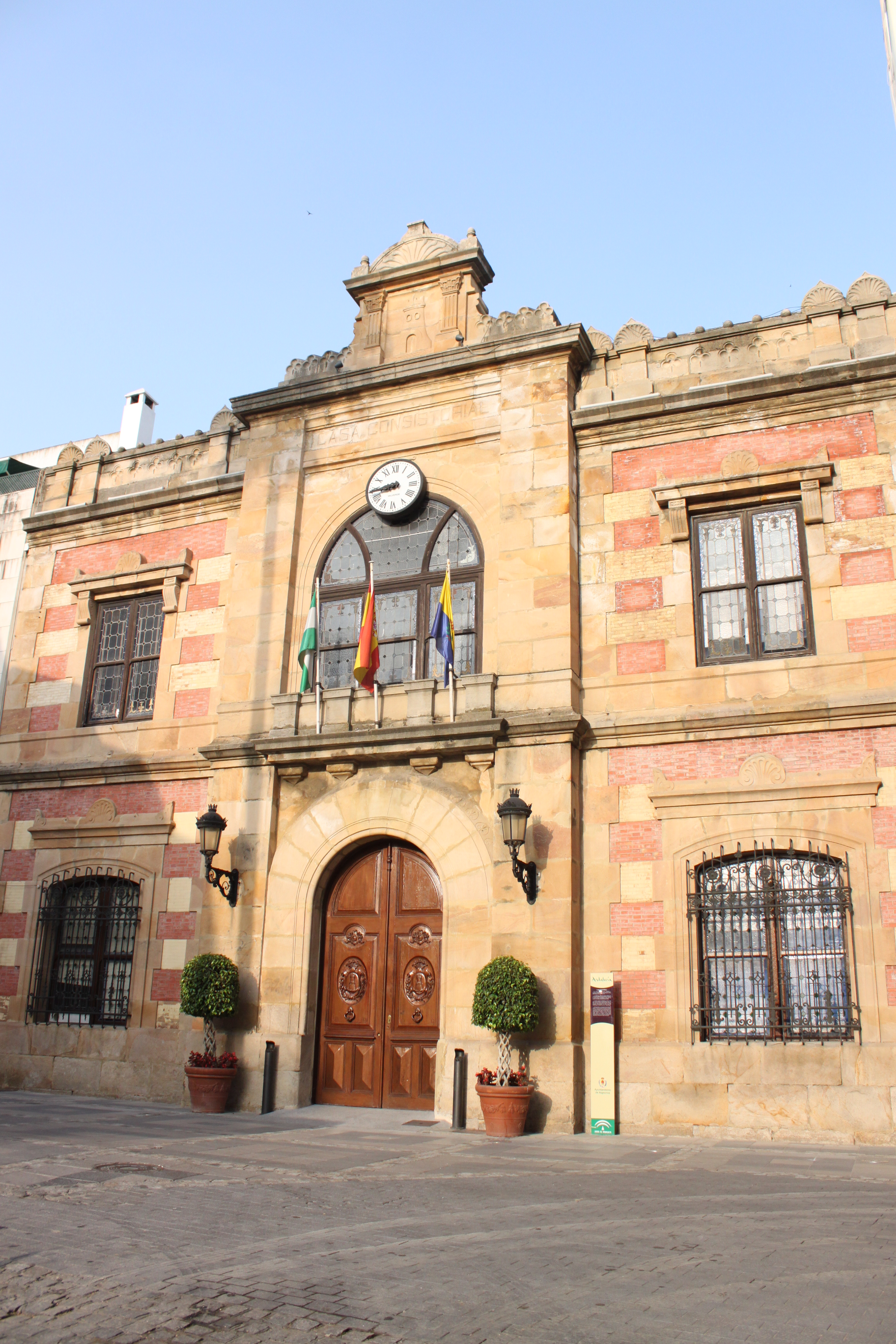
Ayuntamiento de Algeciras

Las primeras democráticas celebradas el 3 de abril de 1979 permitió que Francisco Esteban Bautista del Partido Comunista de España, teniente de alcalde de la anterior corporación municipal, formara el primer equipo de gobierno de la localidad. El 8 de mayo de 1983 fue el Partido Socialista el que obtuvo mayoría suficiente para formar gobierno con Ernesto Delgado Lobato como alcalde, revalidado con mayoría absoluta en las elecciones de 1987 y en las de 1991. Cuatro meses después de los comicios de 1991 una moción de censura presentada por el Partido Andalucista y el Partido Popular permitió la investidura del andalucista Antonio Patricio González García como alcalde. Este volvió a resultar elegido alcalde en las elecciones de 1995 y 1999. Tras las elecciones del 25 de mayo de 2003 fue el candidato del Partido Socialista, Juan Antonio Palacios Escobar, el que resultó investido alcalde. En 2007, el pleno municipal eligió como alcalde de Algeciras a Tomás Herrera Hormigo, del PSOE, que había sustituido en 2005 al anterior alcalde tras abandonar este el puesto. Herrera a su vez dimitió el 27 de septiembre de 2010, siendo sustituido por el también socialista Diego Sánchez Rull el 15 de octubre. En las elecciones municipales celebradas el 22 de mayo de 2011 resultaron elegidos 16 concejales del Partido Popular, lo que permitió a su candidato José Ignacio Landaluce ser elegido alcalde de la ciudad en pleno extraordinario celebrado el día 11 de junio de 2011. El gobierno municipal del Partido Popular volvió a obtener mayoría absoluta en las elecciones celebradas el 22 de mayo de 2015 siendo investido alcalde de Algeciras el día 13 de junio. Y, perdiendo la mayoría absoluta aunque formando gobierno en coalición con el partido Ciudadanos, el Partido Popular resultó ganador de las elecciones municipales de 2019 gobernando José Ignacio Landaluce desde su investidura el 15 de junio de 2019 por tercera legislatura.
| Periodo   | Nombre                           | Partido | Partido                                                 |
| --------- | -------------------------------- | ------- | ------------------------------------------------------- |
| 1979-1983 | Francisco Esteban Bautista       |         | Partido Comunista de España (PCE)                       |
| 1983-1991 | Ernesto Delgado Lobato           |         | Partido Socialista Obrero Español de Andalucía (PSOE-A) |
| 1991-2003 | Antonio Patricio González García |         | Partido Andalucista (PA)                                |
| 2003-2005 | Juan Antonio Palacios Escobar    |         | Partido Socialista Obrero Español de Andalucía (PSOE-A) |
| 2005-2010 | Tomás Herrera Hormigo            |         | Partido Socialista Obrero Español de Andalucía (PSOE-A) |
| 2010-2011 | Diego Sánchez Rull               |         | Partido Socialista Obrero Español de Andalucía (PSOE-A) |
| 2011-act. | José Ignacio Landaluce Calleja   |         | Partido Popular de Andalucía (PP)                       |

| Partido político                                        | 2023   | 2023  | 2023       | 2019   | 2019  | 2019       | 2015   | 2015  | 2015       | 2011   | 2011  | 2011       | 2007   | 2007  | 2007       |
| Partido político                                        | Votos  | %     | Concejales | Votos  | %     | Concejales | Votos  | %     | Concejales | Votos  | %     | Concejales | Votos  | %     | Concejales |
| Partido Popular de Andalucía (PP)                       | 22 873 | 53,14 | 16         | 17 903 | 40,93 | 13         | 17 675 | 43,88 | 14         | 22 463 | 51,81 | 16         | 11 136 | 28,86 | 10         |
| Partido Socialista Obrero Español de Andalucía (PSOE-A) | 9 542  | 22,17 | 7          | 11 558 | 26,42 | 8          | 8683   | 21,56 | 6          | 8104   | 18,69 | 6          | 14 739 | 38,20 | 13         |
| Vox                                                     | 5708   | 13,26 | 4          | 3555   | 8,13  | 2          | —      | —     | —          | —      | —     | —          | —      | —     | —          |
| Adelante-Izquierda Unida (IU)                           | 1420   | 3,29  | 0          | 4082   | 9,33  | 2          | 2913   | 7,23  | 2          | 5282   | 12,18 | 3          | 4287   | 11,11 | 4          |
| Ciudadanos (CS)                                         | —      | —     | —          | 3466   | 7,92  | 2          | 2990   | 7,42  | 3          | —      | —     | —          | —      | —     | —          |
| Sí Se Puede (SSP)                                       | —      | —     | —          | —      | —     | —          | 4788   | 11,89 | 3          | —      | —     | —          | —      | —     | —          |
| Partido Andalucista (PA)                                | —      | —     | —          | —      | —     | —          | 1359   | 3,37  | 0          | 3356   | 7,74  | 2          | 1896   | 4,91  | 0          |

Administración autonómica

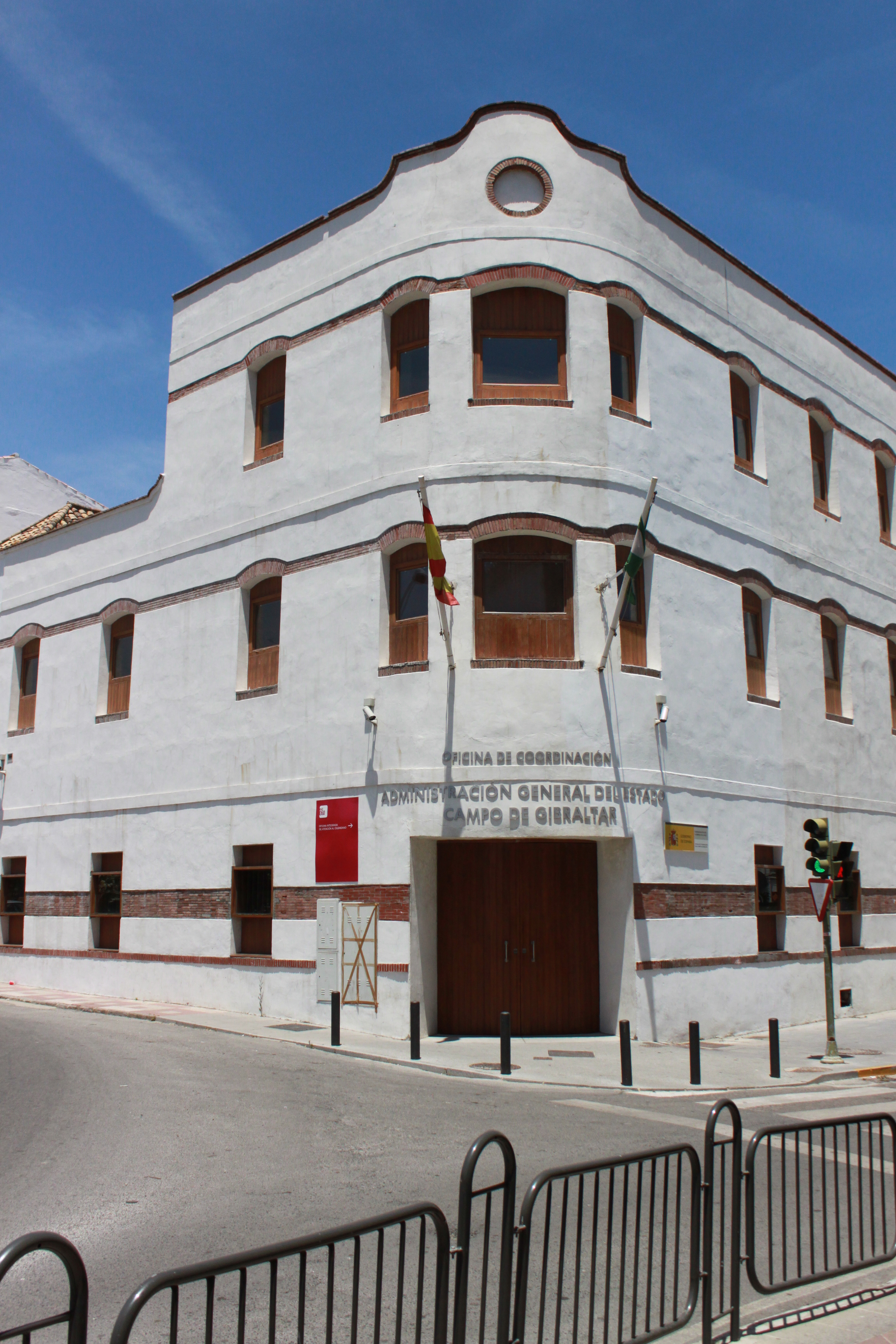
Sede de la Administración General del Estado, plaza de Juan de Lima

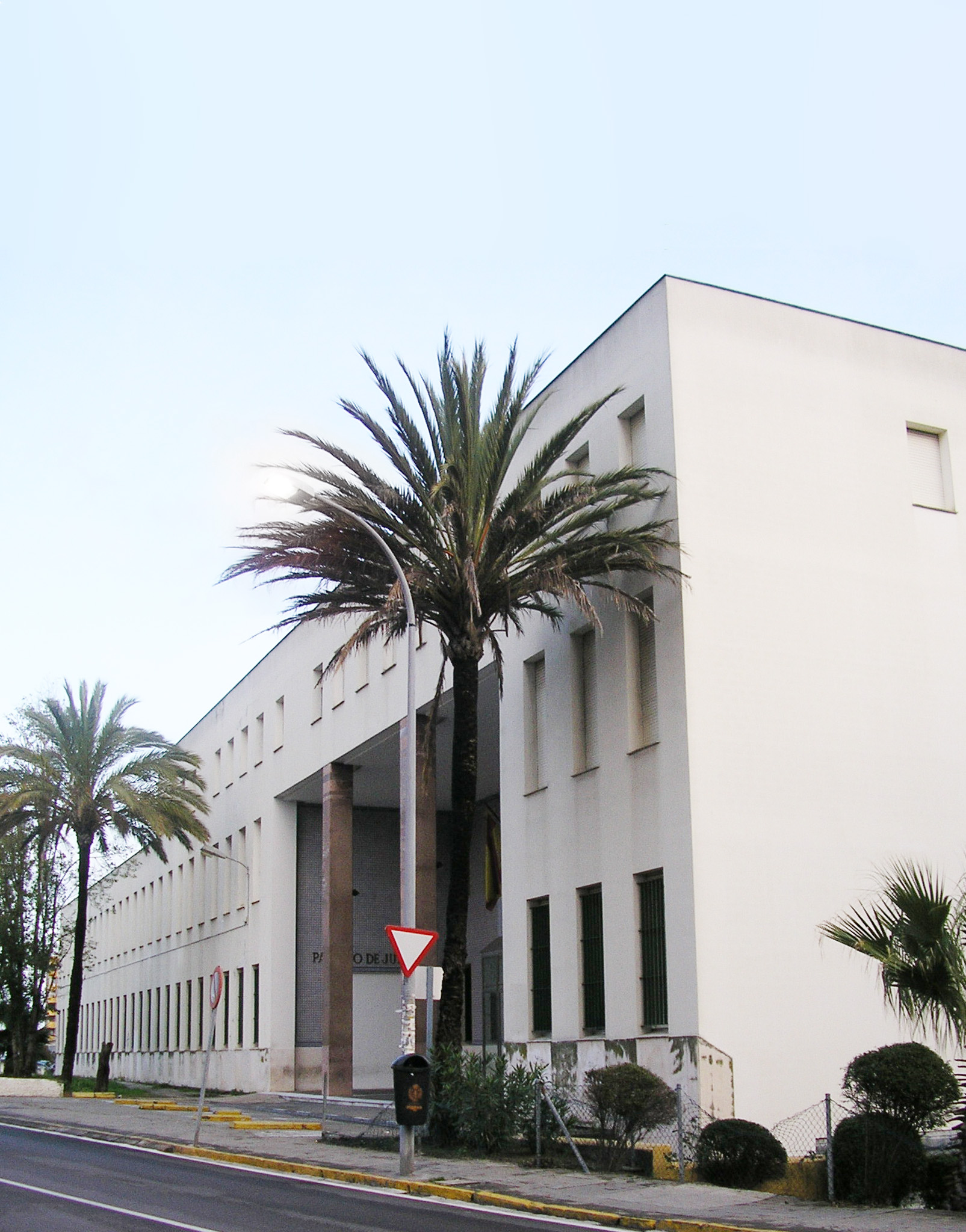
Juzgados de Algeciras en la plaza de la Constitución

La subdelegación del Gobierno de la Junta de Andalucía en Algeciras fue creada en 1997 con el fin de coordinar las actuaciones de la Junta de Andalucía en el Campo de Gibraltar. Depende de la delegación del Gobierno de la Junta de Andalucía en Cádiz. Las funciones de esta subdelegación son las delegadas por el delegado del Gobierno de la Junta en Cádiz de entre las correspondientes a las consejerías de Gobernación y Justicia, Trabajo e Industria, Obras Públicas y Transportes, Educación y Ciencia, Medio Ambiente y Asuntos Sociales.
Administración estatal
Desde 2002 tiene su sede en la ciudad la Oficina de coordinación de la Administración General del Estado (AGE) en el Campo de Gibraltar por ser Algeciras la ciudad de mayor población de la comarca y la que previamente poseía un mayor número de puestos de trabajo de la Subdelegación del Gobierno en Cádiz. Esta Oficina de Coordinación de la AGE es la única en España que no está situada en una capital provincial. Esta oficina es la heredera del antiguo Gobierno Militar del Campo de Gibraltar, que coexistió con el Gobierno Civil de Cádiz. A su vez el Gobierno Militar del Campo de Gibraltar era herencia de la Comandancia Militar del Campo de Gibraltar. Así el Campo de Gibraltar fue el único territorio de España que no estaba bajo el control del gobernador civil de la capital de la provincia. En vez de ello, el gobernador militar del Campo de Gibraltar ejercía simultáneamente las competencias de gobernador civil y militar. Ello se debía a que el Campo de Gibraltar tenía una específica consideración histórica, anterior incluso al régimen de Franco, como territorio estratégico para la defensa, por la presencia fronteriza de Gibraltar y la proximidad del norte de África Con la creación del subgobernador civil del Campo de Gibraltar, las funciones civiles del gobernador militar pasaron en abril de 1977 al Gobierno Civil de Cádiz. Este, a su vez, las delegó en el nuevo subgobernador civil del Campo de Gibraltar, que absorbió a la administración civil del Estado que estaba en manos del Gobierno Militar del Campo de Gibraltar.
La Oficina de Coordinación de la Administración General del Estado en el Campo de Gibraltar tiene las funciones de coordinar los servicios de la Administración General del Estado en el Campo de Gibraltar y todas aquellas funciones que la Subdelegación del Gobierno de la Junta de Andalucía y la Subdelegación del Gobierno en Cádiz deleguen en ella. Aparte de las funciones de la Oficina de Coordinación de la A.G.E. la administración estatal gestiona la aduana, la Agencia Tributaria, el Servicio de Vigilancia Aduanera, el centro penitenciario de Botafuegos y la comisaría de policía.

### Justicia
Algeciras pertenece al partido judicial de su mismo nombre, número 3 de Cádiz, de la que es cabeza de partido y que abarca además de la propia ciudad las vecinas de Tarifa y Los Barrios, un área con un total de 138 113 habitantes. Actualmente se ejerce el poder judicial a través de cinco juzgados de Primera Instancia, cuatro juzgados de Instrucción, dos juzgados de lo Social, un juzgado de Violencia sobre la mujer, Audiencia provincial, dos juzgados de lo Contencioso-Administrativo, un juzgado de Vigilancia Penitenciaria, cinco juzgados de lo Penal y un juzgado de Menores repartidos en diversas sedes.
La cárcel de Botafuegos es una de las principales cárceles de Andalucía. Corresponde al modelo de macrocárcel o centro penitenciario tipo I. Fue inaugurada en el año 2000 por el entonces ministro de interior Jaime Mayor Oreja. Posee 1008 celdas y en 2010 acogía a más de 1500 internos.

## Demografía
Algeciras cuenta con una población de 124 978 habitantes (INE 2024).
| Gráfica de evolución demográfica de Algeciras entre 1842 y 2021                                                     |
| |
| Población de derecho según los censos de población del INE Población de hecho según los censos de población del INE |

Después de haber sido destruida en 1379 se considera que la ciudad estuvo en completo abandono hasta su repoblación por parte de exiliados gibraltareños en 1704. Incluso considerando esto los refugiados asentados en la ciudad no debieron representar un incremento notable en la población ya que la mayor parte de ellos se establecieron en la vecina ciudad de San Roque. Aun así, este resurgir de la ciudad atrajo cada vez a más personas que buscaban oportunidades en una ciudad nueva.
El estudio de la demografía en esta época es muy difícil. A partir de los datos procedentes de las parroquias se sabe que el número de nacidos en 1724 fue de 120 y en 1736 de unos 200, en apenas doce años casi se había doblado su número. El censo de Floridablanca de 1786 da una población de 6346 habitantes y en el censo de 1857 constan 16 198. Desde mediados del siglo XX la tasa de crecimiento ha sido prácticamente constante hasta la actualidad, llegando a superar los 100 000 habitantes a lo largo de los años 1990.

## Economía

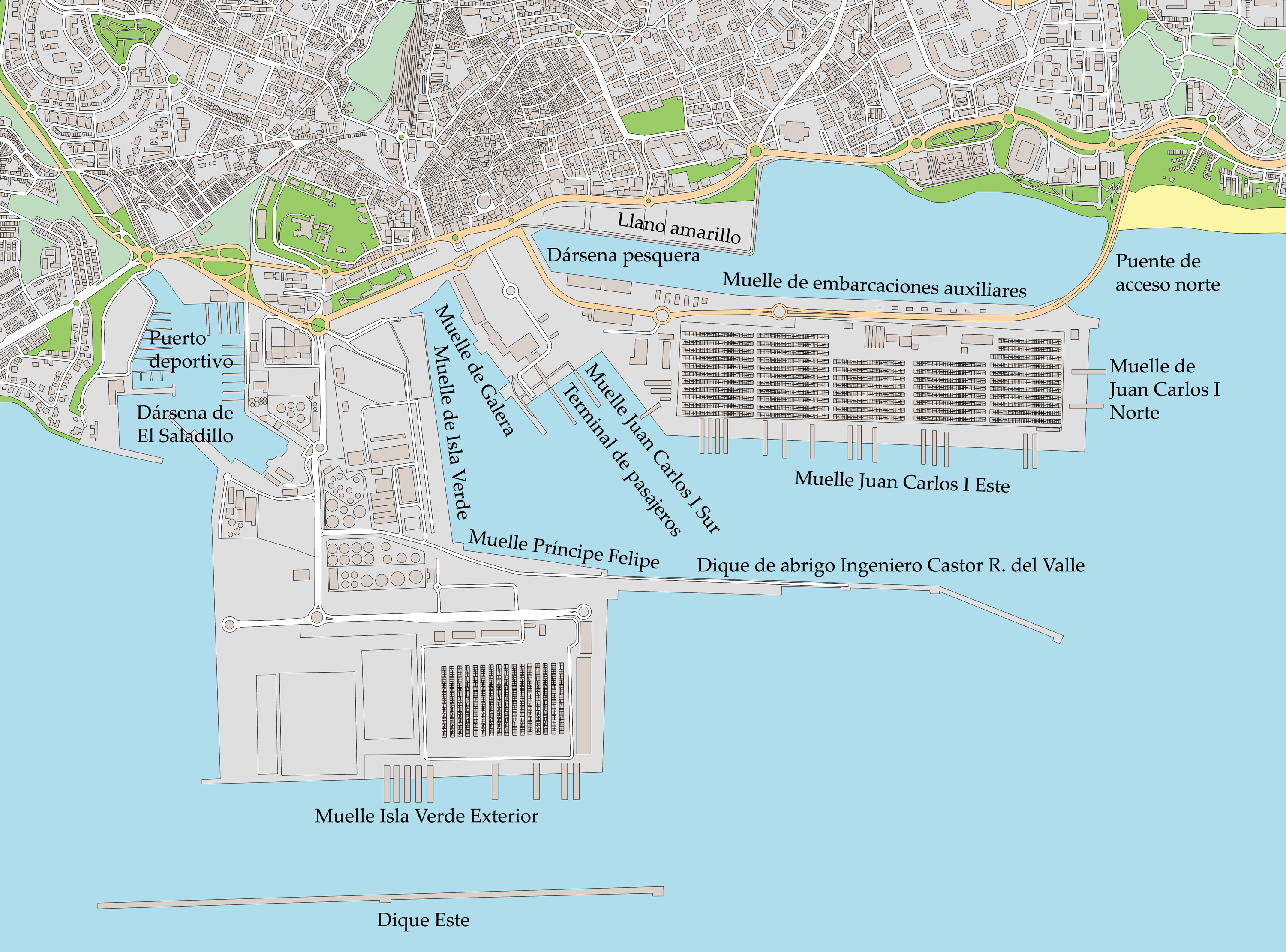
Puerto de Algeciras, instalaciones portuarias con la ampliación de Isla Verde Exterior

El principal motor económico de la ciudad es su puerto, el principal de España en tráfico total de mercancías con un movimiento de 74,8 millones de toneladas durante 2008. De ese tráfico corresponde a contenedores 3,3 millones de TEU, a graneles líquidos a 20,5 millones de toneladas y a graneles sólidos 1,6 millones de toneladas,
Entre los sectores económicos la agricultura es puramente residual con unas 15 hectáreas de cultivos de cereales destinados al forraje y unas 4 hectáreas dedicadas al cultivo de árboles frutales. Respecto a la pesca son escasos los barcos que realizan tareas extractivas en las aguas cercanas en la actualidad tras la crisis de los caladeros marroquíes que redujo considerablemente la flota de 2358 trabajadores empleados en 1985 a 874 en 1999. Hoy día destaca en lonja la recepción de productos congelados importados desde otras partes del mundo. En 2001 la venta total en lonja de derivados del mar, tanto frescos como congelados ascendió a 6947 toneladas.

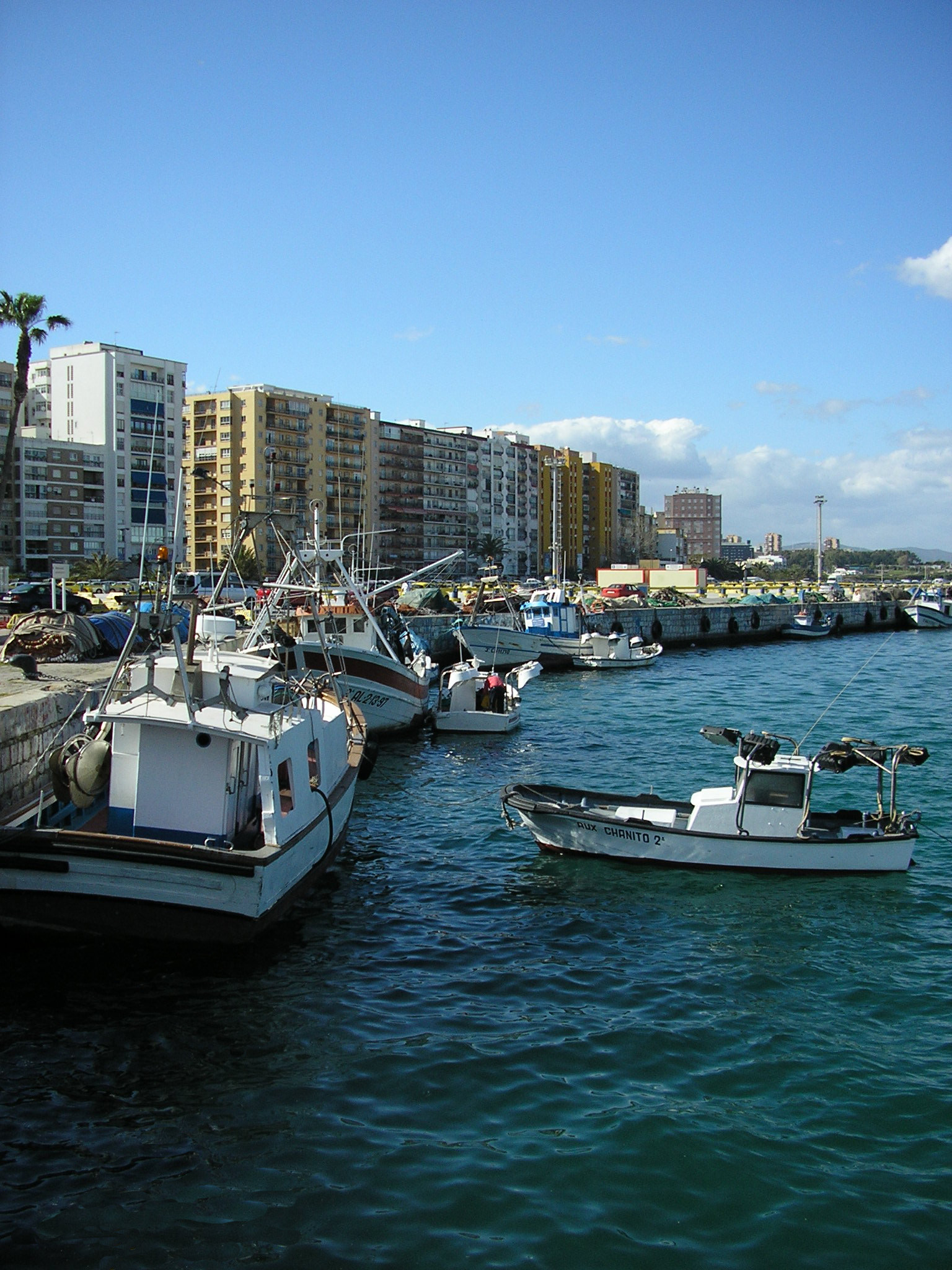
Dársena pesquera

En el entorno de la comarca campogibraltareña la localidad de San Roque es la que mantiene mayor número de industrias en base sobre todo al polo químico establecido en la zona en la década de 1970, tras el cierre de la verja gibraltareña, mientras que Algeciras es la segunda ciudad con mayor número de industrias de la comarca y dentro de las grandes ciudades andaluzas es la cuarta población con mayor cuota de actividades industriales correspondiendo la mayor parte con el sector manufacturero y de transformación de metales. Existen en la ciudad cuatro grandes polígonos industriales que concentran la mayor parte de las actividades de este sector, son los polígonos de Los Guijos, Las Pilas, el Cortijo Real y el polígono industrial de La Menacha. El más antiguo de estos polígonos, el de Cortijo Real fue creado en 1960 y actualmente tiene una superficie de 599 299 m², mientras que en el polígono industrial de La Menacha, con 361 013 m², se sitúa el parque empresarial Bahía de Algeciras que coordina desde su edificio central, el Almanzor, las actividades del resto de los polígonos industriales locales y comarcales. Está pendiente la construcción de un nuevo polígono industrial en Los Pastores tras la firma de un acuerdo con la Zona Franca de Cádiz.

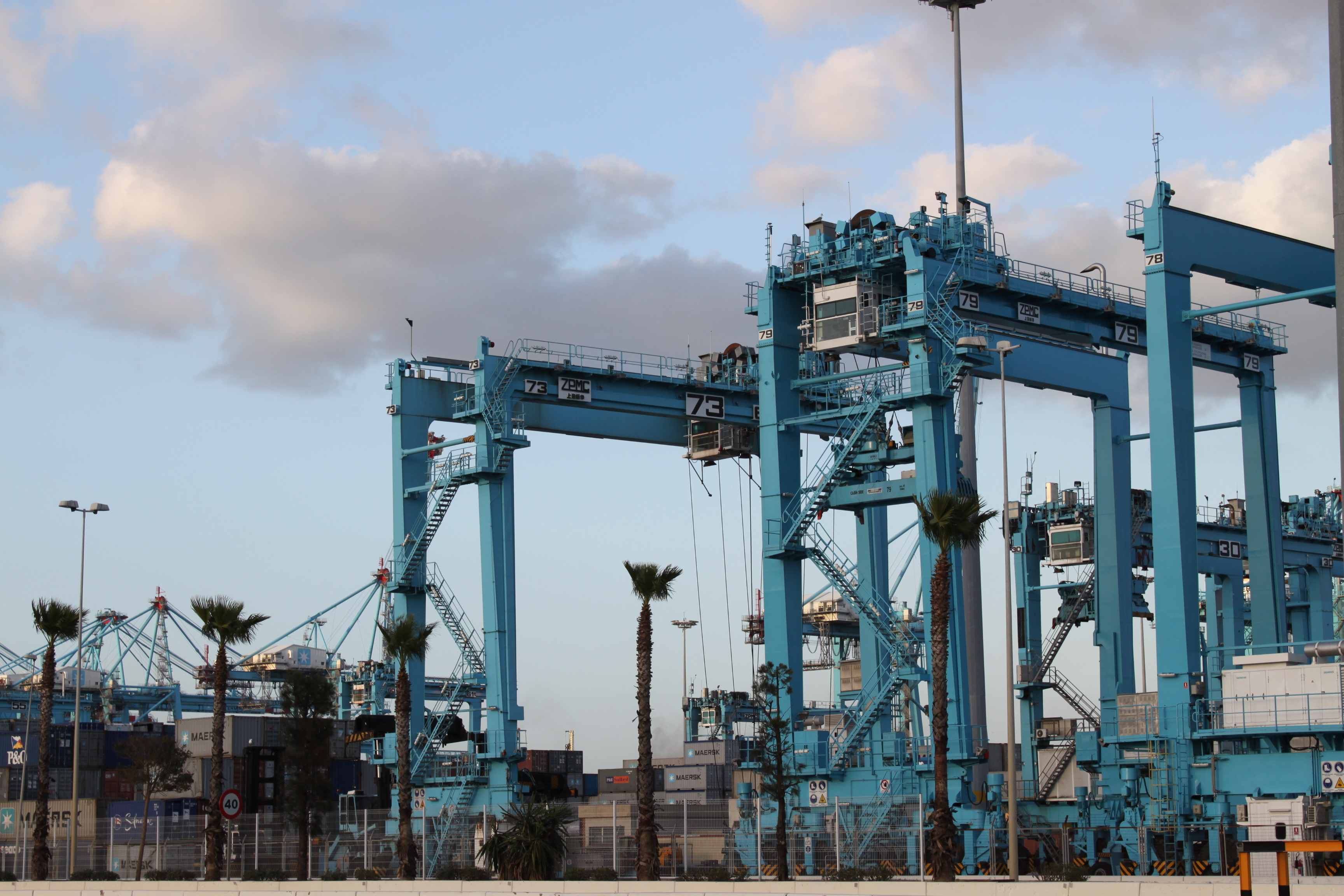
Grúas en el puerto

Respecto al resto de sectores económicos cabe destacar la construcción que ha sido durante los primeros años del presente siglo el que más fuertemente ha crecido manteniendo el desarrollo empresarial local contrarrestando a otras actividades, claramente en retroceso, y el comercio siendo Algeciras el municipio que posee el mayor número de licencias y superficies comerciales de la comarca. Actualmente este último es el sector económico que emplea a un mayor número de trabajadores siendo la mayoría de los establecimientos minoristas.
Por último, respecto al turismo, es reseñable que Algeciras cuenta con una gran cantidad de plazas hoteleras situándose en la quinta posición dentro de las grandes ciudades andaluzas y la primera dentro de la comarca. A pesar de ello, y del aumento del número de pernoctaciones, Algeciras es una ciudad de paso correspondiendo la mayoría de sus turistas a viajeros a la espera de realizar el paso del estrecho de Gibraltar o con destino a otras poblaciones cercanas de la Costa del Sol. Con la función de promover esta actividad la Fundación municipal de Turismo (FMU), dependiente del Ayuntamiento de la ciudad, coordina la concesión de ayudas a cuantos proyectos e iniciativas puedan surgir dentro del sector turístico. Actualmente la FMU cuenta con un gran número de proyectos encaminados a aumentar la oferta turística entre los que destaca la restauración de las murallas medievales de la ciudad o del Teatro Municipal Florida junto a la Consejería de Cultura de la Junta de Andalucía entre otras instituciones.

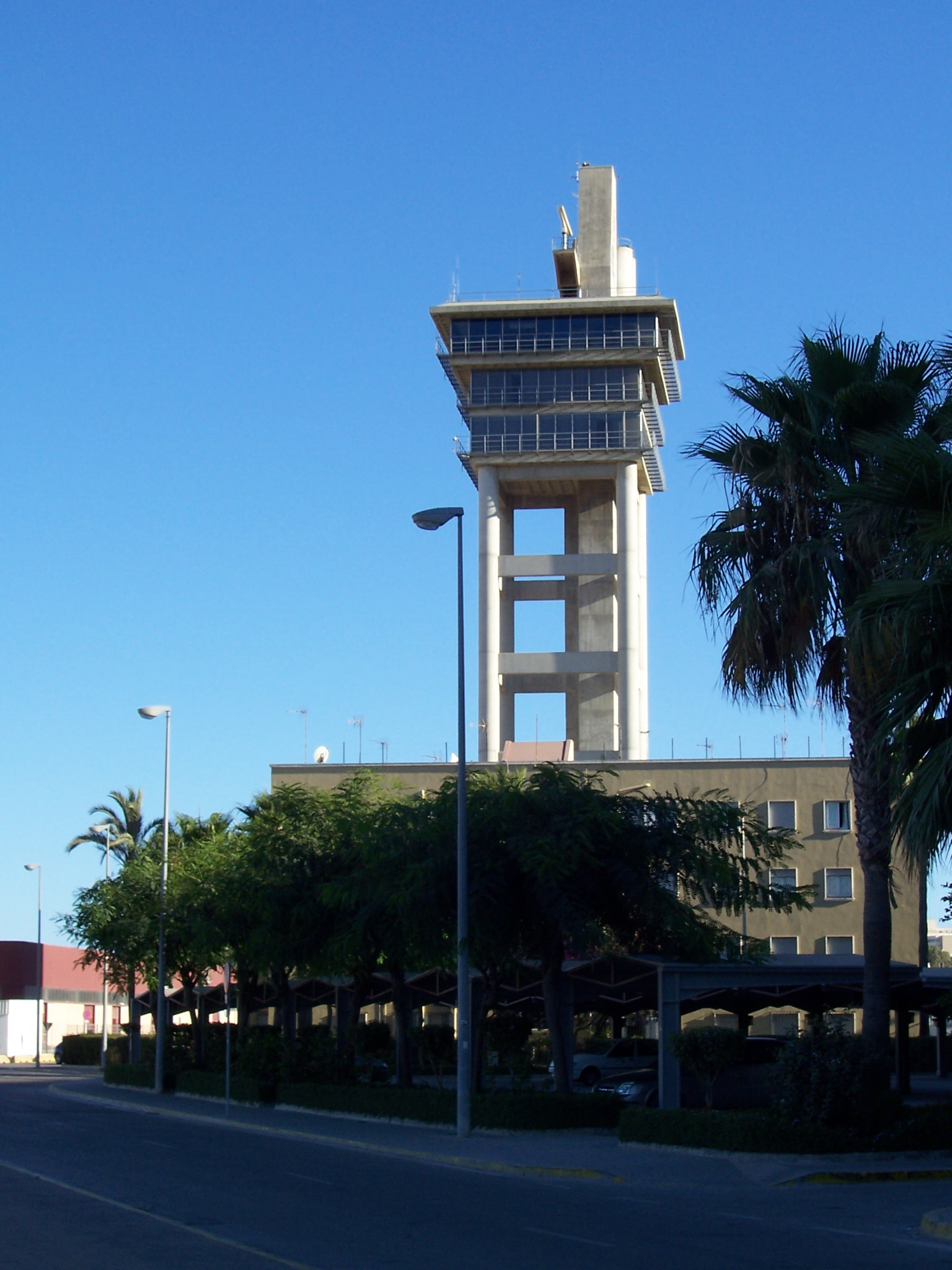
Torre de control del puerto de Algeciras, llamada Nueva Torre del Espolón

### Evolución de la deuda viva municipal
El concepto de deuda viva contempla sólo las deudas con cajas y bancos relativas a créditos financieros, valores de renta fija y préstamos o créditos transferidos a terceros, excluyéndose, por tanto, la deuda comercial.
| Gráfica de evolución de la deuda viva del Ayuntamiento de Algeciras entre 2008 y 2024               |
| |
| Deuda viva del Ayuntamiento de Algeciras, en miles de euros, según datos del Ministerio de Hacienda |

## Servicios

### Energía
El suministro eléctrico en Algeciras es realizado por la empresa privada Endesa mientras que el transporte es llevado a cabo por Red Eléctrica de España. El consumo energético total de la ciudad en el año 2006 fue de 410 904 MWh de los cuales corresponden a consumo doméstico 148 333 MWh. La electricidad que se consume en la ciudad es producida en las distintas centrales eléctricas que hay ubicadas en la bahía de Algeciras. La de Los Barrios es térmica, mientras que la de San Roque es de ciclo combinado.
El abastecimiento de gas natural por su parte es realizado por la empresa Gas Natural, que empezó a comercializar sus servicios en la zona norte de la ciudad, en octubre de 2005 y realizó su primera conexión, en enero de 2006, tras construir inicialmente una red de 7,7 kilómetros gracias al Plan Energético de Andalucía. Actualmente (enero de 2011), están en servicio más de tres mil hogares, lo que significa que cuentan con dicho suministro más de 7000 personas y la red mide más de 20 kilómetros de longitud.
Los productos derivados del petróleo que se consumen en la ciudad proceden principalmente de la refinería de Gibraltar-San Roque de CEPSA, ubicada en San Roque, transportados a la ciudad y distribuidos al resto de la península a través del oleoducto Algeciras-Rota que enlaza con el oleoducto Rota-Zaragoza. En las instalaciones portuarias de Algeciras se sitúa la Instalación de Almacenamiento de Hidrocarburos de Isla Verde. Estas instalaciones, propiedad de la Compañía Logística de Hidrocarburos, tienen capacidad para 68 067 m³ de combustible y que provee de gasóleo marino y fueloil intermedio a los buques que hacen escala en el puerto. Desde principios de 2009 se realiza una ampliación de estas infraestructuras con el objetivo de aumentar su capacidad en 129 598 m³ y cambiar su ubicación de acuerdo con las obras que se realizan en los muelles.

### Agua potable
El suministro de agua potable de la ciudad de Algeciras es llevado a cabo por la empresa Emalgesa (Empresa Municipal de Aguas de Algeciras SA) desde su creación en 1995. El agua consumida en Algeciras procede principalmente de los embalses de Charco Redondo, de La Hoya y de Guadarranque tras su tratamiento por parte de la empresa mancomunada ARCGISA en la planta de tratamiento de El Cañuelo, además se toma agua de los manantiales del Bujeo, El Cobre y El Capitán tras sufrir un proceso de potabilización en las estaciones de tratamiento de agua potable de Los Alamillos, San Bernabé y El Bujeo. Los análisis realizados en las aguas de la ciudad muestran una baja mineralización y una calidad alta. Por otra parte los análisis de las aguas residuales eran realizados hasta 2005 por la misma empresa privada a partir de las muestras colectadas en las estaciones depuradoras de aguas residuales (EDAR) de Getares, San García, Acebuchal, La Concha y La Mediana. Hasta finales de 2011 las aguas residuales del municipio eran bombeadas a la Isla Verde para ser vertidas a la bahía sin ningún tipo de tratamiento a través de un emisario submarino. Esta circunstancia fue subsanada con la construcción de una depuradora de aguas en el puerto de Algeciras cuyo proyecto fue aprobado en 2005 tras la realización del estudio de impacto ambiental y que fue puesta en funcionamiento en pruebas en noviembre de 2011.

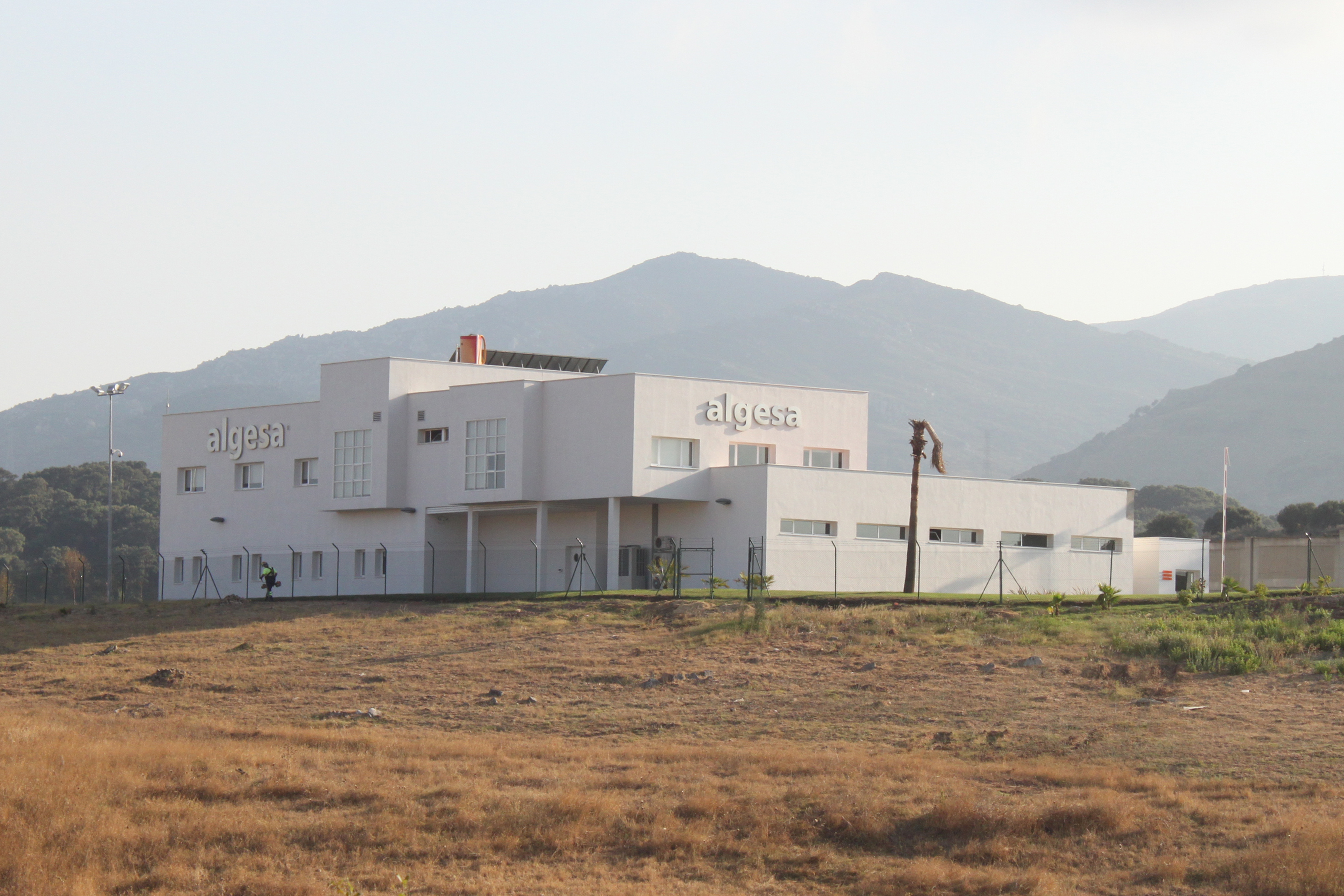
Sede de ALGESA

### Residuos y limpieza de vías públicas
La recogida de basuras y enseres en la ciudad es llevada a cabo por la Delegación de Limpieza del Ayuntamiento de Algeciras a través de la empresa municipal Actividades de Limpieza y Gestión SA (ALGESA). Esta misma empresa a su vez realiza la limpieza de las calles, colegios y locales municipales. Actualmente la Delegación de Limpieza posee una plantilla de 415 empleados y una flota de 43 vehículos entre camiones de carga trasera, lateral, lavacontenedores, barredores y otros. La ciudad posee dos puntos limpios para la recogida específica de residuos que no son tratados por los medios habituales de reciclaje situados en La Menacha y Los Guijos. Hasta su sellado y recuperación medioambiental producida en 2006 los residuos generados en la ciudad eran transportados a los vertederos de Los Barrios y El Cobre. Actualmente los residuos, no solo en Algeciras sino en toda la comarca, son transportados y tratados en el complejo medioambiental sur de Europa situado en la población de Los Barrios junto al antiguo vertedero.

### Abastecimiento
El Mercado central de abastecimiento de Algeciras, Mercalgeciras, constituido en 2002 y propiedad en un 95 % de Mercasa y un 5 % del ayuntamiento de la ciudad, se encuentra situado en el polígono industrial de La Menacha y cuenta actualmente con 5000 metros cuadrados construidos de 20 000 urbanizables. Es parte de la red de Mercas de la empresa Mercasa que gestiona un total de 23 mercados mayoristas en España. Actualmente el mercado de pescados de Mercalgeciras cuenta con 16 módulos y unas 13 empresas comercializadoras de productos del mar, el mercado de frutas y hortalizas por su parte cuenta en la actualidad con seis módulos y cuatro empresas comercializadoras.

### Educación
Actualmente la ciudad cuenta con 22 centros públicos de educación infantil y primaria, trece institutos públicos de educación secundaria, dos centros de adultos, tres centros de educación especial y varios centros privados tanto de educación primaria como de ciclos formativos. La ciudad cuenta también con una escuela de arte y un conservatorio de música.

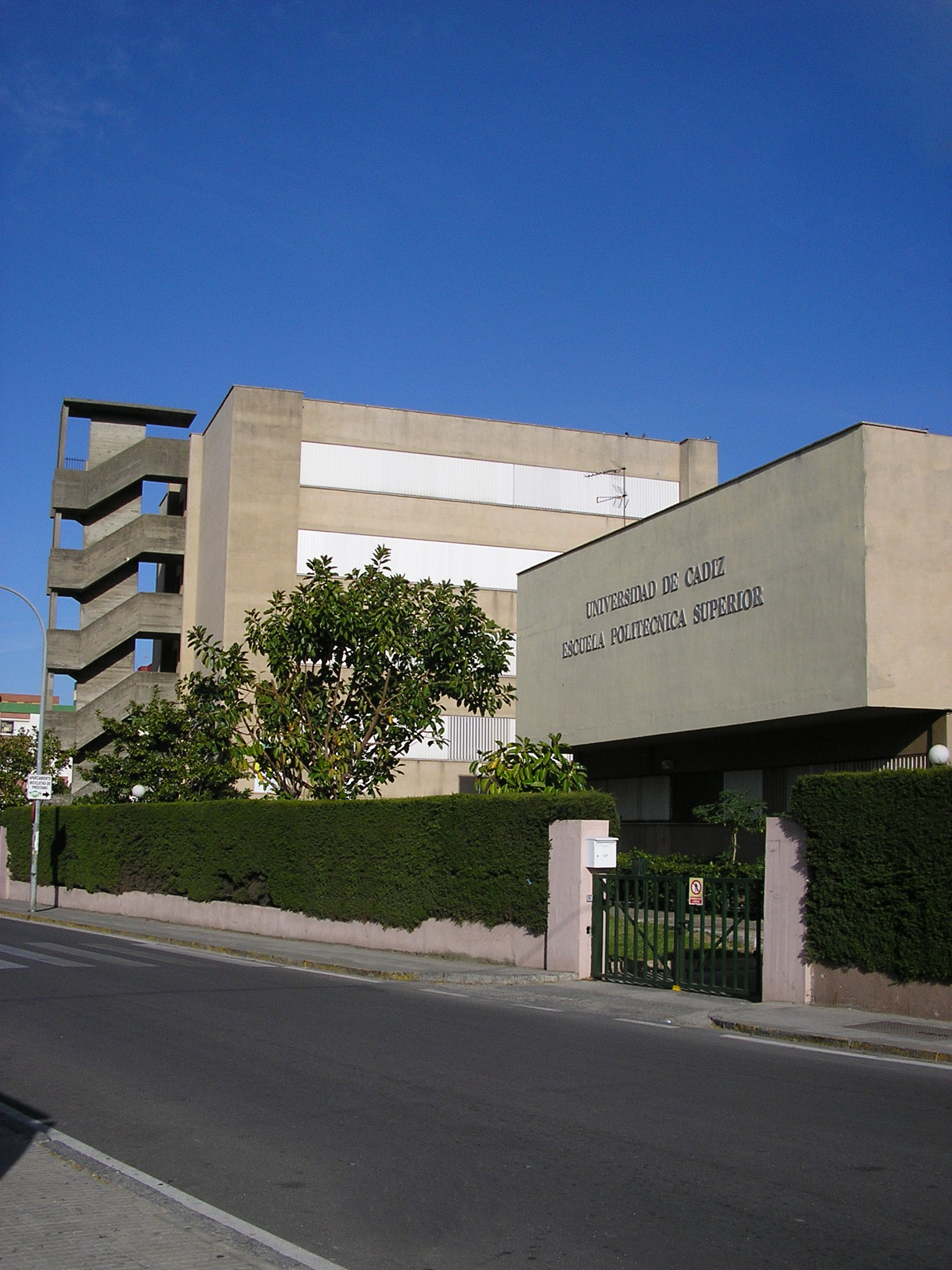
Escuela politécnica superior de Algeciras

La oferta universitaria de la ciudad se encuentra organizada en el Campus Bahía de Algeciras con titulaciones propias de la Universidad de Cádiz (UCA) y centros adscritos creados por la Fundación Municipal Universitaria (FMU) donde destaca la Escuela Politécnica Superior de Algeciras, la facultad de enfermería y la Escuela Universitaria de Estudios Jurídicos y Económicos Francisco Tomás y Valiente (EUEJE).
La ciudad cuenta asimismo con un centro asociado de la Universidad Nacional de Educación a Distancia.
Al mismo tiempo la oferta educativa municipal organizada por la Delegación de Educación del Ayuntamiento de la ciudad permite que se impartan numerosos cursos y talleres destinados al público infantil, juvenil y adulto. Durante el curso 2007/2008 fueron 87 912 los alumnos que se beneficiaron de estos cursos en un total de 86 talleres y jornadas.
También destaca el Instituto de Enseñanza Secundaria Torrealmirante, situado frente al puerto, junto a la playa del Rincocillo con una amplía oferta en formación profesional.
Campus tecnológico
En septiembre de 2007 se creó en Sevilla la Fundación parque tecnológico de Algeciras tras la firma de sus estatutos por parte del rector de la Universidad de Cádiz, el alcalde de Algeciras y los responsables de las Consejerías de Innovación, Ciencia y Empresa, Empleo y Educación de la Junta de Andalucía. El objetivo de esta fundación es sentar las bases para la construcción en la ciudad de un parque tecnológico similar al existente en otras ciudades andaluzas. A finales de 2008 se estableció la zona conocida como Los Alamillos como el lugar en el que se establecerá el futuro Campus Tecnológico y se destinaron 3,1 millones de euros para las primeras actuaciones de urbanización de la zona y estudios preliminares. La superficie que ocuparán los nuevos centros será de 380 000 metros cuadrados y en la actualidad está pendiente de diversos trámites tras la modificación puntual del Plan General de Ordenación Urbana de Algeciras (PGOU) llevada a cabo el 13 de mayo de 2009 y que transforma el sector de Alamillos Oeste en suelo urbanizable programado.

### Sanidad

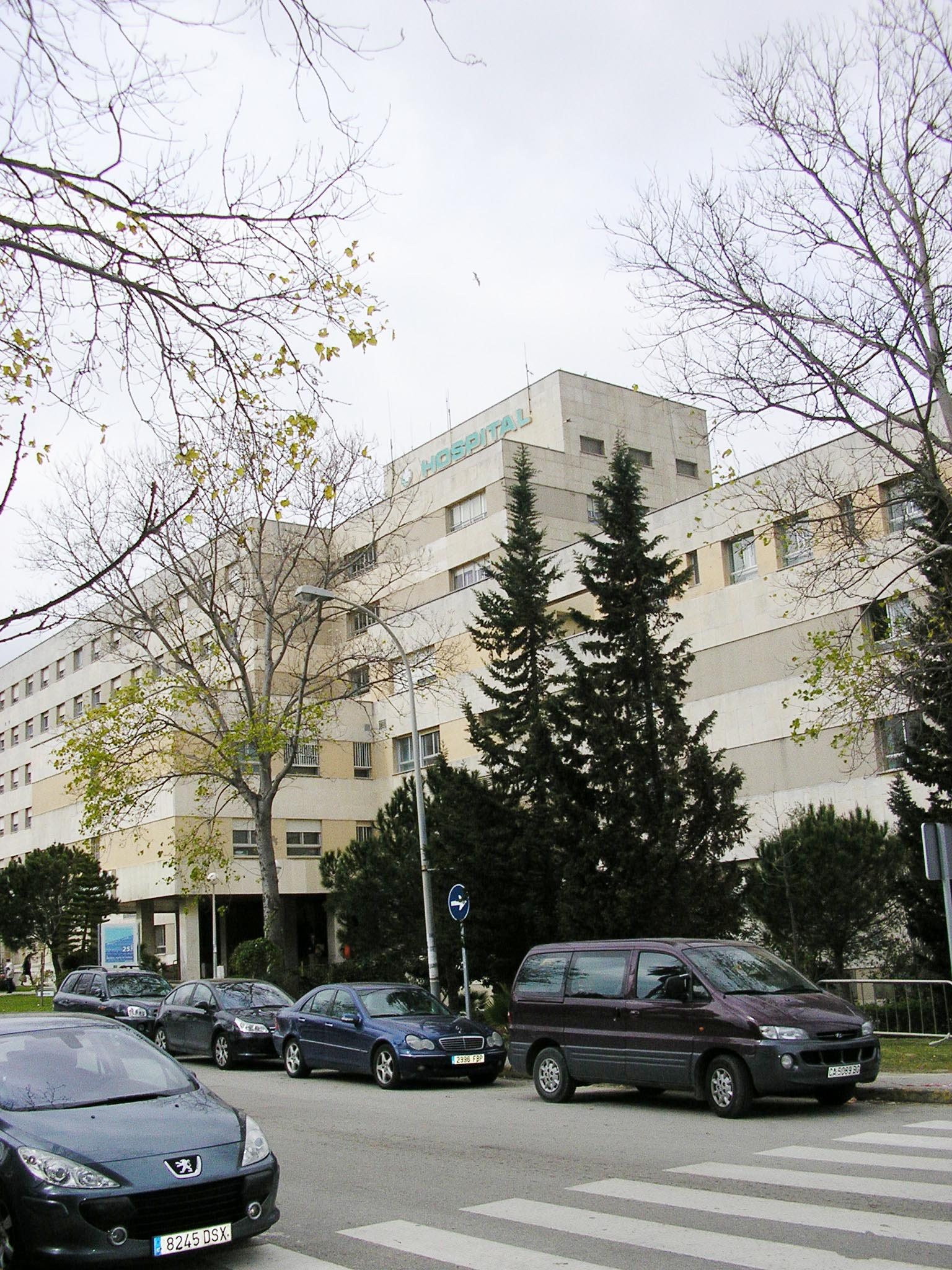
Hospital Punta de Europa

Algeciras pertenece al distrito (área de gestión sanitaria) Campo de Gibraltar, que comprende a todas las poblaciones de la comarca. Este distrito se divide a su vez en zonas básicas perteneciendo la ciudad a una de ellas. El Servicio Andaluz de Salud tiene varios centros en Algeciras, entre ellos la sede del distrito sanitario Campo de Gibraltar.
El hospital comarcal Punta de Europa dispone actualmente de 326 camas de las cuales 296 están operativas y 30 están reservadas. Posee unidad de hospitalización de salud mental (aunque los cuidados a enfermos mentales se llevan a cabo principalmente en el antiguo hospital de la Cruz Roja, que posee a su vez una unidad de cuidados médicos), hospital de día de salud mental, unidad de salud mental infantojuvenil y comunitaria y unidad de cuidados paliativos. Tras la adjudicación de las obras, en febrero de 2009, en la actualidad se está construyendo un edificio anexo que albergará los servicios de pediatría, neonatología, ginecología y obstetricia con 108 habitaciones individuales, varios quirófanos y consultas externas que se prevé será inaugurado en 2010.
Son cuatro los centros de salud de la ciudad, que cumplen la función de primeros niveles asistenciales, Algeciras-Norte, Algeciras-Sur Saladillo, La Bajadilla y Camilo Menéndez Tolosa, que es al mismo tiempo centro de especialidades. Hay también cinco consultorios locales en El Cobre, La Juliana, Rinconcillo, San García y calle Justo Sansalvador, además de un consultorio auxiliar situado en Pelayo.

### Servicios sociales
En la ciudad de Algeciras los servicios de información, ayuda a domicilio, reinserción y cooperación social, orientación laboral, atención al inmigrante, atención a la mujer y a menores son prestados por la Fundación Municipal de Igualdad y Bienestar Social dependiente del ayuntamiento de la ciudad con diferentes unidades de atención social ubicadas en la zona centro y en las zonas norte y sur.
Además existen en la ciudad diferentes ONG y otro tipo de asociaciones que prestan servicios específicos a distintos colectivos. Destacan por su acción aquellas centradas en la prevención y apoyo a drogodependencias, especialmente la coordinadora de lucha contra la drogodependencia Barrio Vivo, el Comité ciudadano Anti-sida del Campo de Gibraltar, o la Asociación de alcohólicos rehabilitados El Ancla. La atención a los inmigrantes es llevada a cabo por diferentes instituciones entre las que destaca Algeciras Acoge, sede local de Andalucía Acoge, o la Asociación pro derechos Humanos de Andalucía. La atención a personas sin hogar tiene cobertura en la ciudad con comedores sociales como el Comedor del Carmen del Padre Cruceyra dependiente de Cáritas a través de la diócesis de Cádiz y Ceuta. Además existen otras asociaciones de apoyo a familiares y enfermos de Alzheimer, espina bífida, diabetes o ludopatía entre muchas otras tanto en Algeciras como en otras ciudades del Campo de Gibraltar.

### Transporte
Parque de vehículos de motor

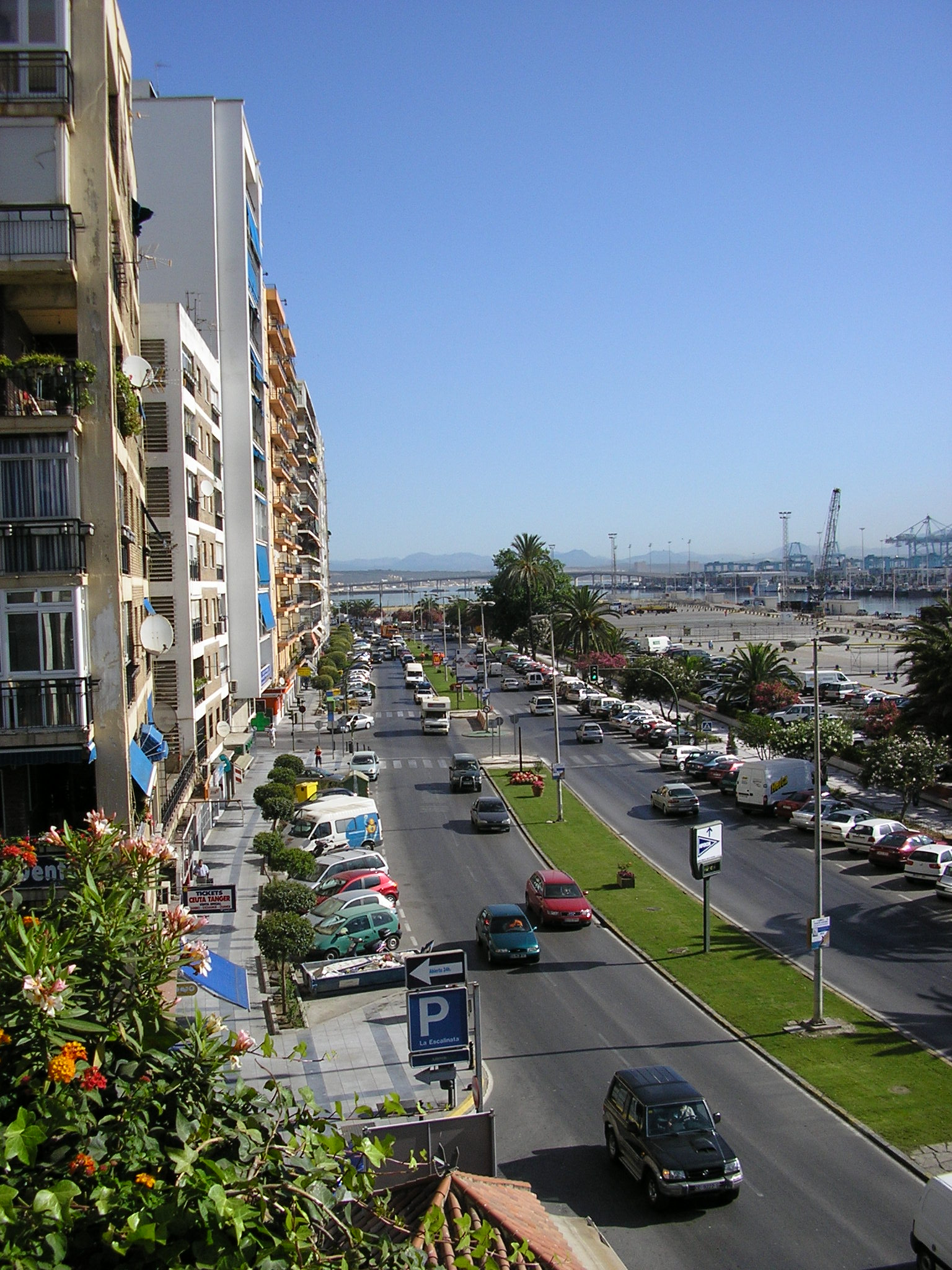
Paseo marítimo

La regulación del tráfico rodado y peatonal en la ciudad así como los usos generales de las vías urbanas son competencia local dentro de los límites marcados por la Junta de Andalucía. Esta regulación se lleva a cabo mediante la Ordenanza Municipal Reguladora de Tráfico, en la que se regulan los usos de las vías, las velocidades de los vehículos y los horarios y zonas establecidas para la carga y descarga de mercancías en la ciudad. Es por ello competencia de la Delegación de Tráfico garantizar el correcto movimiento de vehículos a través de la ciudad, mantener las señalizaciones así como garantizar la existencia de estacionamientos. Las actuaciones privadas en las carreteras de la ciudad como la solicitud de plazas de aparcamiento para minusválidos o la ocupación de las vías por obras o vehículos pesados deben contar con una autorización expedida por la Delegación de Tráfico.
Algeciras cuenta con un extenso parque automovilístico con un ratio de un vehículo por cada dos ciudadanos de acuerdo con los datos existentes en la base de datos del Anuario Económico de España 2011, publicado por La Caixa. En estos mismos datos se observa un elevado parque de camiones y furgonetas lo que indica un gran número de transportistas de mercancías autónomos o en pequeñas empresas o cooperativas y un importante trasiego de estos vehículos por la ciudad.
| Tipo de vehículo      | Cantidad | Tipo de vehículo | Cantidad |
| --------------------- | -------- | ---------------- | -------- |
| Automóviles           | 56 257   | Motocicletas     | 7460     |
| Camiones y furgonetas | 9138     | Autobuses        | 145      |
| Otros vehículos       | 17 638   | Tractores        | 526      |
| Total                 | 83 033   |                  |          |

#### Transporte por carretera

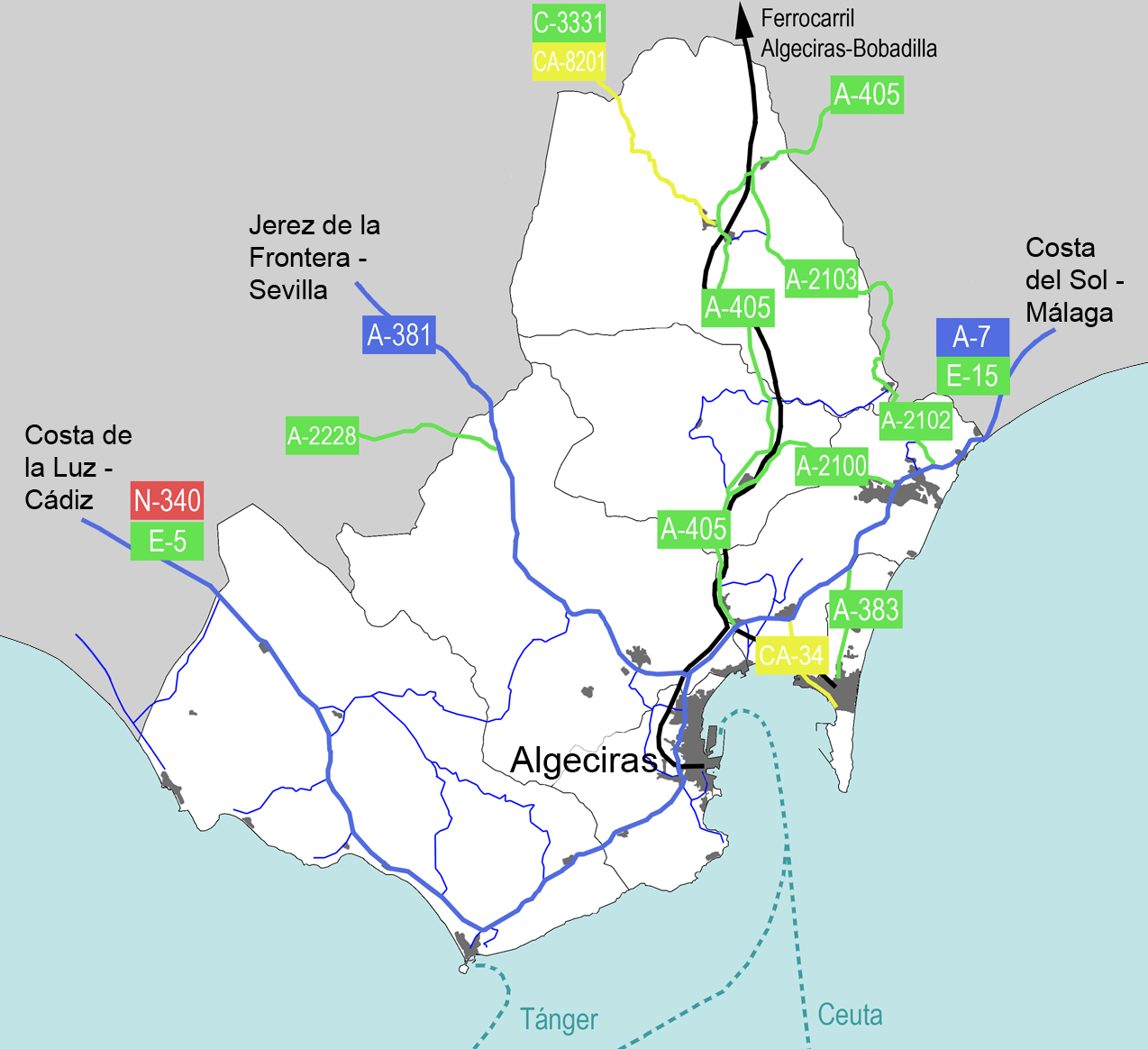
Vías de comunicación en el Campo de Gibraltar

Algeciras goza de una buena red de comunicaciones por carretera en sus salidas hacia Sevilla y Málaga. En Algeciras comienza la autovía del Mediterráneo (A-7), que sirve como variante de la ciudad y la une con las localidades vecinas de la Costa del Sol y todo el levante español hasta Barcelona. Se comunica con Cádiz por la N-340 (carretera nacional) mientras finaliza la construcción de la Autovía Costa de la Luz (). En la localidad vecina de Los Barrios comienza la A-381, autovía que enlaza la bahía de Algeciras con Jerez, y con Sevilla a través de la AP-4 y la A-4.
- Autovía del Mediterráneo: Algeciras-Málaga-Almería-Murcia-Alicante-Valencia-Barcelona.
- Autovía Costa de la Luz: Cádiz-Vejer de la Frontera. En espera de la finalización del tramo Vejer de la Frontera-Algeciras.
- E-5 / N-340: Vejer de la Frontera-Tarifa-Algeciras.
- N-350: Acceso Sur al Puerto Bahía de Algeciras.
- N-357: Acceso Norte al Puerto Bahía de Algeciras.

Otras carreteras importantes en el entorno de Algeciras son:
- A-381: Autovía Jerez de la Frontera-Los Barrios. Eje interior de la provincia de Cádiz.
- A-405: carretera Gaucín-San Roque. Comunica la bahía de Algeciras con la Serranía de Ronda.
- Autovía de Acceso a Gibraltar (CA-34): acceso a La Línea de la Concepción y Gibraltar desde la A-7
- Autopista del Mediterráneo (AP-7 / E-15): Guadiaro-Málaga. Es un itinerario de peaje alternativo a la A-7 a su paso por la Costa del Sol Occidental, y la vía más rápida para llegar a Algeciras desde Málaga.

#### Transporte en autobús
Las primeras líneas de autobuses comenzaron a funcionar en la ciudad en 1910 sustituyendo a la compañía de diligencias La Madrileña que realizaba la ruta Algeciras-Cádiz en doce horas. Esta empresa de carruajes que sería más tarde reconvertida en la línea de autobuses Ibison y más tarde Transportes Generales Comes aún opera en la ciudad. Con la mejora de las infraestructuras viarias el transporte mediante autobuses se hizo cada vez más cómodo y eficiente.
Durante todo el siglo XX las diversas compañías de autobuses de la ciudad realizaban sus paradas en la Acera de la Marina, junto al puente de la Conferencia. Con la desaparición de esta primitiva estación cada una de las compañías decidió estacionarse y realizar sus salidas desde diversos lugares de la ciudad hasta la construcción de la nueva estación municipal en 2005.

##### Autobuses de media y larga distancia
La actual estación de autobuses, San Bernardo, se encuentra frente a la estación de ferrocarril y cercana al puerto formando el nodo de comunicaciones de Algeciras. En ella operan hoy día las compañías, que ofrecen los siguientes destinos:
- Portillo: Benalmádena, Cádiz, Estepona, Fuengirola, Granada, Málaga, Marbella, Sotogrande, Sabinillas, San Fernando, San Pedro Alcántara, Torremolinos.
- Comes: Algatocín, Barbate, Cádiz, Chiclana de la Frontera, Conil de la Frontera, El Puerto de Santa María, Jerez de la Frontera, Marbella, Málaga, Puerto Real, Ronda, Rota, San Fernando, Sevilla, Vejer de la Frontera, Zahara de los Atunes.
- Monbus: Alcalá de los Gazules, Dos Hermanas, El Cuervo de Sevilla, Jerez de la Frontera, Los Palacios y Villafranca, Medina Sidonia, Sevilla.
- Alsina Graells: Almería, Córdoba, Granada, Jaén, Málaga.
- ALSA: Murcia, Alicante, Elche, Valencia, Tarragona, Barcelona.
- Daibus: Madrid.
- Dainco: Cáceres, La Coruña, Ferrol, Mérida, Orense, Salamanca, Sevilla, Vigo, Zamora.

##### Autobuses metropolitanos

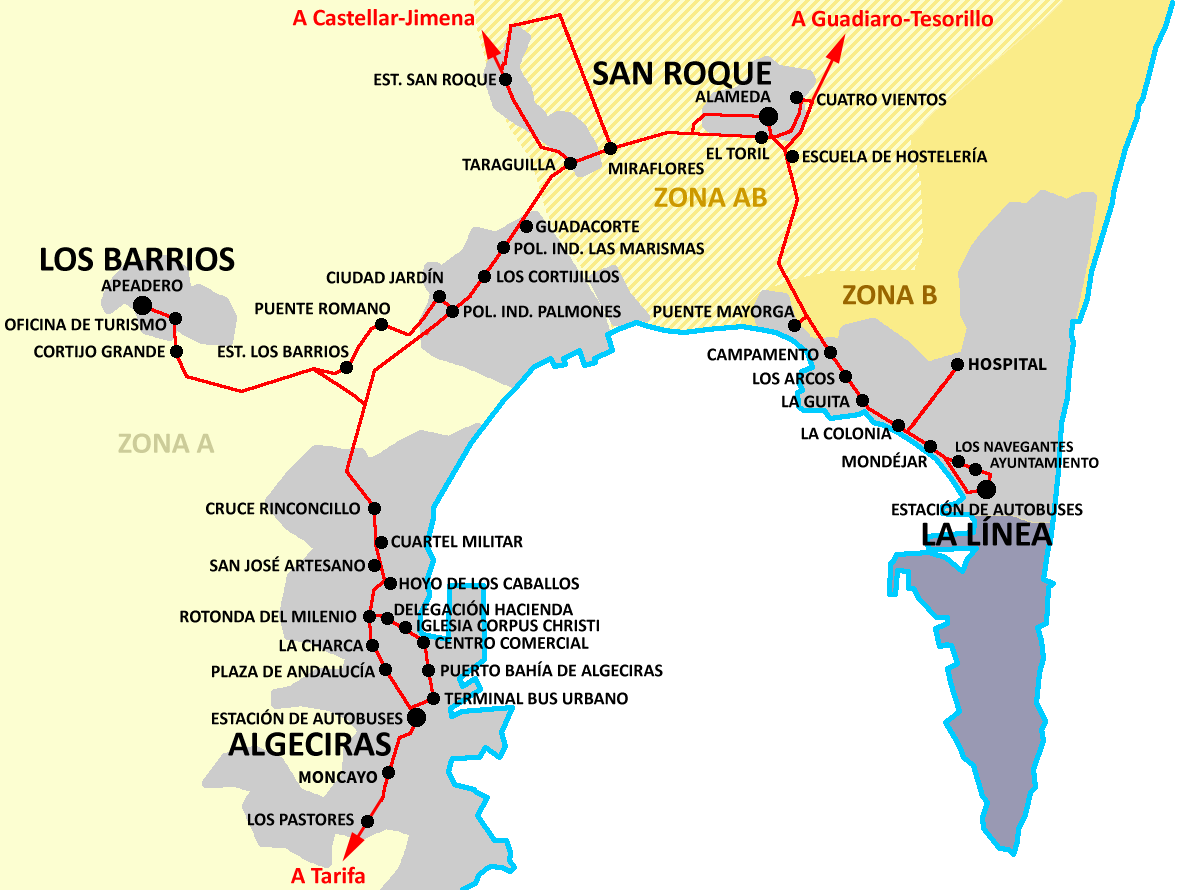
Detalle de la bahía de Algeciras según la división en zonas del Consorcio de Transporte. A la izquierda de la imagen, situación de la estación de autobuses de Algeciras y de las paradas de autobús metropolitano de la ciudad

El Consorcio de Transporte Metropolitano del Campo de Gibraltar, entidad pública responsable del transporte público en la comarca, tiene su sede en la plaza de Andalucía.
El término municipal de Algeciras forma parte de la zona A dentro de la división tarifaria del Consorcio. Las siguientes líneas de autobuses garantizan la comunicación por transporte público de Algeciras con todos los demás municipios de la comarca.
| Línea | Trayecto                                   | Empresa                     |
| ----- | ------------------------------------------ | --------------------------- |
| M-110 | Los Barrios - Algeciras (Directo)          | Autocares Hetepa            |
| M-112 | Los Barrios - Puente Romano - Algeciras    | Autocares Hetepa            |
| M-120 | Algeciras - La Línea                       | Transportes Generales Comes |
| M-130 | San Roque - Algeciras                      | Empresa Esteban             |
| M-150 | Tarifa - Algeciras                         | Transportes Generales Comes |
| M-160 | Tahivilla - Facinas - Tarifa -Algeciras    | Transportes Generales Comes |
| M-161 | Barbate - Tarifa - Algeciras               | Transportes Generales Comes |
| M-170 | San Pablo - Jimena - Castellar - Algeciras | Transportes Generales Comes |

##### Autobuses urbanos

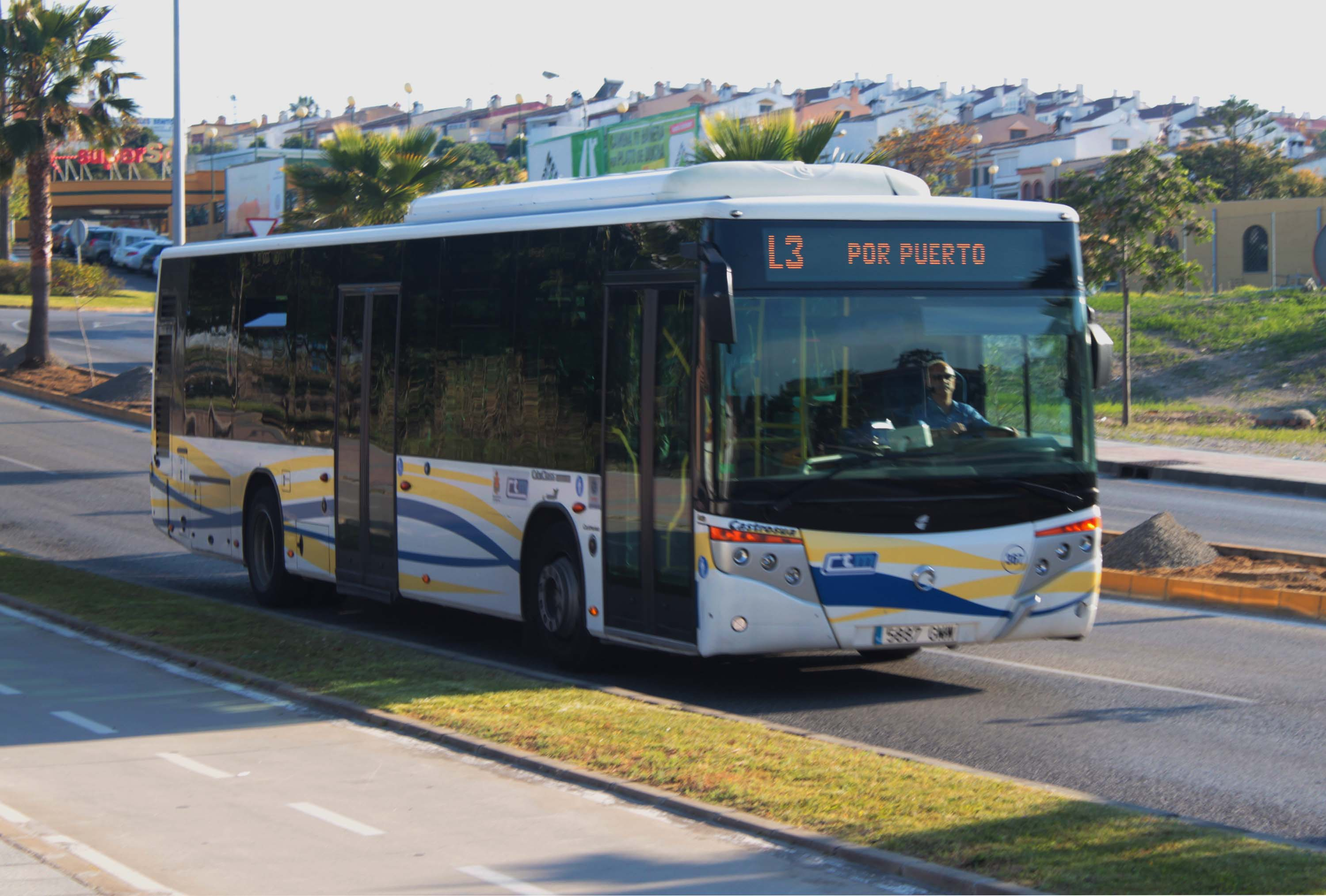
Autobús urbano en la avenida Carlos Cano

El transporte por autobús urbano está llevado a cabo por la empresa CTM-Grupo Ruiz, comunicando las diferentes barriadas de la ciudad con el centro y la entrada al puerto. En septiembre de 2007 el Grupo Ruiz, empresa especializada en el transporte metropolitano, compra CTM con el objetivo de expandirse en el sur de Andalucía y se hace cargo de este modo del servicio urbano de las ciudades de Algeciras, La Línea de la Concepción y Los Barrios.
Los nuevos vehículos entraron en funcionamiento el 1 de julio de 2009 con 12 nuevas rutas que permiten la comunicación entre las diferentes barriadas. La terminal de autobuses urbanos se encuentra en la plaza de San Hiscio, frente a la entrada central al puerto y el helipuerto, y a 500 metros de las estaciones de autobuses y de ferrocarril. Todas las líneas, excepto la 4, tienen parada en esta terminal.
El 1 de noviembre de 2016 se procedió a un importante cambio en las líneas urbanas, reduciéndose de doce a seis. Desapareció la línea 7 y otras varias líneas fueron fusionadas, propiciando mayores frecuencias.
| Línea | Trayecto                                       | Recorrido |
| ----- | ---------------------------------------------- | --------- |
| 1     | C. C. Puerta Europa - La Juliana               | 1         |
| 2     | San Bernabé - Getares                          | 2         |
| 3     | Rinconcillo - San García por Puerto            | 3         |
| 4     | La Granja - Hospital por Estación de autobuses | 4         |
| 5     | Centro Penitenciario - Nueva Ciudad - El Cobre | 5         |
| 6     | Cementerio Viejo - Plaza Alta - Cortijo Vides  | 6         |

#### Vías ciclistas

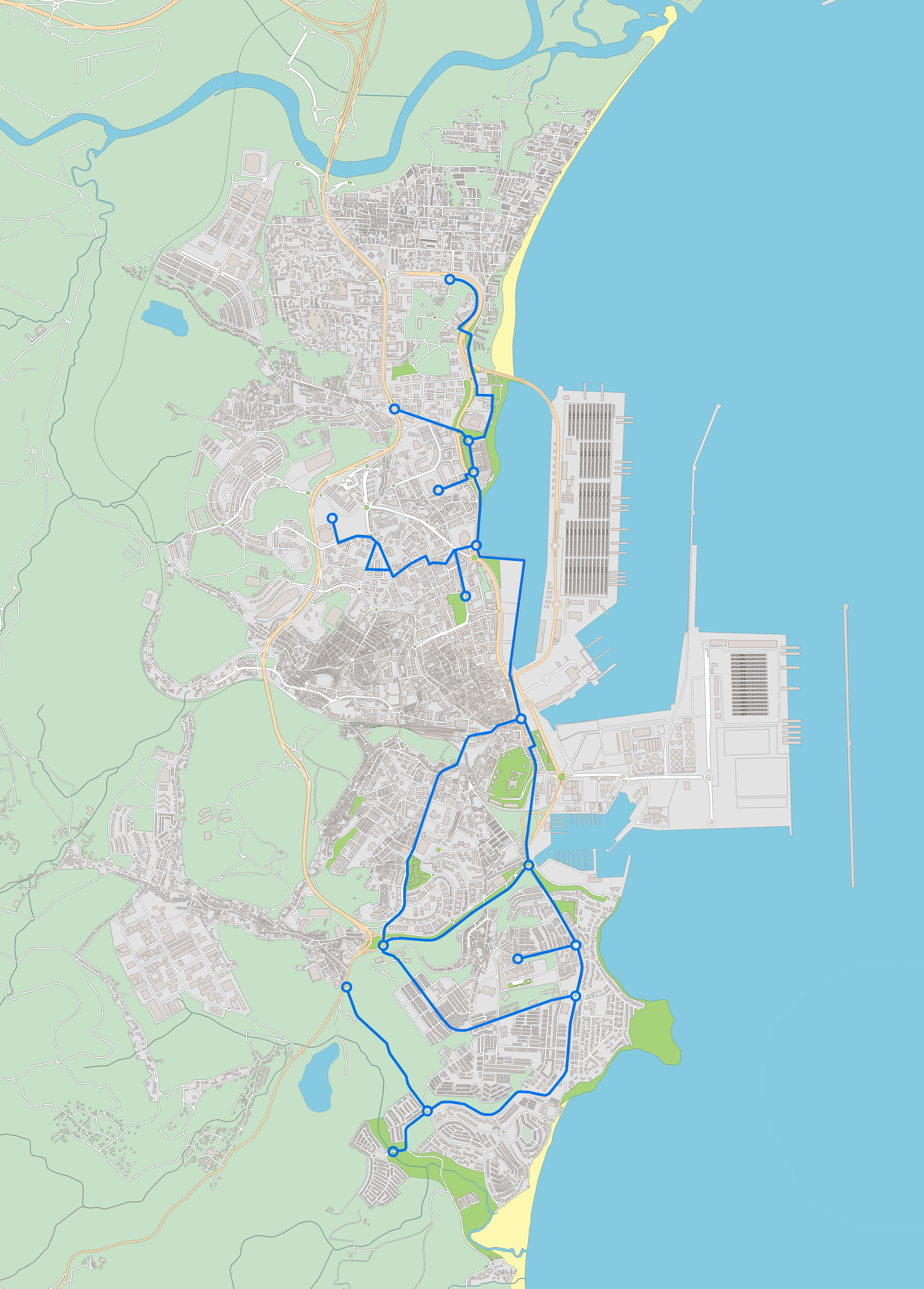
Ciclovías de Algeciras

En 2014 el Ayuntamiento de Algeciras y la Consejería de Fomento y Vivienda de la Junta de Andalucía firmaron un acuerdo marco para la adhesión de la localidad al Plan Andaluz de la Bicicleta. Hasta la firma de este acuerdo de colaboración los carriles bici existentes en la ciudad tenían una extensión total de 6,674 km en tres tramos no conectados, Rinconcillo-Llano amarillo, Varadero-Getares y Ballenera-Punta Carnero. Además de fomentar el uso de la bicicleta como medio de transporte urbano mediante la creación de vías ciclistas en el casco urbano este plan propone también la creación de vías que conecten la ciudad con todo el arco de la bahía de Algeciras, las localidades interiores y con los ejes ya existentes en el Corredor verde de las dos Bahías y los entornos de Punta Carnero.
Las características orográficas de la localidad, asentada en una zona de colinas, hace que más de la mitad de sus 291 km de calles posean una pendiente superior al 6 %. Considerando además que el trazado urbano de la ciudad no es ortogonal los estudios sobre movilidad urbana realizados recomendaron que la red de carriles bici se articulara en un eje principal norte sur situado en la costa y complementado por varios ramales. De este modo la red ciclista conectaría con los principales nodos de comunicación como la estación de autobuses, la estación de trenes o el Corredor verde de las Dos Bahías, con las principales infraestructuras como el Hospital Punta Europa y el Campus universitario y con los barrios periféricos de la localidad como Los Pastores o El Rinconcillo.
Tras la aprobación y ejecución entre los años 2014 y 2016 del Plan andaluz de la bicicleta la red ciclista local tiene en la actualidad una longitud total de 29 155 m: 22 481 m más de los que existían previamente, de los que la Junta de Andalucía ha ejecutado 9184 km y el Ayuntamiento de Algeciras 3626.

#### Ferrocarril

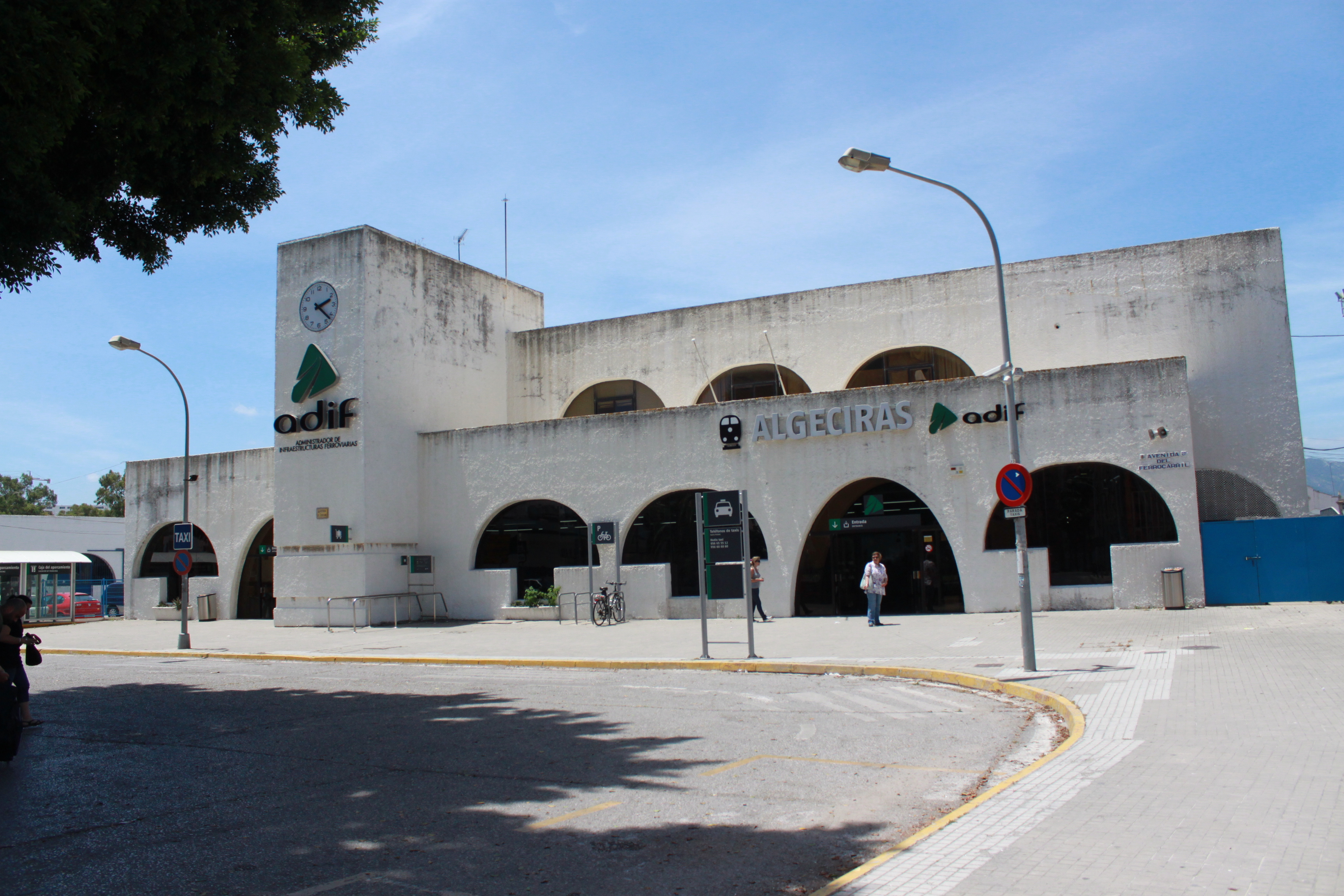
Estación de tren

La primera estación de ferrocarril de Algeciras fue inaugurada en 1890 como terminal de la nueva línea Bobadilla-Algeciras creada por empresarios británicos con intereses en la ciudad. Esta línea de ferrocarril cubrió parte de las necesidades de transporte de pasajeros y mercancías de la ciudad y su puerto durante los primeros años del siglo XX. Con el crecimiento de Algeciras comenzó a ser cada vez más necesaria la creación de nuevas líneas de comunicación para la ciudad; surgieron entonces diversos proyectos para construir líneas que comunicaran Algeciras con Cádiz y Málaga pero jamás fueron realizados, aunque a día de hoy está en proyecto la construcción del Corredor de la Costa del Sol, un nuevo ferrocarril entre Málaga y Algeciras. Las obras de los primeros tramos ya han sido licitadas.

##### Futuro
La llegada de la alta velocidad a la ciudad contemplada en el Nuevo Acceso Ferroviario a Andalucía supondrá la necesidad de renovación de las infraestructuras locales. Estas reformas consisten en la mejora del trazado de la vía, para alcanzar velocidades de servicio más altas, y la incorporación de un tercer raíl para permitir el paso tanto de trenes de ancho ibérico como de ancho internacional, en el tramo entre Ronda y Algeciras, en fase de ejecución. Actualmente se encuentra en elaboración un proyecto para la modernización de la estación y su integración en el tejido urbano.

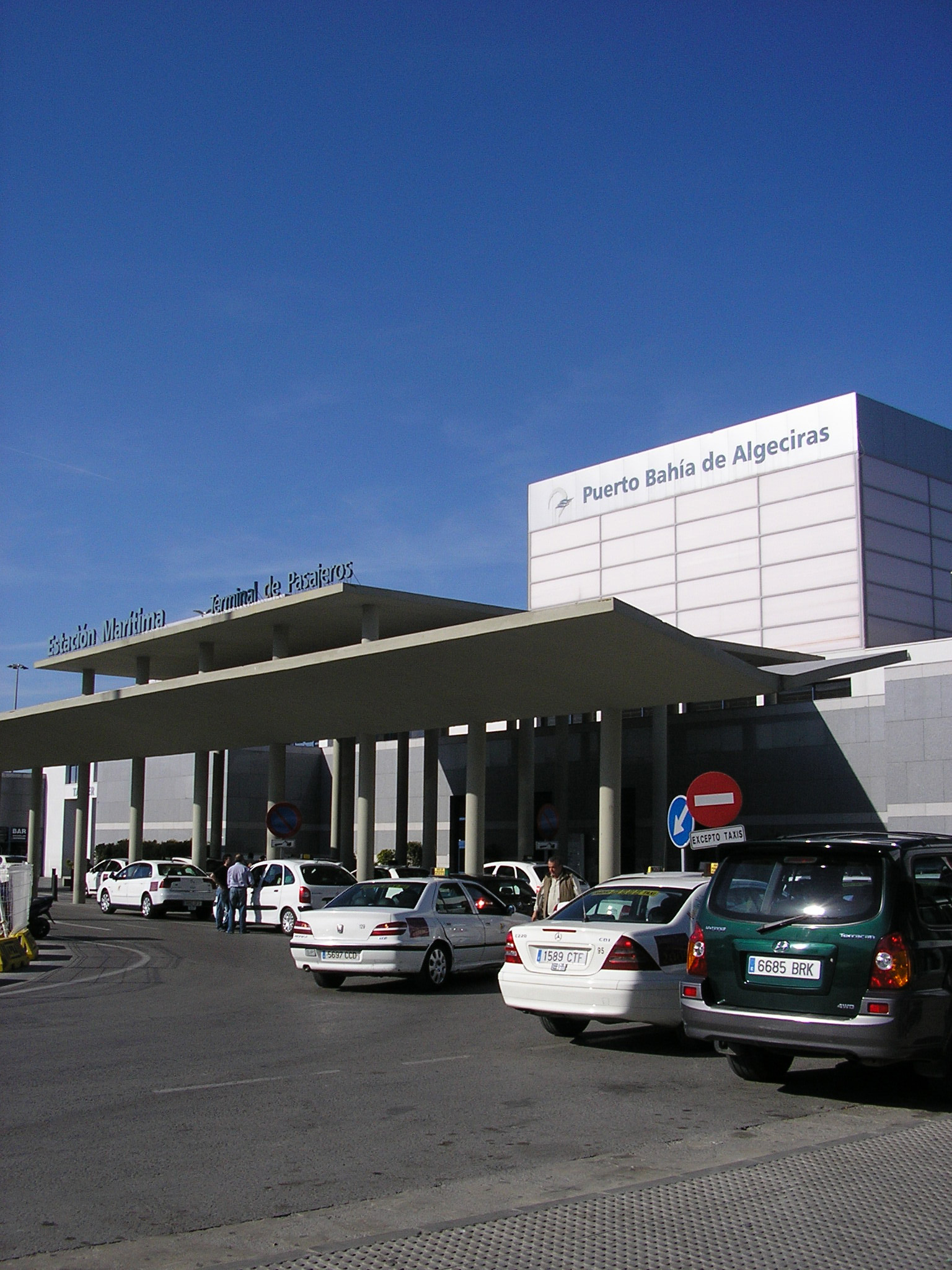
Estación de pasajeros del puerto de Algeciras

#### Transporte marítimo
En el puerto de Algeciras operan las navieras Acciona Trasmediterránea, Balearia, Buquebus, Comanav, Comarit, Euroferrys, IMTC, Líneas Marítimas Europeas y Nautas que mantienen numerosos enlaces diarios con las ciudades de Gibraltar, Ceuta y Tánger.
La Operación Paso del Estrecho (OPE) tiene lugar cada año en los puertos de Algeciras, Tarifa, Ceuta y Tánger para coordinar el tránsito de vehículos de ciudadanos norteafricanos desde Europa a África coincidiendo con las vacaciones de verano y el retorno en septiembre. Durante 2015 cruzaron el estrecho de Gibraltar en la OPE más de 2 000 000 de viajeros y 620 000 vehículos en ambas direcciones siendo el puerto de Algeciras el que soportó el mayor volumen de viajeros. Este paso de vehículos se repite también en otras festividades aunque con una menor afluencia de pasajeros, de este modo en la Operación Paso del Estrecho en Semana Santa de 2008 un total de 167 783 pasajeros utilizaron el puerto de Algeciras como origen o como destino de su viaje.

#### Transporte aéreo

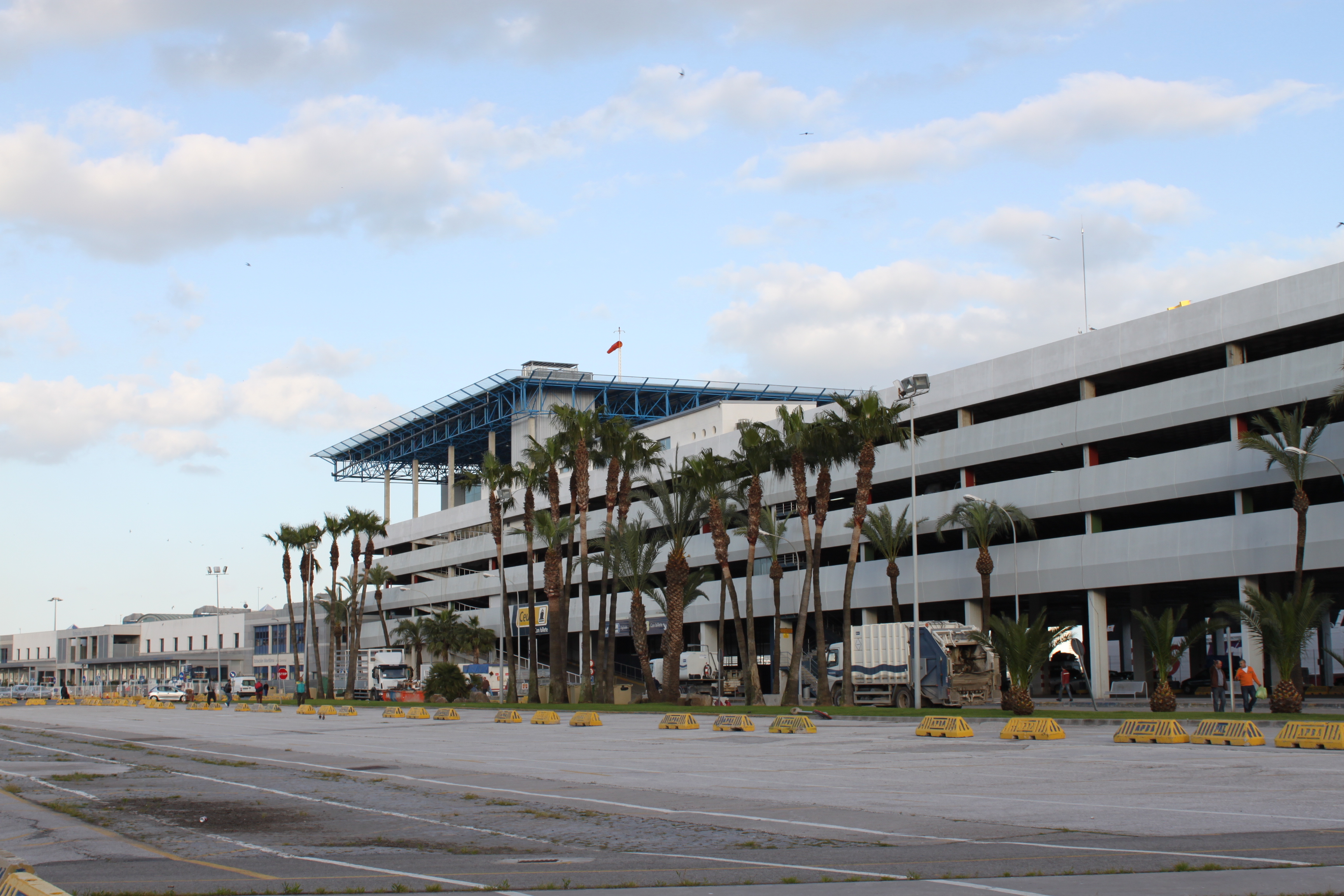
Helipuerto de Algeciras

En cuanto a las comunicaciones aéreas, los aeropuertos más cercanos son:
- El aeropuerto de Gibraltar, a 21,6 km, tiene vuelos a Londres y Mánchester.
- El aeropuerto de Jerez, a 109 km, permite viajar a destinos europeos como Fráncfort del Meno, Múnich, Hamburgo, Londres o Bruselas y nacionales como Madrid, Palma de Mallorca o Barcelona en diversas compañías.[204]
- El aeropuerto de Málaga-Costa del Sol, a 131 km, es mayor de Andalucía y tiene una oferta más variada con destinos de Norteamérica, África y Oriente próximo así como destinos europeos muy variados (Francia, Bulgaria, Dinamarca) y nacionales.[205] Existen tres conexiones de autobús diarias desde Algeciras hasta el aeropuerto de Málaga.[206]

##### Helipuerto
Algeciras cuenta desde el 1 de julio de 2010 con un helipuerto que permite la comunicación por helicóptero con Ceuta tras su aprobación por parte del Ministerio de Medio Ambiente y Medio Rural y Marino a finales de 2008 y su construcción a lo largo de 2009 y 2010. Este helipuerto se encuentra situado sobre el actual edificio de aparcamientos de la dársena de La Galera en el puerto de la ciudad. Para su construcción se procedió a la ampliación de una planta más el actual edificio manteniendo una superficie de 32 x 24 m para el despegue del vehículo así como un área de seguridad de 8 x 5 m. Se complementa con dependencias para el servicio de salvamento y extinción de incendios y diversas dependencias de mantenimiento. La conexión es operada por Helicópteros del Sureste con 41 vuelos semanales con helicópteros AgustaWestland AW139 con una capacidad de 15 pasajeros.

## Monumentos y lugares de interés

### Arqueología

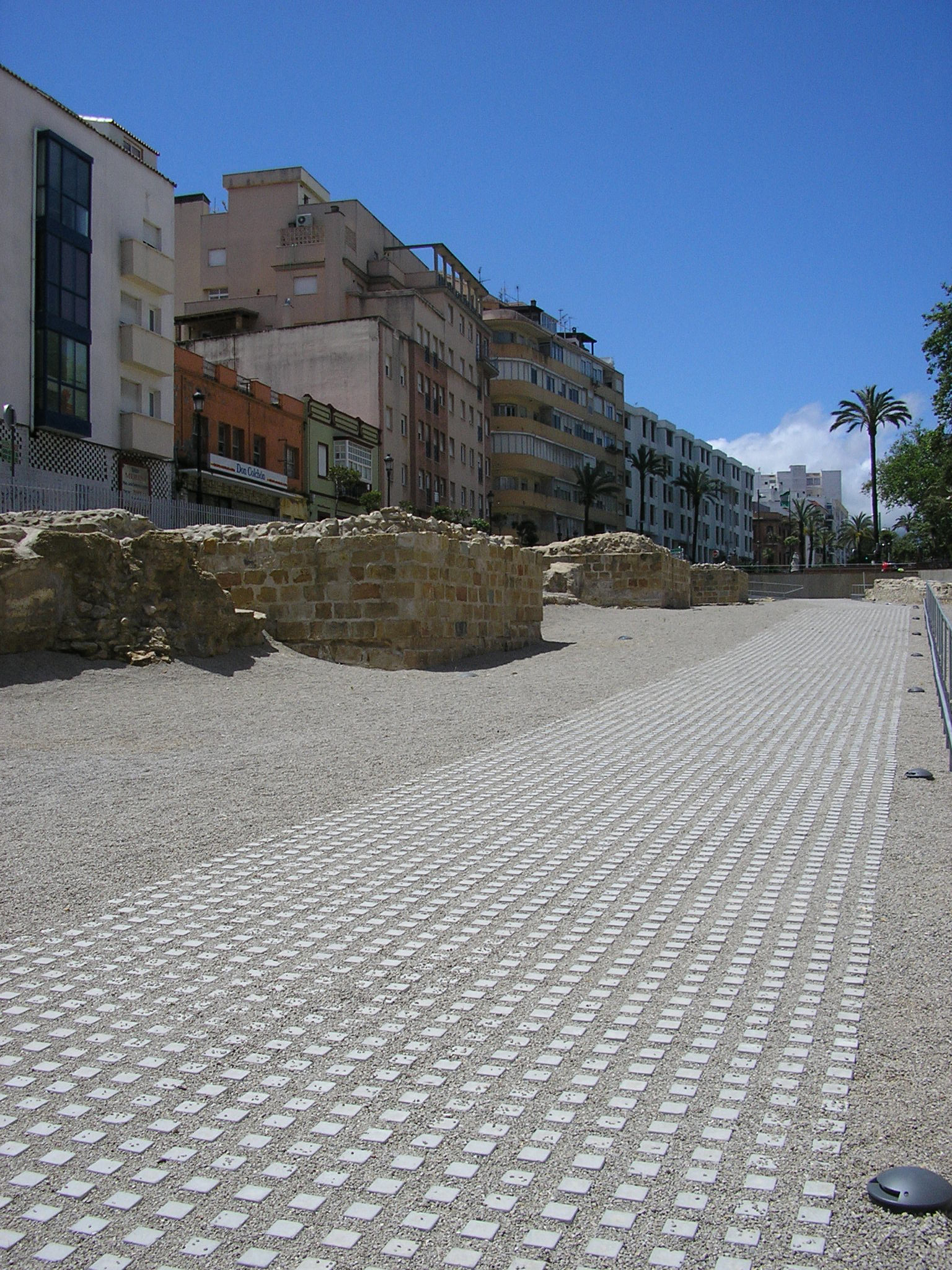
Parque arqueológico de las murallas meriníes

- Hornos romanos de El Rinconcillo. Se trata de dos hornos circulares adosados. Cada uno de ellos está sostenido por una columna central de la que parten ocho arcos que sostienen las paredes. Se cree que formaron parte del complejo de fabricación de ánforas de la antigua Portus Albus, que proporcionaba los recipientes necesarios para el transporte del garum elaborado en Iulia Traducta. Inicialmente se creyó que se remontaban al periodo comprendido entre los siglos I a. C. y I d. C., aunque posteriormente se encontraron restos más antiguos que prueban que existía una actividad alfarera anterior. El conjunto fue declarado bien de interés cultural en 1969.[209]
- Factoría de salazones de la calle San Nicolás (siglo I). Localizados en la Villa Vieja de la ciudad esta factoría de salazones es una de las más importantes localizadas en Hispania. Actualmente han sido localizados restos de dos complejos industriales, uno de ellos excavados por completo y otro en parte. Presumiblemente este complejo industrial se extendía por toda la zona oeste de la meseta que ocupaba Iulia Traducta, al menos eso se desprende de la observación de otros restos similares aunque muy parciales en la zona sur de la Villa. La cronología de las piletas indica que fueron construidas directamente sobre el sustrato rocoso aproximadamente en el siglo I siendo utilizadas hasta el siglo V, fecha supuesta para la destrucción o abandono de la ciudad. Este complejo industrial fue declarado bien de interés cultural en el año 2002 y actualmente está a la espera de nuevas intervenciones arqueológicas.[210]
- Restos de la Mezquita Aljama (siglo VIII). La mezquita localizada en el interior del Hotel Cristina, en la Villa Vieja, es el único edificio conservado en la ciudad de época islámica. Se encuentra integrado en los jardines del hotel siendo posible observar los restos de tres de sus muros y el pozo del patio de abluciones muy remodelado. Durante el siglo XVIII sirvió como almacén de pólvora junto a la cercana torre albarrana que desapareció por una explosión a finales del siglo XIX. Según diversas fuentes fue mandado construir por Abderramán III en el siglo VIII aunque algunas investigaciones parecen apuntar a una construcción más tardía.[211]
- Parque Arqueológico de las Murallas Meriníes (siglo XIII). Tras descubrir en el transcurso de unas intervenciones arqueológicas en la prolongación de la avenida Blas Infante un tramo de muralla medieval el ayuntamiento de la ciudad, la Diputación de Cádiz y la Junta de Andalucía procedieron en 2006 a restaurar los restos y acondicionarlos para su integración en el espacio urbano como Parque arqueológico. Los restos conservados corresponden a 200 m de muralla con cuatro torres y un alzado de dos metros, un foso bien conservado de unos nueve metros de profundidad, con escarpa, contraescarpa y el arranque de la barbacana y un puente de mampostería en excelente estado de conservación que permitía salvar el foso en la llamada puerta de Gibraltar, de la que apenas se conserva la planta.[212]

### Arquitectura civil

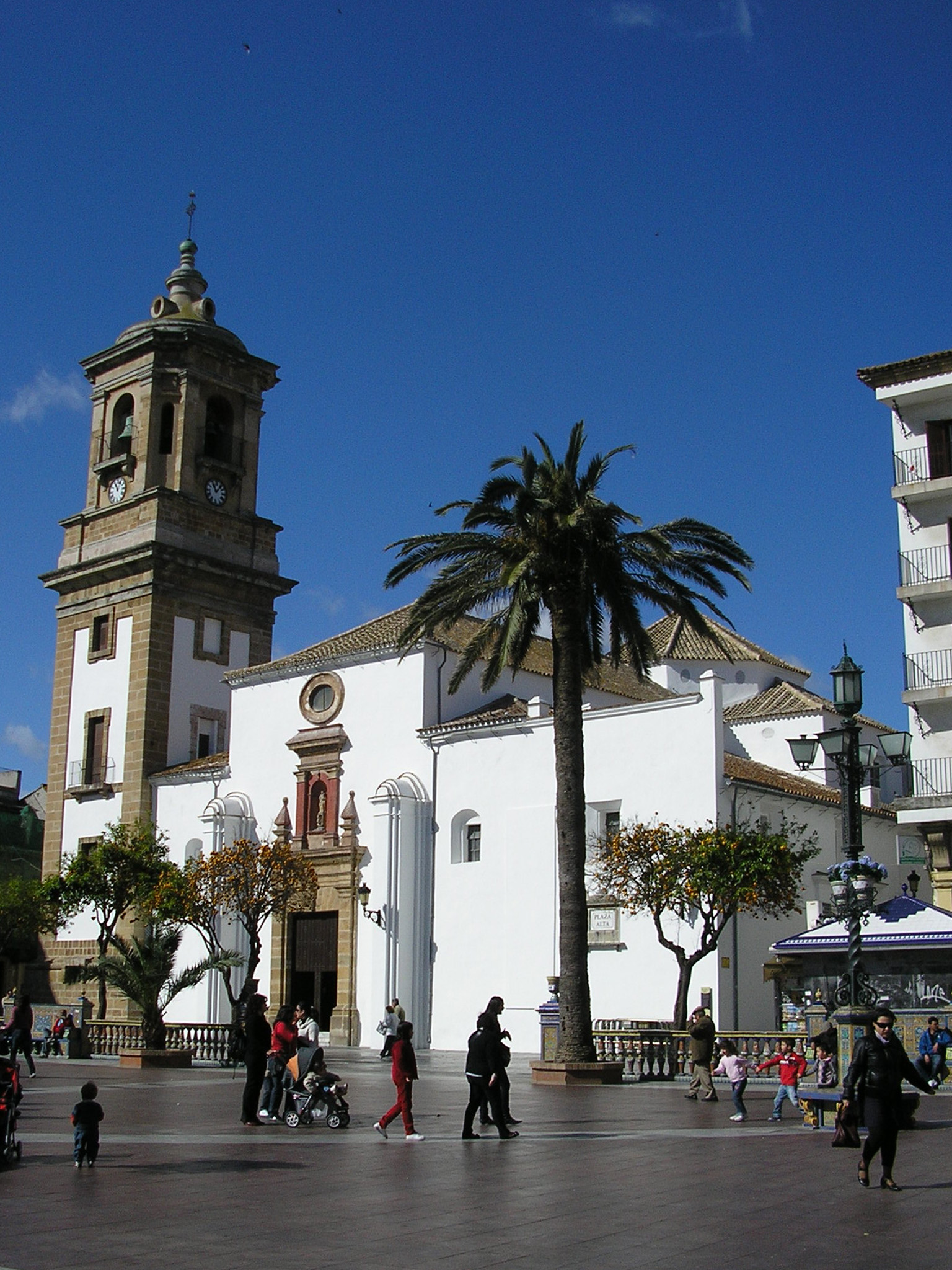
Iglesia de la Palma. Sus obras comenzaron en 1723 siendo consagrada en 1829

- La plaza Alta toma su actual configuración gracias a la intervención del general Castaños siendo gobernador militar del Campo de Gibraltar en 1807. La decoración y mobiliario de la plaza ha sufrido muy diversas configuraciones desde el original obelisco situado en su centro hasta los actuales azulejos y fuente que se deben a la remodelación llevada a cabo en el siglo XX. En la plaza Alta pueden observarse algunos de los edificios más emblemáticos de la ciudad como la iglesia de Nuestra Señora de la Palma y la capilla de Nuestra Señora de Europa. En los alrededores de la plaza se sitúa la casa consistorial. Este edificio, construido en 1892 es obra de Amadeo Rodríguez que aplicó un estilo historicista a su diseño original aunque fue finalmente modificado.[213] La casa consistorial se encuentra articulada por un patio central desde el que es posible acceder a las diferentes dependencias municipales. La fachada del edificio, de dos cuerpos, posee una escasa ornamentación que confiere un aspecto mucho más robusto que el diseño original.[214] Se aprecian sin embargo elementos decorativos neomudéjares con el uso de ladrillo rojo y piedra y neoclásicos con diferentes tipos de molduras en ventanas y en el vano de la puerta principal que restan sobriedad al conjunto.[214]

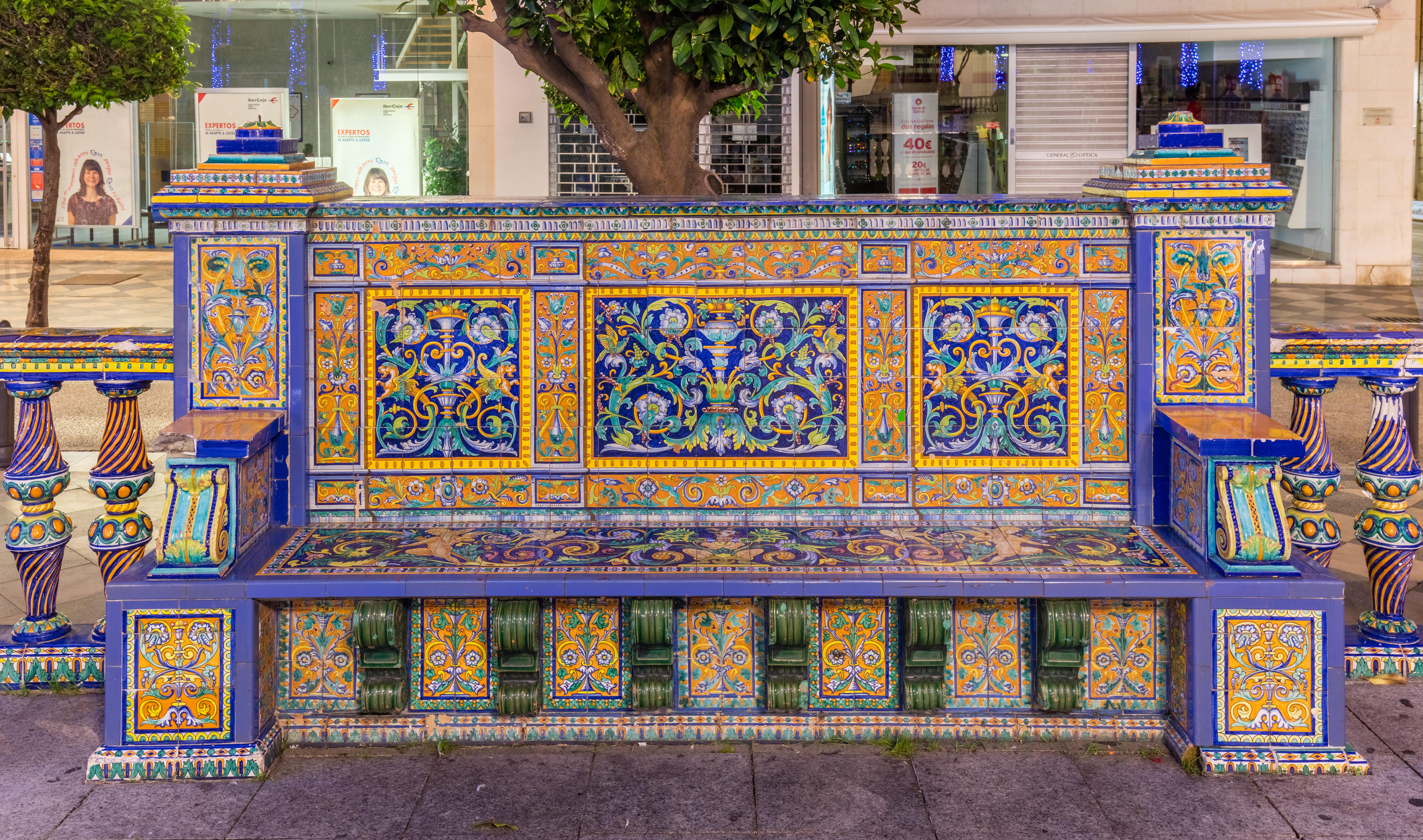
Un banco de la plaza Alta

- La plaza Juan de Lima en este lugar pueden observarse varios edificios de notable importancia en la historia de la ciudad como el Hospital de la Caridad, hoy Fundación de Cultura. Este edificio fue el primer hospital civil de la ciudad construido en 1748 a petición de las hermanas de la Caridad, de estilo barroco popular posee escasos elementos decorativos que le confieren gran sencillez.[215] También es destacable la capilla de la Caridad que se sitúa anexa al hospital. A unos metros de la plaza se sitúa la capilla del Cristo de la Alameda.

- La Villa Vieja, el núcleo original de la ciudad romana, posee varios interesantes edificios que recuerdan la presencia de ciudadanos británicos en la ciudad a principios del siglo XX. Los edificios del Hotel Reina Cristina construido en 1901,[216] la Casa de los Guardeses (actual Museo municipal) o la Villa Smith son obra de ciudadanos procedentes de Gibraltar que mantenían en la ciudad una segunda residencia. También en la Villa Vieja es posible observar el edificio de El Kursaal sede del Centro de Relaciones Permanentes con el Magreb, obra de Guillermo Pérez Villalta e inaugurado en 2006, el Hotel Anglo-Hispano o el Hotel Sevilla, entre otros edificios de interés articulados en torno al paseo del Río de la Miel.[217] El Patio del Coral, hoy día en proceso de rehabilitación, conserva parte de las rampas de acceso a la villa medieval y en su entorno es posible observar algunas de las escasas edificaciones tradicionales existentes aún en la ciudad.[218]

- El acueducto de Algeciras comenzó a construirse en 1777 con el objetivo de traer a la ciudad el agua de un nacimiento conocido como Las Minillas.[219] Poseía dos tramos diferenciados: uno de ellos en la barriada de El Cobre y otro en La Bajadilla. Primero se construyó el tramo de La Bajadilla para evitar que el exceso de presión rompiese la tubería de barro. Alcanzaba los 20 metros de altura y hubo de añadírseles varios contrafuertes con posterioridad para asegurar su integridad. Al comenzar la traídas de agua en 1784 la tubería se rompía a menudo en la bajada cercana al nacimiento. Para evitar este problema, hubo de levantarse un segundo acueducto: el de El Cobre. Actualmente varios tramos de este acueducto han desaparecido o se encuentran incluidos en varias construcciones modernas. El tramo de El Cobre y un pequeño tramo situado en la avenida Aguamarina son aún visitables tras su puesta en valor por parte del Ayuntamientos de la ciudad. La obra la dirigió Pablo Díaz, bajo inspección del maestro fontanero Florindo.[220]

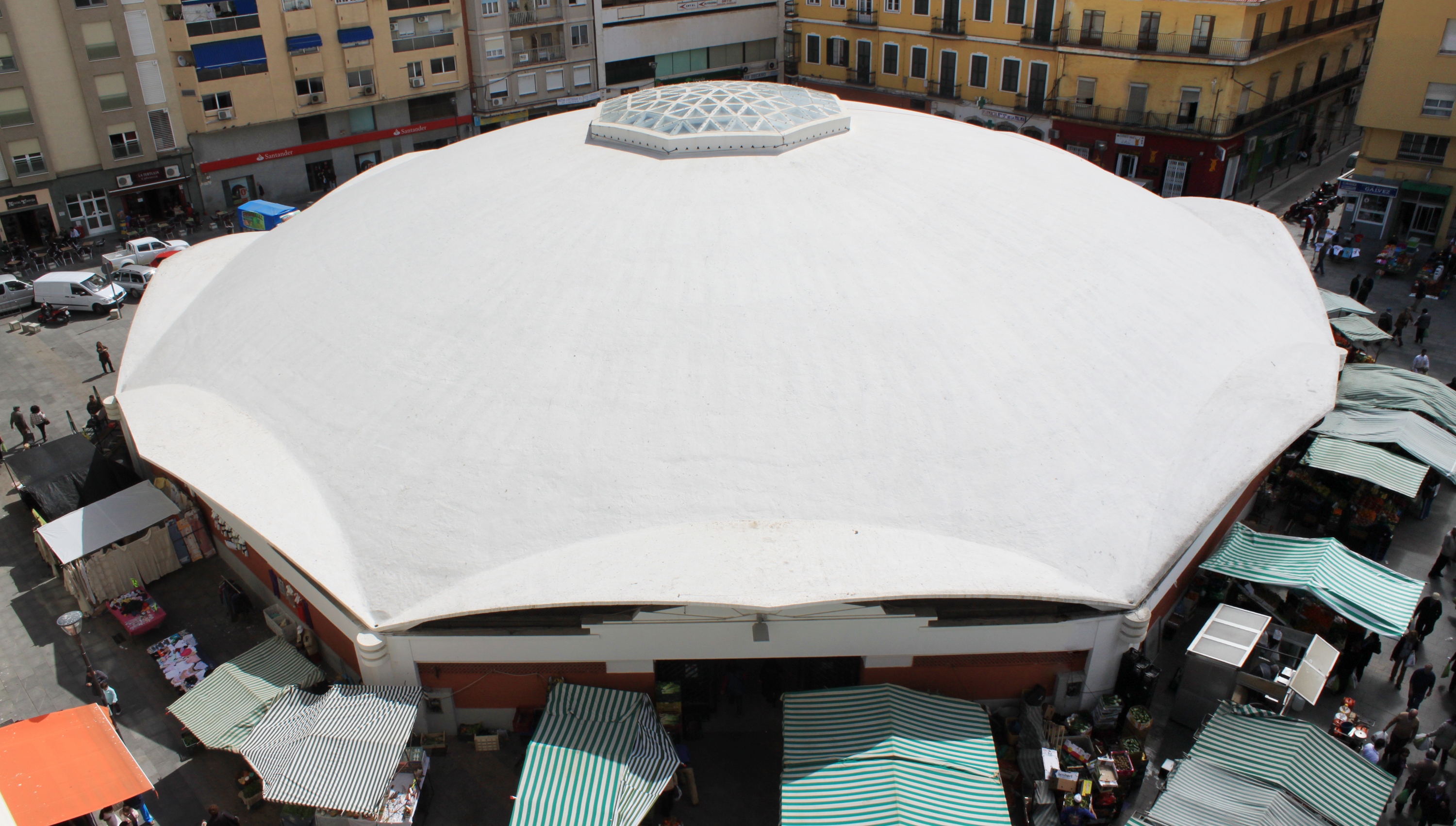
El vanguardista mercado de abastos, también llamado mercado Ingeniero Torroja, construido en 1935

- El mercado de abastos es obra del ingeniero Eduardo Torroja y actualmente está catalogado como bien de interés cultural. Construido en 1935 este vanguardista edificio fue una de las obras arquitectónicas más importantes de la España de su tiempo.[221] Posee planta octogonal y una atrevida cúpula laminar de 47,80 m de diámetro con apenas 9 cm de grosor.[222] Comunica con el río de la Miel por la calle Emilio Santacana en la que pueden aún hoy contemplarse algunos edificios de interés como el antiguo Hotel Sevilla.[223]

- La Escuela de Arte se encuentra en un edificio catalogado como bien de interés cultural y construido en 1971 por el arquitecto Fernando Garrido Gutiérrez.[224] Esta obra de interesante diseño tiene forma espiral ascendente que permite salvar el desnivel existente en esta zona de la ciudad.[225]

### Arquitectura religiosa

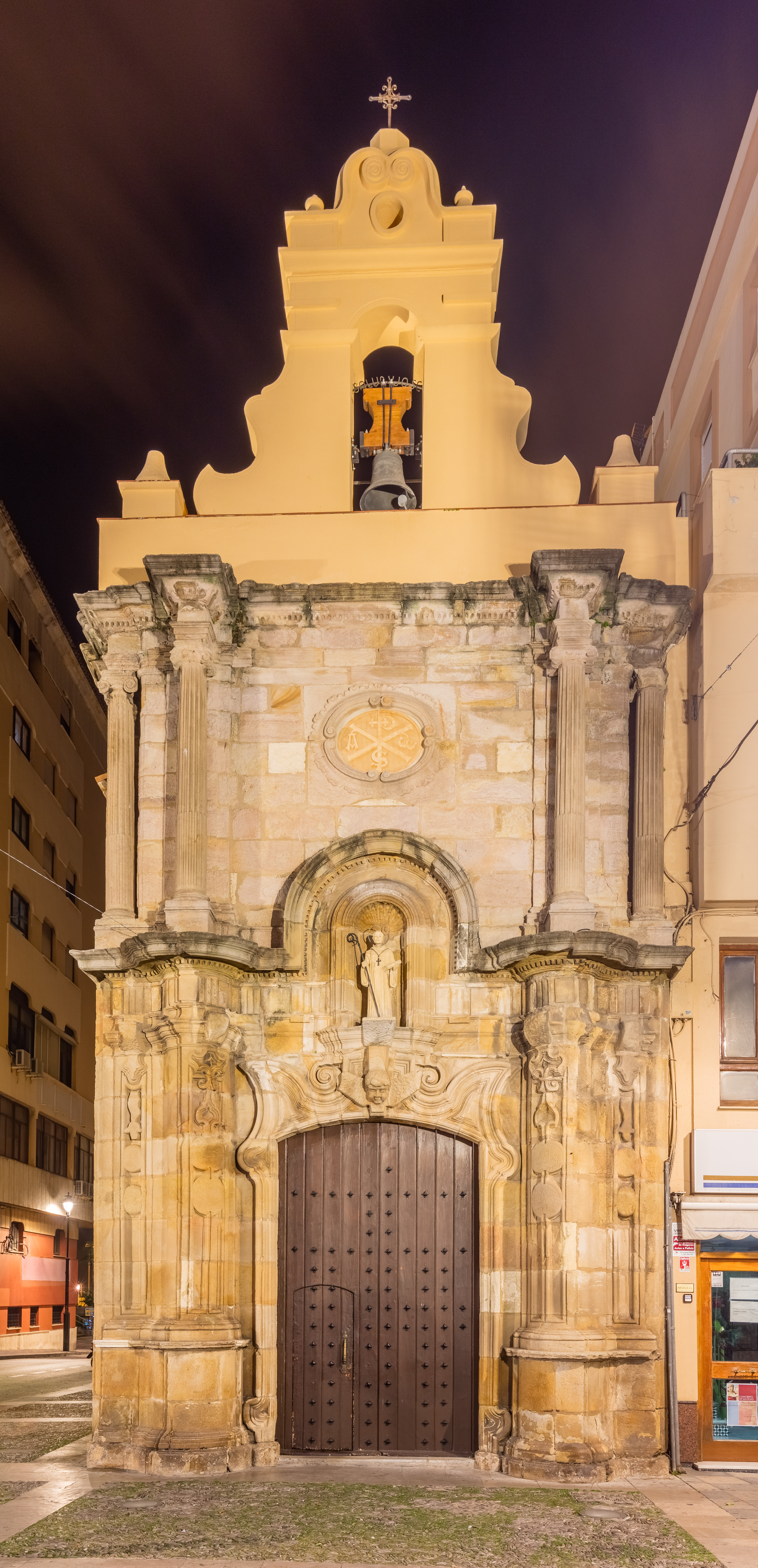
Capilla de Europa

- Capilla de Nuestra Señora de Europa. La ermita original data de 1690 cuando el obispo de Cádiz permitió su edificación en el cortijo de los Gálvez. Tras la toma de Gibraltar en 1704 albergó provisionalmente la imagen de Nuestra Señora de Europa procedente de la ciudad perdida hasta que fue devuelta al Obispado de Gibraltar siglos después y fue la iglesia parroquial de la nueva población algecireña. Sufrió graves daños tras el terremoto de Lisboa de 1755 y tuvo que ser reedificada en 1769 aunque la fachada quedó sin terminar.[226] En 1936 el obispado vendió la capilla a un particular, el cual la convirtió en un taller. En 1947, el ayuntamiento compró el edificio y lo restauró. En 1961 se añadió la campana que se encuentra actualmente en la espadaña, proveniente de la antigua iglesia protestante del Hotel Cristina, que había sido donada por el establecimiento. Ante el estado en el que se encontraba fue restaurada en la década de 1980.[227]
- La iglesia de Nuestra Señora de la Palma, obra de Alonso Barranco y Pablo Casaus fue construida en 1738 con parte de los sillares rescatados de la antigua ciudad musulmana. Es el principal templo de la ciudad y consta de cinco naves. La nave central posee bóveda de cañón y está separada de las laterales por gruesas columnas de estilo dórico, las naves laterales poseen bóvedas que descansan sobre pilastras. Posee una fachada simple donde destacan los contrafuertes a los lados de la puerta y la hornacina para la Virgen sobre ella. Su torre mide 150 pies y fue construida entre 1793 y 1804, es obra de Alonso Barranco, quien la comenzó, y de Isidro Casaus que la acabó.[228]
- La capilla de la Caridad está situada junto al edificio del hospital de la Caridad, hoy Fundación de Cultura. Fue construida en 1752 gracias a las limosnas dadas por los ciudadanos. Posee una única nave y una fachada de un solo cuerpo rematado con una espadaña trilobulada.[227]
- La capilla del Cristo de la Alameda se encuentra muy cerca de la plaza Juan de Lima. Fue construida en 1776 y tuvo una especial devoción durante el Gran Asedio a Gibraltar, que comenzó tres años después, ya que su ubicación está muy próxima al puerto de la ciudad y, por ello, servía de oratorio a los marineros que tripulaban los buques que participaban en el bloqueo marítimo.[229]
- La capilla de la Dehesa de la Punta está situada en el pago de Viña Grande, en las inmediaciones de Punta Carnero y actualmente se encuentra en ruinas,. Fue construida en 1778 para suplir las necesidades religiosas de los numerosos vecinos que cultivaban vides en La Punta hasta que en la década de 1830 fue desamortizada, vendida y utilizada como caballeriza.[230]

### Zonas verdes
- Parque María Cristina, paseo Cristina (1834). Sigue los cánones del jardín francés. Tiene planta rectangular y se estructura a ambos lados de una avenida longitudinal, la avenida Voluntarios de Algeciras en la Batalla de Bailén, en torno a la cual hay tres espacios diferentes, entre los que destaca una glorieta central que interrumpe la avenida y de la que surgen caminos radiales que desembocan en otras glorietas de menor tamaño. La avenida está flanqueada de árboles, sobre todo palmeras y plátanos de sombra. Cuenta con elementos singulares como un busto de Goya realizado por Cristóbal Delgado, un busto del general Castaños así como los restos de unos baños árabes trasladados al lugar en 1999.[231] En él se celebran diversos acontecimientos culturales.

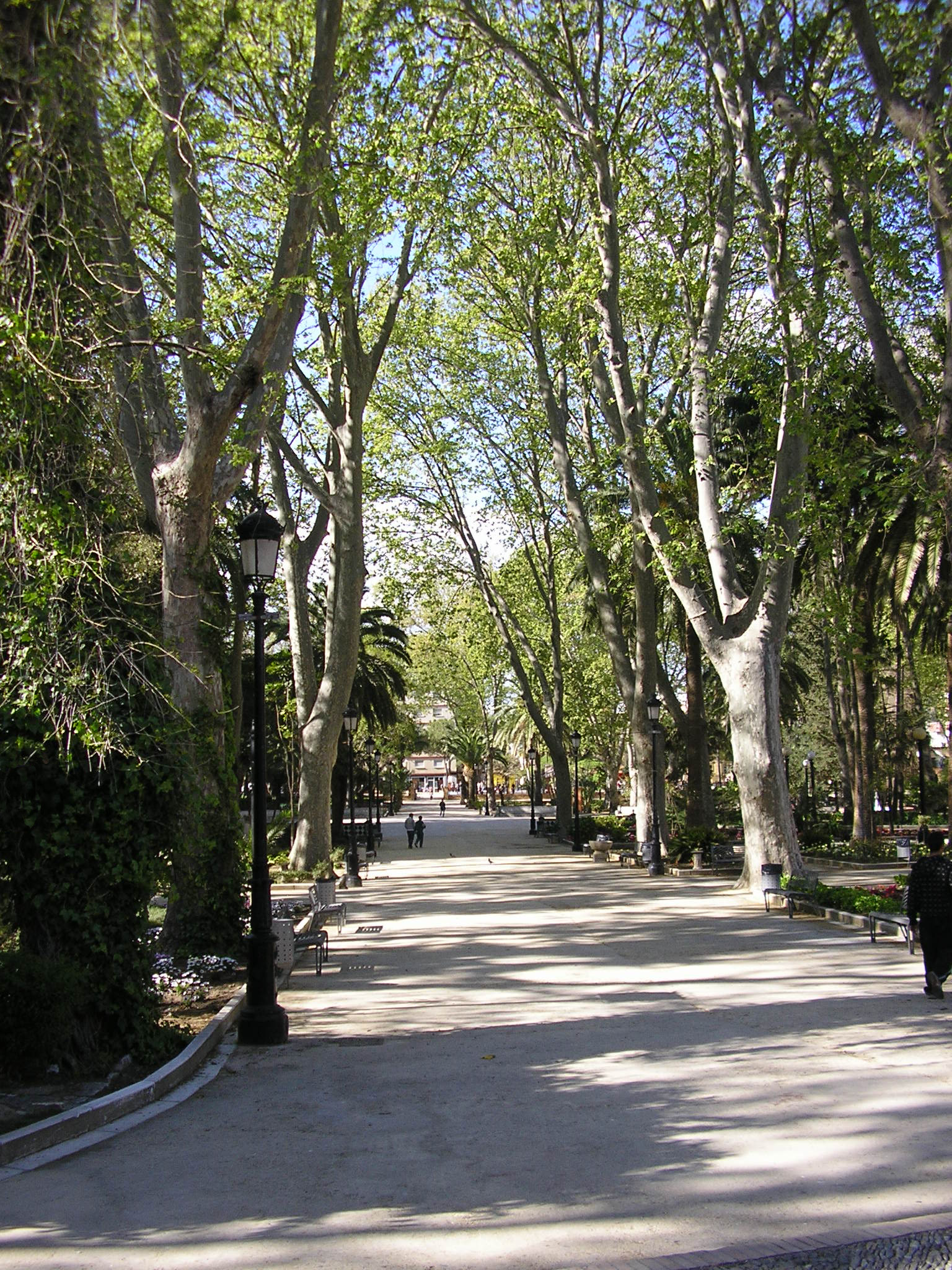
Parque María Cristina

- Parque de las Acacias, jardines de Smith. El trazado de este parque sigue los patrones paisajísticos ingleses, muy populares a mediados del siglo XIX. La composición es irregular siendo los elementos fundamentales islas arboladas de forma generalmente circular rodeadas por caminos de tierra, produciendo un trazado que pretende parecer natural. El referente del parque, desde el que parte la red de caminos hacia el resto del parque y hacia las salidas es la mansión que acoge la sede de la Mancomunidad de Municipios del Campo de Gibraltar. Su valor histórico es reflejo de la importante de ingleses en la ciudad en el primer tercio del siglo XX, a quienes se debe la construcción y diseño del parque. Entre las especies vegetales presentes destacan aquellas originales del primer diseño, entre ellas los centenarios robles, dragos y Palos borrachos.[232]
- Parque del Saladillo (2001). Con 23 000 m² este parque se encuentra en la barriada del mismo nombre y cuenta con una zona de juegos infantiles remodelada en 2008. La superficie vegetal corresponde a zonas de césped y diversas especies arbóreas tales como palmeras, acacias y pinos.[233]
- Parque del Centenario (2007). Nacido de la colaboración entre la Autoridad Portuaria de la Bahía de Algeciras y el Ayuntamiento de la ciudad con motivo del centenario de la creación de la Junta de Obras del puerto, este parque recupera la zona de la Punta de San García, al sur de la ciudad, liberándola del uso portuario que tenía previsto para establecer un espacio libre con gran cantidad de valores históricos y ambientales. En este parque es posible observar los restos arqueológicos del fuerte de San García y de la torre del mismo nombre. El equipamiento actual consta de una serie de elementos arquitectónicos decorativos que permiten unas amplias vistas de la bahía de Algeciras destacando una reconstrucción modernista de la antigua torre almenara. Resultan también interesantes los búnkeres presentes en el parque, recuerdo del plan de fortificación del estrecho llevado a cabo tras la guerra civil española.[234]
- Garganta del Capitán,[235] zona de senderismo por canutos del arroyo de Botafuegos
- Puerta verde de Algeciras[236] vía pecuaria que comunica Algeciras con el Corredor Verde Dos Bahías a través del parque natural de Los Alcornocales

## Cultura
Instalaciones culturales

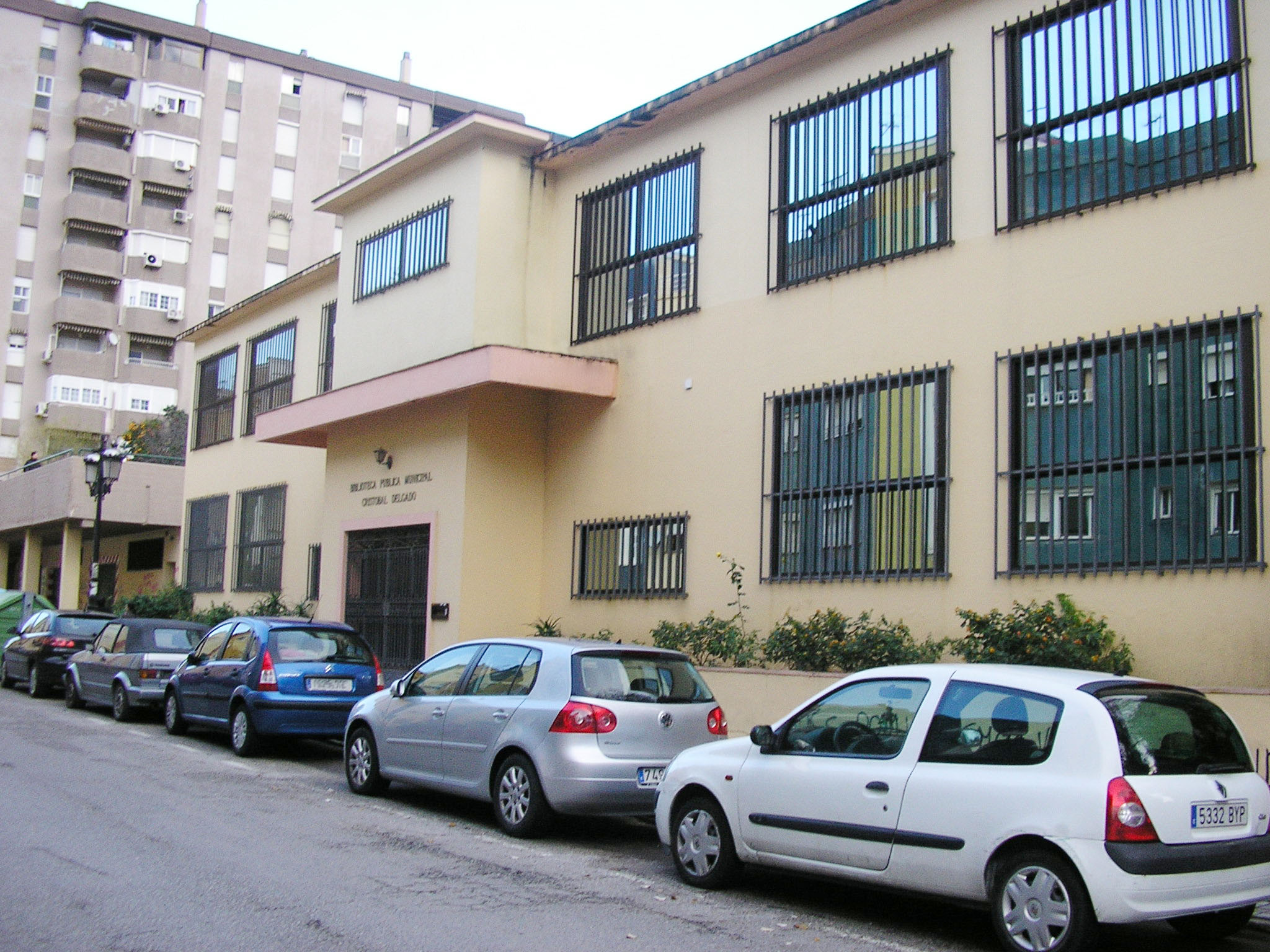
Biblioteca Cristóbal Delgado

- El Museo Municipal de Algeciras se encuentra situado en la Villa Vieja en el antiguo caserón conocido como Casa de los Guardeses a la entrada del parque Smith convenientemente modificado para acoger la exposición permanente de historia de la ciudad. Fue inaugurado en 1995 con los fondos de la colección municipal de arqueología creada a partir de donaciones particulares. Posee seis salas distribuidas en dos plantas: en la planta baja se encuentran las exposiciones de Prehistoria, Algeciras Romana, Algeciras Árabe y Algeciras Cristiana; en la planta superior se encuentran las salas siglo XVIII y siglos XIX y XX, además de la biblioteca.[237] El Museo Municipal edita una revista de arqueología llamada Caetaria de tirada irregular donde no solo se publican trabajos locales sino que está abierto a participaciones de cualquier lugar de España y el Magreb.

- El Centro de interpretación de la cultura andalusí (CICE) está localizado en la prolongación de la avenida Blas Infante, junto al parque arqueológico de las Murallas Meriníes. Fue inaugurado en 2009 y posee una amplia colección de piezas de diversos yacimientos de la ciudad y pertenecientes a los fondos del Museo Municipal, así como reconstrucciones que muestran diversos aspectos de la vida doméstica en la medina árabe.[238]

- El Museo de Arte Sacro está situado en la capilla de la Alameda tras la restauración de ésta en 1999. Este museo se articula en cuatro salas: Orfebrería, Cerámica, Pintura y la última dedicada a la Semana Santa de la ciudad.[239]

- El Teatro Florida es el único de la ciudad y está siendo en la actualidad reformado tras años de abandono. Este teatro tuvo en el pasado un papel muy importante en la vida cultural de Algeciras al ser escenario para toda clase de conciertos y representaciones teatrales de pequeño aforo que se celebraban en la ciudad y para actos locales tales como el concurso de agrupaciones carnavalescas, elección de reina de la feria y diversas entregas de premios.

- La Fundación Municipal de Cultura José Luis Cano con sede en el antiguo Hospital de la Caridad posee dos salas de exposiciones, la sala Rafael Argelés y la sala Ramón Puyol, que acogen tanto colecciones itinerantes como certámenes de pintura. La fundación también organiza las Aulas de teatro, danza y música y los certámenes de narrativa Ciudad de Algeciras y el premio Bahía de Poesía.[240]

- Archivo Municipal de Algeciras. En 2005 el Ayuntamiento de la ciudad habilitó unos locales en el centro cívico de la Reconquista para el archivo notarial de la ciudad. Los fondos del archivo son aquellos documentos generados en el Ayuntamiento desde 1753. También organiza exposiciones periódicas con el fin de dar a conocer la institución entre la ciudadanía.[241]

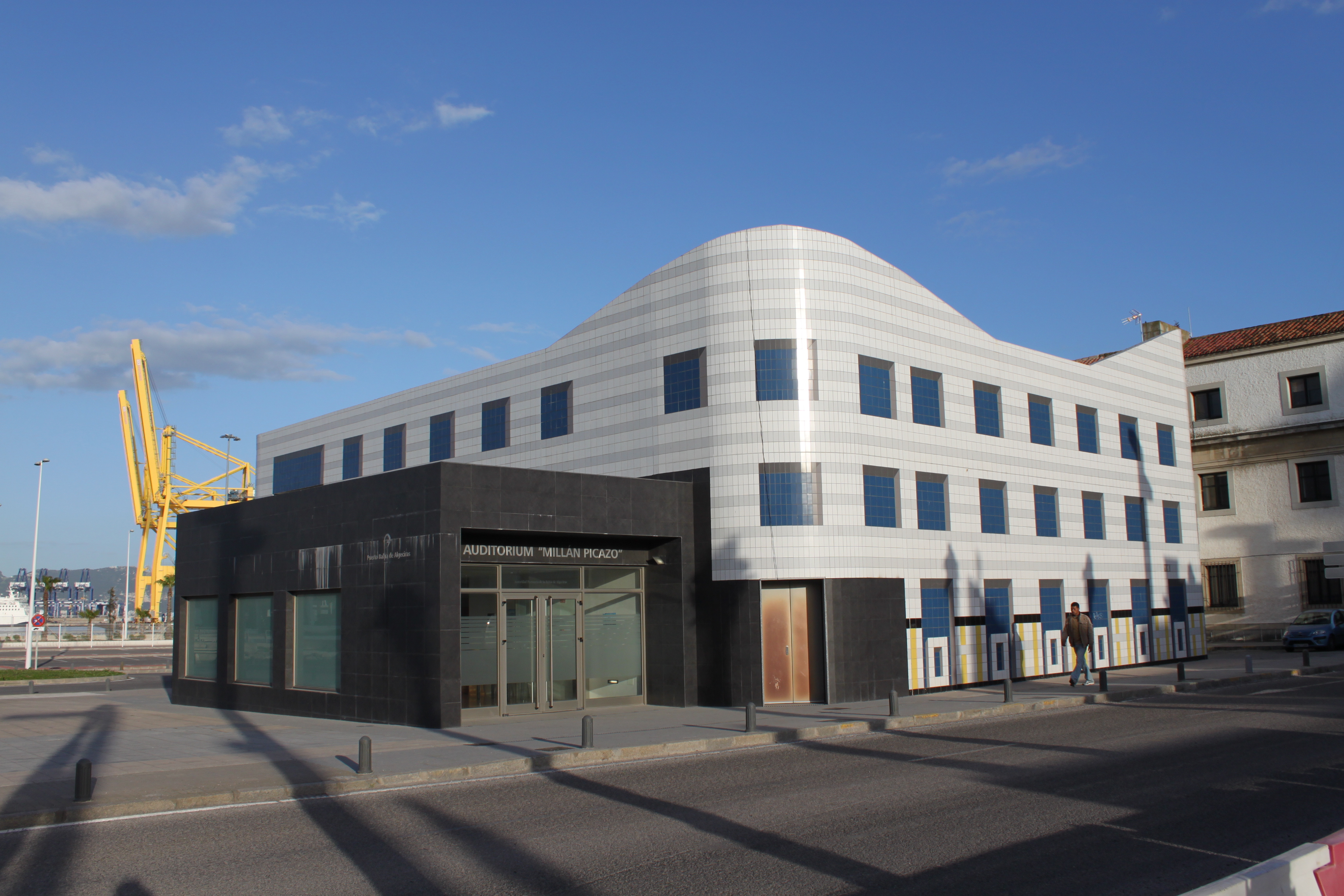
Auditorio Millán Picazo

- Biblioteca municipal de Algeciras. La ciudad posee tres bibliotecas municipales, la biblioteca Cristóbal Delgado en la zona centro, la biblioteca Pérez Petinto en la barriada de La Granja, al norte, y la biblioteca de El Saladillo en el barrio del mismo nombre, al sur.[242]

- Galerías de Arte. Paralelamente a las salas de exposiciones de la Fundación Municipal de Cultura (Rafael Argelés y Ramón Puyol) existen dos espacios con programación propia como son la fotogalería del Colectivo UFCA (Unión fotográfica y cinematográfica de Algeciras),[243] y la sala Cajasur.

Eventos literarios
Son varios los concursos culturales celebrados en Algeciras anualmente por parte del ayuntamiento a través de diferentes delegaciones e instituciones.
- El certamen de poesía Bahía es el decano en los premios literarios de la ciudad, ya que fue creado en 1972. Depende de la Fundación Municipal de Cultura José Luis Cano. Los trabajos de poesía ganadores de este premio, que en 2010 celebró su edición número 35,[244] los publica la fundación en su colección Bahía.[245]

- El certamen de narrativa Ciudad de Algeciras fue convocado por primera vez en 1987 y celebró durante 2010 su vigésimo tercera edición. Las obras premiadas son publicadas por la Fundación Municipal de Cultura en su colección Narrativa.[246]

- El certamen de cómic Ciudad de Algeciras lo convoca la delegación de Juventud del ayuntamiento de la ciudad. Durante 2010 cumplió su octava edición y en él pueden participar autores de entre 14 y 35 años. Se ofrecen premios para los tres mejores cómics y a la mejor ilustración.[247]

- Por último, el certamen de microrrelato joven Ciudad de Algeciras organizado también por la delegación de Juventud y dedicado a autores en la misma franja de edad que el de cómic, cumplió en 2010 su quinta edición. Admite relatos de una extensión máxima de 300 palabras. Los premios para los cuatro mejores relatos tienen la posibilidad de ser publicados por el ayuntamiento.[248]

### Fiestas señaladas

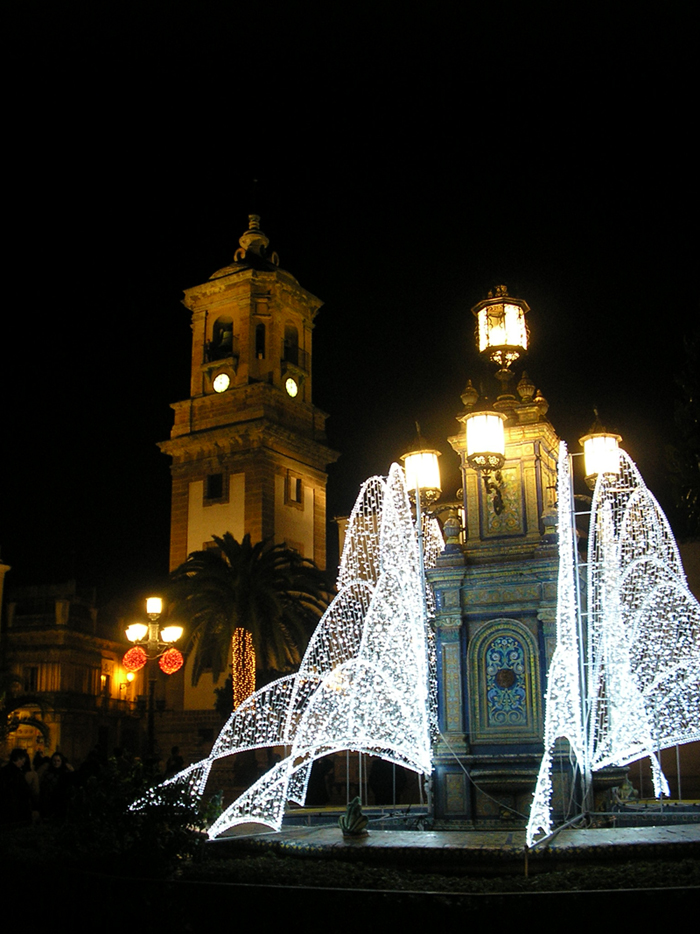
Cinco minutos antes de Año Nuevo en la plaza Alta

En Algeciras son diversas las fiestas, tanto religiosas como seculares, que se desarrollan a lo largo del año y muchas de ellas poseen características propias que constituyen una seña de identidad de esta localidad.
Tras la celebración del año nuevo, tradicionalmente en la plaza Alta, tiene lugar el día 5 de enero el tradicional Arrastre de Latas, fiesta de origen incierto en la que los niños de Algeciras pasean por las calles arrastrando ristras de latas reclamando sus juguetes a los Reyes Magos.

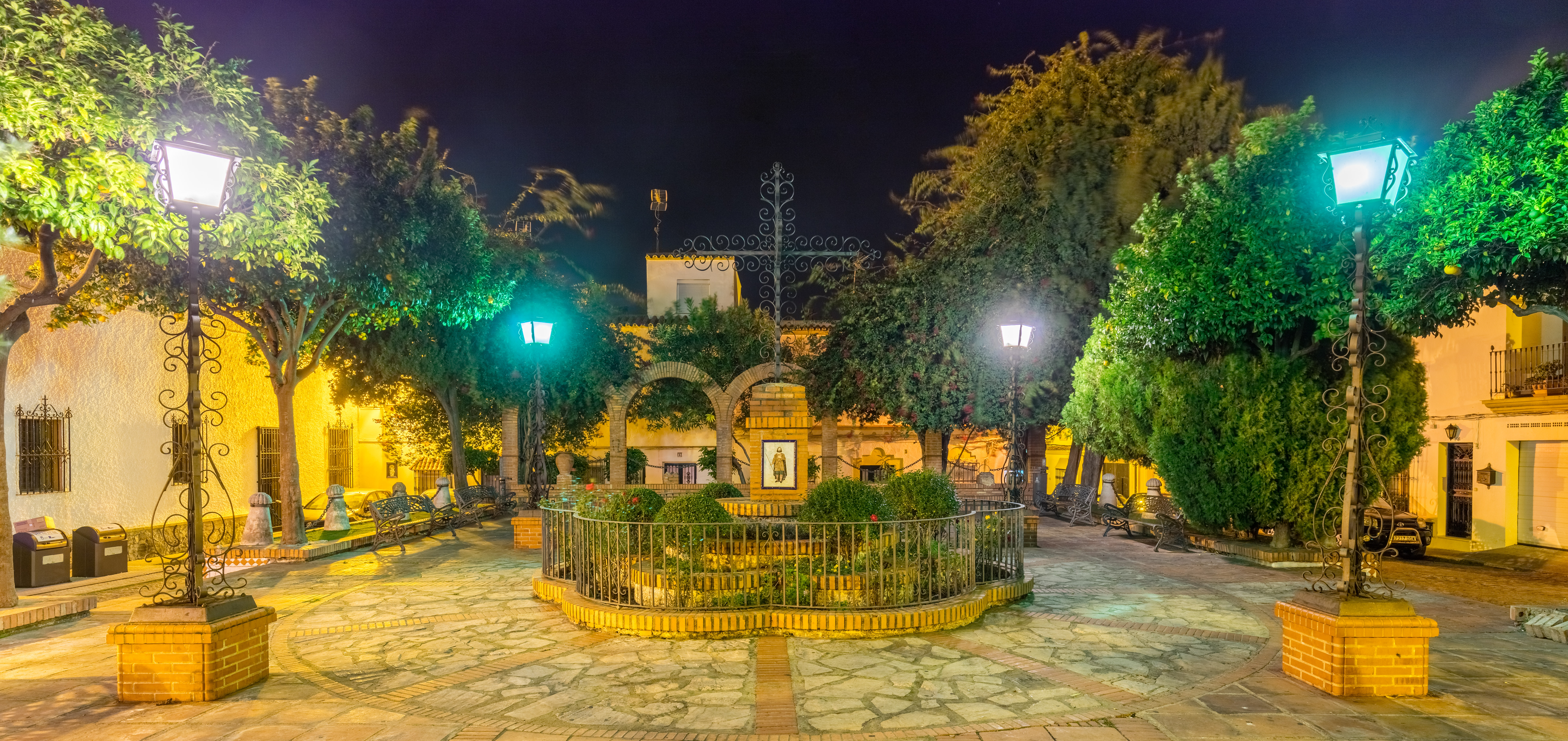
Plaza San Isidro

En febrero tiene lugar el Carnaval de Algeciras con un concurso de agrupaciones del Campo de Gibraltar y Ceuta, donde participan chirigotas, comparsas, coros y cuartetos, y la elección de la Reina del Carnaval y la Reina Infantil, cuyas coronaciones se realizan en el parque María Cristina.
La semana anterior y durante el carnaval tienen lugar las Adas, degustaciones gratuitas en la calle de diversas especialidades gastronómicas, sobre todo ligadas al mar, y organizadas por asociaciones culturales y vecinales de los barrios del centro de la ciudad. Tras los carnavales tiene lugar la Semana Santa de Algeciras en la que procesionan nueve cofradías con diecinueve pasos desde sus parroquias hasta el centro de la ciudad destacando la del Cristo de Medinaceli por la pasión que despierta entre los creyentes.
Pero es sin duda la Feria Real de Algeciras la principal de las celebraciones de la ciudad. Nombrada de Interés Turístico Nacional, es una de las ferias más importantes de Andalucía celebrándose por primera vez en 1850 al darse permiso al municipio para celebrar una feria de ganado los tres primeros días de junio. Hoy la Feria Real se extiende 9 días con sus noches durante los cuales el recinto ferial acoge a los algecireños y se celebran diversos acontecimiento taurinos. Se inicia con el desfile de carrozas el sábado por la tarde y termina con los fuegos artificiales el sábado siguiente a las 12 de la noche.
En verano tienen lugar veladas en diversos barrios de la ciudad y se celebran también las fiestas en honor de la Virgen del Carmen el 16 de julio con una romería marítima y las fiestas patronales en honor de la Virgen de la Palma, en las que la imagen de la patrona de la ciudad es rescatada del fondo de la bahía donde ha permanecido un año completo para ser limpiada en la playa del Rinconcillo y venerada con ofrendas florales para volver al atardecer de nuevo al fondo de las aguas.
La noche de Todos los Santos, el 31 de octubre, tiene lugar en la ciudad la fiesta denominada de los Tosantos donde los algecireños se reúnen en el mercado de abastos para comprar frutos secos, castañas asadas, caña de azúcar y productos típicos del invierno para luego comérselas en la plaza Alta mientras en el centro de la ciudad tienen lugar actuaciones de bandas musicales y teatros de marionetas.

### Habla algecireña
En Algeciras se habla la variante occidental de la modalidad lingüística andaluza con una morfología, fonética y léxico similares al resto de Andalucía occidental aunque con algunas variaciones propias del Campo de Gibraltar.
En cuanto a la morfología destaca el uso excesivo de pronombres personales con el objetivo de dar mayor expresividad a la conversación, igual función tiene el uso de diminutivos que también suelen emplearse como solución para evitar homónimos derivados de la propia pronunciación. Se utiliza también en la ciudad el pronombre ustedes en vez de vosotros junto a la forma átona os.
Respecto a la fonética según el Atlas Lingüístico y Etnográfico de Andalucía elaborado entre 1961 y 1973 en Algeciras se produce mayoritariamente el fenómeno denominado yeísmo donde no se hace distinción entre los sonidos /ll/ e /y/ optándose por el segundo fonema. Respecto al ceceo/seseo se produce en la ciudad un polimorfismo en los sonidos /s/ y /θ/ existiendo a veces diferenciación entre uno y otro y a veces no, aun así es mayor la tendencia al ceceo. En la actualidad, es importante señalar una fuerte tendencia al fenómeno denominado como «heheo» en el que se tiende a la aspiración tanto en la pronunciación del sonido /s/ como en el del sonido /θ/.
El léxico utilizado en la ciudad, junto al resto de la comarca campogibraltareña, presenta una cierta variación respecto al resto de Andalucía por el uso de anglicismos heredados de la colonia británica de Gibraltar. Estos anglicismos se encuentran hoy en seria regresión por su falta de uso o por su sustitución por formas castellanas. De este modo el tránsito de trabajadores de la comarca a Gibraltar durante los años de la postguerra y su contacto con productos desconocidos en la península hizo que se adaptara la forma inglesa para el uso común, aparecen así palabras tan curiosas como tipá para designar a la tetera (tea pot) o chingua para el chicle (chewing gum) e incluso formas italianas procedentes de la gran colonia genovesa del peñón como machapié para acera (marcîapê). La mayoría de estas palabras como se ha dicho son ahora minoritarias. No ocurre lo mismo con otras como mebli para designar a una canica (marbles), que aún suele utilizarse mayoritariamente.

### Tauromaquia
Jornadas de tauromaquia Ciudad de Algeciras
Las Jornadas de Tauromaquia organizadas por la delegación de Feria y Fiestas del ayuntamiento de la ciudad cumplen en 2010 su edición número 25 habiéndose celebrado ininterrumpidamente desde 1985. Se celebran unas semanas antes de que tenga lugar la feria de la ciudad y antes de la temporada taurina en la plaza de toros de Las Palomas. Durante cinco días se imparten diversas conferencias y mesas redondas que ahondan en diferentes aspectos del mundo del toreo y su relación con la cultura en varios lugares de la ciudad desde la Fundación de Cultura hasta la carpa instalada a tal efecto en el ruedo de la plaza de toros.
Escuela de tauromaquia
Algeciras alberga una de las seis escuelas de tauromaquia de la provincia de Cádiz. Esta escuela está promovida por el ayuntamiento de la ciudad. La escuela tiene como objetivo la protección, el fomento y la divulgación de la fiesta de los toros. Las escuelas de tauromaquia de la provincia están ubicadas en Jerez, Chiclana de la Frontera, San Fernando, Algeciras, Campo de Gibraltar —con sede en San Roque— y La Línea.
Feria Real de Algeciras
La semana grande del toreo en Algeciras tiene lugar durante las fiestas y feria de junio. Entre los espectáculos taurinos celebrados en la plaza de toros.
Plaza de toros

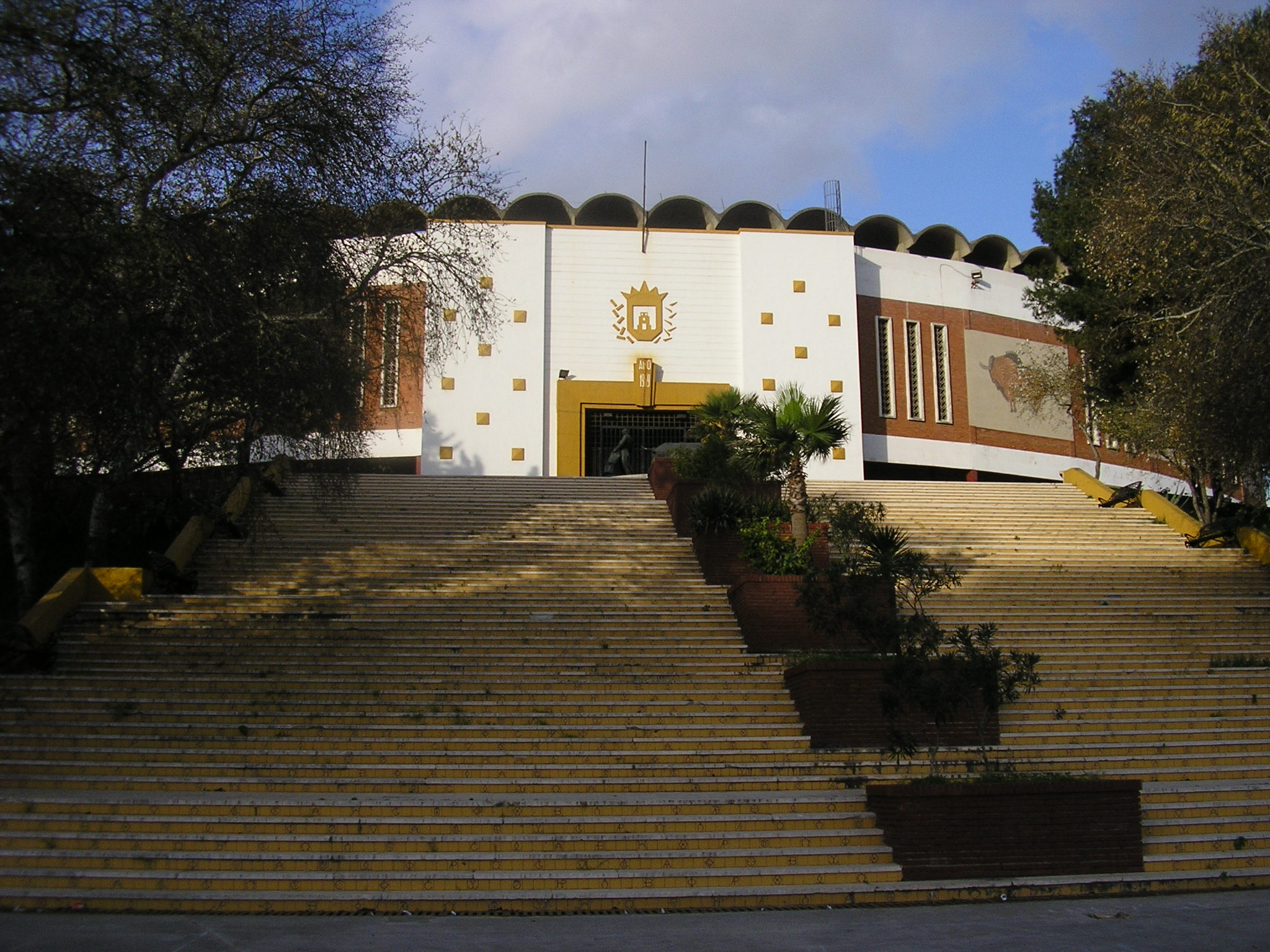
Plaza de toros de Las Palomas

La plaza de toros de Las Palomas tiene un aforo de 11 222 localidades y se clasifica como de segunda categoría. Fue inaugurada en 1969, sustituyendo a la antigua plaza conocida como «La Perseverancia», que databa de 1866. El cartel inaugural estuvo formado por Miguel Mateo «Miguelín», Francisco Rivera «Paquirri» y Ángel Teruel.

### Deporte
El Patronato Municipal de Deportes del Ayuntamiento de Algeciras gestiona tanto las instalaciones deportivas como diferentes eventos celebrados en la ciudad. En Algeciras se encuentran registrados 29 clubes deportivos de veinte deportes diferentes: atletismo, ajedrez, alpinismo, baloncesto, balonmano, ciclismo, flysurf, fútbol, golf, hockey, natación, natación sincronizada, pesca, petanca, piragüismo, senderismo, rugby, tenis, trial, voleibol y waterpolo.
De entre todos los clubes locales son el Algeciras Club de Fútbol, el Balonmano Ciudad de Algeciras, el Club Baloncesto Algeciras-CEPSA, la Unión Ciclista Algecireña o el Club Ciclista Andalucía Nature y el Club de Rugby Bahía 89 los que cuentan con mayor afición en la ciudad y los que participan en campeonatos nacionales. El Algeciras CF, actualmente en el grupo I de 1.ª federación, fue fundado en 1912 y ha sido a lo largo de su historia el equipo deportivo que mayor repercusión ha tenido en la ciudad. Ha jugado durante nueve temporadas en la segunda división española llegando a quedar en la temporada 1965-66 en el tercer puesto de dicha categoría. Dos futbolistas algecireños de este club han llegado a jugar con la Selección española de fútbol, Andrés Mateo e Hita.

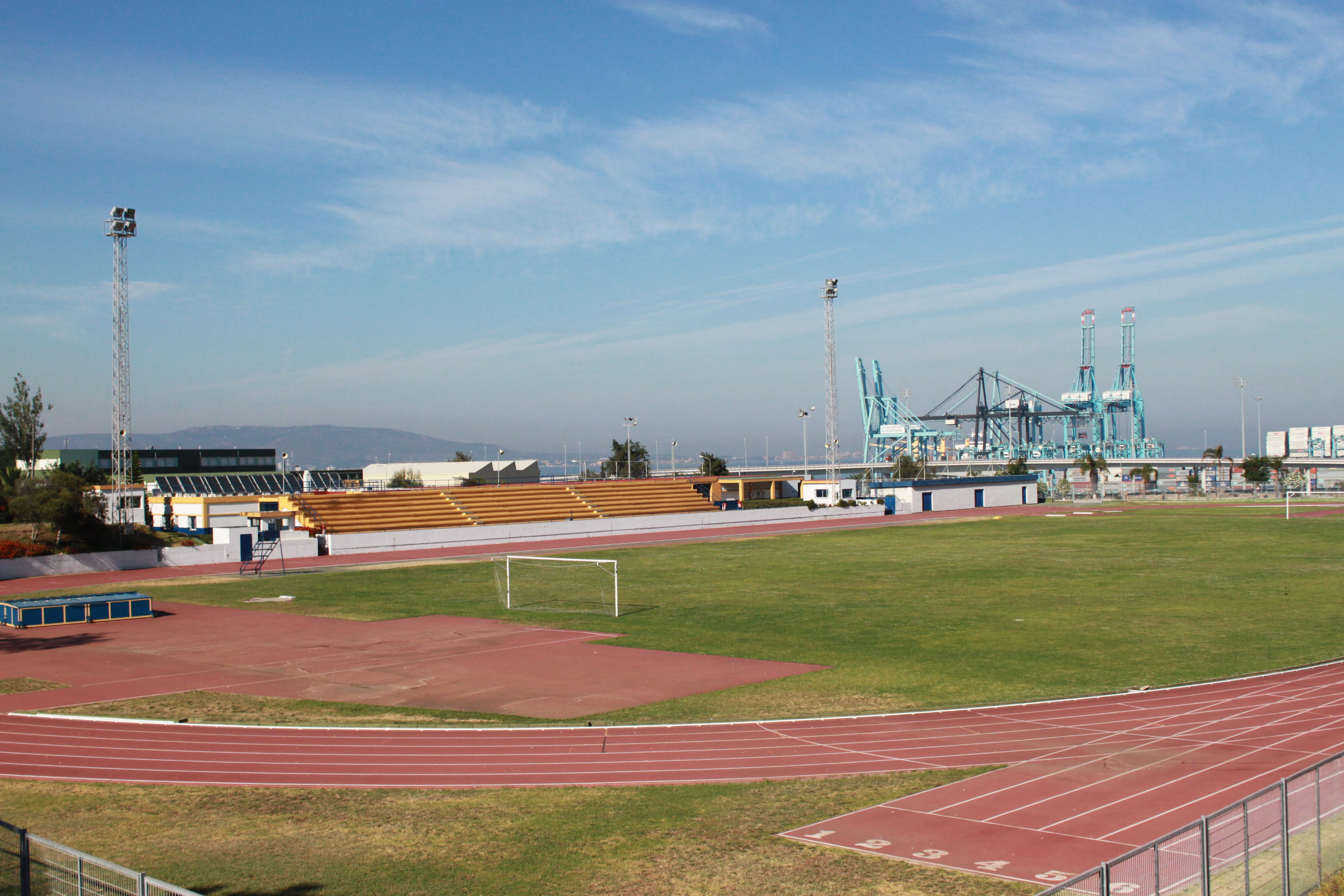
Polideportivo municipal

El Club Balonmano Ciudad de Algeciras, actualmente en la Primera División Estatal, procede de la refundación del Algeciras Balonmano club desaparecido en 2008 debido a problemas económicos y que llegó a disputar tres temporadas en la Liga ASOBAL, desde 2004 a 2007, año en que consiguió clasificarse hasta las semifinales de la Copa del Rey siendo eliminado por el Ademar León. La Unión Ciclista Algecireña (UCA), perteneciente a la Federación Andaluza de Ciclismo, es una de las asociaciones deportivas más antiguas de la ciudad. Fue fundada el 15 de febrero de 1937 por Juan Pino y Miguel Chichán, aficionados a este deporte, a partir de la Asociación Deportiva Algecireña, club polideportivo fundado en 1924. Participa y organiza varios eventos en la ciudad y en la comarca, entre ellos algunos de gran tradición como el Gran Premio Feria de Algeciras, el Gran Premio Patrona de Algeciras o la Vuelta ciclista al Campo de Gibraltar que ha venido teniendo lugar durante casi dos décadas congregando a las asociaciones de la comarca.
El Club Ciclista Andalucía Nature, fundado en el año 2007, compite en las principales carreras ciclistas del calendario andaluz y nacional. Entre sus principales logros se encuentran dos medallas de bronce en la Copa de Europa, varias victorias en la Copa de Andalucía, medallas de oro, plata y bronce en los Campeonatos de Andalucía de ruta y contrarreloj y decenas de victorias en carreras de un día. En 2008 creaba junto al Ayuntamiento de la ciudad las Escuelas de Ciclismo que congregan a casi un centenar de jóvenes. El club organiza además varias pruebas ciclistas como la Clásica de Algeciras, la Ruta del Pavo o la Subida a Las Pantallas.[cita requerida]
Escuelas municipales
Existe un gran número de escuelas municipales de deporte gestionadas por el Patronato Municipal: ajedrez, atletismo, baloncesto, balonmano, ciclismo, fútbol, fútbol sala, natación, natación sincronizada, pesca, tiro con arco, voleibol, waterpolo, dependientes de los clubes correspondientes o de diversos colegios privados o concertados de la ciudad. En cada disciplina existen diferentes entrenadores y horarios disponibles para que jóvenes de la ciudad puedan hacer uso de las instalaciones municipales y participar en los diferentes campeonatos locales, regionales y nacionales.
Instalaciones deportivas

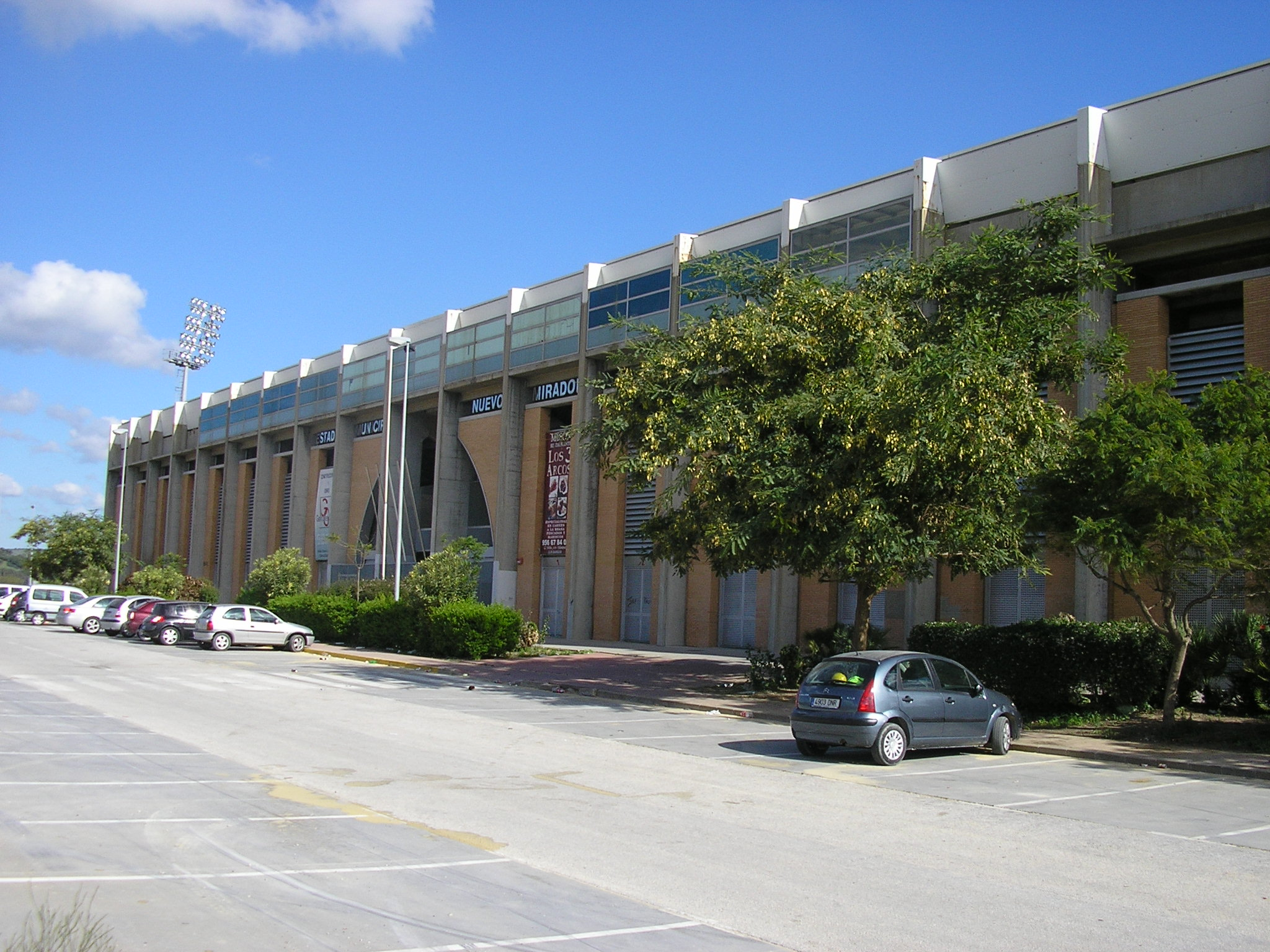
Estadio municipal Nuevo Mirador

Son varias las instalaciones deportivas presentes en la ciudad dependientes del Patronato Municipal de Deportes.
- Estadio municipal Nuevo Mirador, donde juega el equipo local, el Algeciras Club de Fútbol. 1999.
- Pabellón Ciudad de Algeciras, sede del BM Ciudad de Algeciras. 1988.
- Pistas de Atletismo Enrique Talavera, campo del Club de Rugby Bahía 89. 1984.
- Polideportivo Andrés Mateo. 1996.
- Polideportivo Manuel Marín «Periquito». 1996.
- Polideportivo Juan Hita. 2006.

#### Eventos deportivos
Juegos deportivos municipales
Dirigidos a las categorías de prebenjamín, benjamín, alevín, infantil y cadete estos juegos deportivos se celebran con carácter anual en las distintas instalaciones deportivas municipales permitiendo el desarrollo de competiciones de fútbol sala, tenis de mesa, ajedrez, voleibol y juegos populares entre otros.
Juegos Deportivos del Estrecho
La primera edición de los Juegos Deportivos del Estrecho tuvo lugar en 1998 por iniciativa del Ayuntamiento de Algeciras y en ella participaron además de los clubes de la ciudad aquellos originarios de las ciudades de Ceuta y Gibraltar. Estos juegos estaban dirigidos a jóvenes de 10 y 11 años y en su primera edición celebrada en la ciudad pudieron practicarse en las pistas de atletismo Bahía de Algeciras un total de 15 disciplinas deportivas diferentes. La segunda edición de los juegos tuvieron lugar en la ciudad de Ceuta y en ellos participaron además jóvenes de las localidades de San Roque y La Línea de la Concepción. Con el tiempo han sido más las disciplinas deportivas añadidas a los juegos y localidades participantes. De este modo en su tercera edición, celebrada en Gibraltar, se incorporó Los Barrios, en la cuarta, celebrada en La Línea, lo hizo Tarifa y, aunque en la cuarta edición se retiró de la participación la ciudad de Gibraltar en su octava edición se sumaron a los juegos las localidades de Jimena de la frontera, Castellar de la Frontera y Tánger.
La undécima edición que se celebró en 2008 tuvo lugar en la ciudad de La Línea de la Concepción y en ella participaron 1200 jóvenes de Algeciras, Los Barrios, La Línea, San Roque, Tarifa, Gibraltar y Ceuta a finales del mes de mayo. La edición de 2009 tuvo lugar en San Roque y participaron un total de 201 niños algecireños de 1321 participantes en 18 disciplinas deportivas diferentes.
Carrera urbana
La carrera urbana de Algeciras, celebrada anualmente, desarrollará durante 2010 su undécima edición. Es organizada por el Patronato Municipal de Deportes del Ayuntamiento de la ciudad y en su edición de 2008 tuvo una dotación total de premios de 3140 euros para las categorías superiores repartidos entre los diez primeros clasificados. El recorrido base para las categorías de juvenil, júnior, sénior y veteranos es de 7 kilómetros con salida en la playa de Getares y llegada en el estadio municipal de atletismo si bien las categorías inferiores de cadete, infantil, alevín y benjamín tienen recorridos inferiores de tres kilómetros a 800 metros.

### Medios de comunicación
Medios impresos

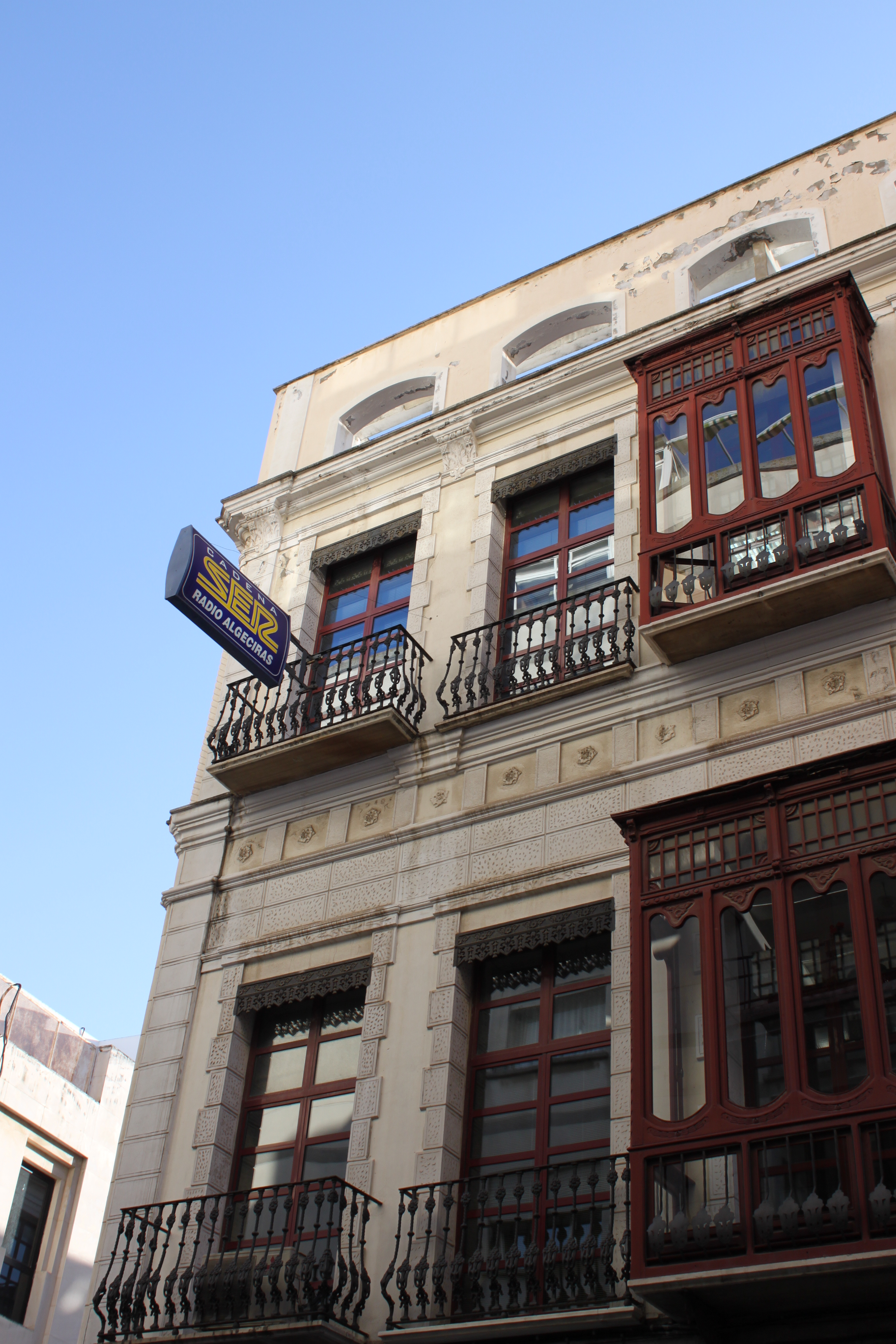
Estudios de Radio Algeciras

El periódico Europa Sur, fundado en 1989 y perteneciente al Grupo Joly, es el de mayor tirada de la ciudad, con una difusión promedio de 4 388 ejemplares (datos de julio de 2007 a junio de 2008). También se edita en la ciudad El Faro Información, perteneciente al grupo Publicaciones del Sur, que también edita en Internet, con el título de Información Campo de Gibraltar, mientras que el Diario Área, aunque originario de la vecina ciudad de La Línea de la Concepción, donde fue creado en 1956, tiene también delegaciones en Gibraltar, Estepona y Algeciras.
Emisoras de radio
Entre las emisoras de radio, Radio Algeciras, de la Cadena SER, es la más antigua de la ciudad, ya que inició sus emisiones en 1934. Emite en onda media (1260) y FM (93.0). Es la emisora de radio más oída en la ciudad y gracias a su relevancia en la historia de Algeciras ha recibido la medalla de oro de la ciudad. Otras emisoras de ámbito estatal tienen delegación en la ciudad. Onda Cero Algeciras (que emite en FM: 89.1), COPE Campo de Gibraltar (94.7 FM) o Radio Andalucía Información Algeciras (98.9 FM) tienen programación informativa específica para Algeciras mientras que otras como Radiolé Bahía de algeciras (92.1 FM), Cadena Dial Campo de Gibraltar (90.2 FM), 40 Principales Algeciras (95.7 FM), M80 Radio Radio Costa del Estrecho (96.2 FM) o Kiss FM Algeciras (104.1 FM) tienen programación básicamente musical con programas locales.
Televisión
Aparte de las emisoras de televisión generalistas, en Algeciras podrán recibirse a través de la televisión digital terrestre tres emisoras locales: Onda Algeciras, Localia TV Algeciras y Popular TV Campo de Gibraltar. Onda Algeciras, que sustituyó a finales de los años 1990 a Tele Algeciras, es la principal cadena local. Sus emisiones pueden seguirse más allá del propio término municipal de Algeciras, en otras localidades de la bahía. La base de su programación son los informativos locales y comarcales si bien es importante el seguimiento que realiza de acontecimientos tales como la Semana Santa de la ciudad o la Feria, con especiales informativos y transmisiones en directo. La audiencia habitual de esta cadena es de unos 80 000 ciudadanos con un 9 % de cuota de pantalla en Algeciras y alrededor del 4,5 % en el resto del área de distribución.

## Ciudades hermanadas
- Villa Cisneros, Sáhara Occidental
- Neda, España (1983)[289]
- Ceuta, España (1996)[290]
- Río Grande, Argentina (2014)[291]
- San Fernando, España (2017)[292]
- Playa del Carmen, México (en trámites)[293]
- Tánger, Marruecos (en trámites)[294]